# 普瓦捷
普瓦捷（發音：[pwatje] ⓘ），法国西部城市，新阿基坦大区维埃纳省的一个市镇，也是该省的省会，下辖普瓦捷区，其市镇面积为42.11平方公里，2022年1月1日时人口数量为89,472人，是该省人口最多的城市，在法国市镇中排名第49位。
普瓦捷位于维埃纳省中南部，其核心城区位于布瓦夫尔河与克兰河交汇处内侧的一处丘陵之上，是法国西部的一个政治、经济、文化和科教中心，A10高速公路、南部-大西洋欧洲高速铁路以及多个方向的铁路和公路在此交汇，普瓦捷机场开通前往多个城市的固定航线。
普瓦捷是法国艺术与历史之城，其城市始建于古典时期，高卢部落皮克通人曾在此定都，公元732年和1356年两次发生“普瓦捷战役”对法国历史产生重大影响，创建于1431年普瓦捷大学则是欧洲创办历史最早的高等学府之一。普瓦捷在法国大革命后成为维埃纳省的省会，并在1982年至2015年间为普瓦图-夏朗德大区的首府。普瓦捷市区内有多处历史遗迹，同时也因其市区以北十多公里外的观测未来公园而闻名，该公园是法国境内游客数量最多的电影主题公园。

## 地名来源
根据《费加罗报》一篇文章的描述，“Poitiers”一名最初于公元三世纪以“Pictavi”的形式被记载，该名称普遍被认为与古典时期活动于此的皮克通人（法语：Pictons或Pictaves，拉丁语：Pictavi）有关，后者出自凯尔特语单词“pict”，意为“狡猾的”，可能与该部落好战的民风有关。
普瓦捷所处区域历史上曾通行普瓦图-桑通日语普瓦图方言，该语种在法国语言学上属于奥伊语的一支，“Poitiers”对应的普瓦图-桑通日语拼写可能为“Potchiers”；与此同时，普瓦捷历史上与法国南部的奥克语区交流频繁，“Poitiers”在奥克语维基百科及Openstreetmap中被标记为“Peitieus”。
此外，因翻译标准不同，“Poitiers”在部分汉语资料中又被译为普瓦蒂埃、波瓦蒂埃、普瓦提埃或波瓦第尔。

## 历史
普瓦捷于1985年获得由法国文化部授予的“艺术与历史之城”称号。

### 史前时期
普瓦捷的城市起源尚有待考证，当地克兰河畔的莱萨尔街区（L'Essart）曾发现一处中石器时代的人类活动遗迹；普瓦捷市区北侧的比克瑟罗勒境内亦曾发现一处新石器时期的聚落，经考古发掘鉴定后确定其年代为公元前5,000至3,000年间。除此之外，距离普瓦捷以北约20公里外的楠特雷附近发现面积达65公顷的旧普瓦捷考古遗址，后者起源于新石器时期，至古典时代被罗马人利用并开辟为一处维库斯，当地曾出现一座高达20米的剧场。但根据当地史学家塞利娜·于兰女士（Céline HULIN）的论述，旧普瓦捷遗址与现代普瓦捷城市起源并无直接联系。

### 古典时期
皮克通人是凯尔特人的一支，其祖先居住于布列塔尼半岛东南侧及卢瓦尔河下游一带，后逐渐向东迁徙来到维埃纳河流域。皮克通人在克兰河和布瓦夫尔河交汇处内侧兴建利莫努姆（写作“Limonum”或“Lemonum”）作为首府，此乃普瓦捷的城市前身。公元前1世纪，罗马军队入侵普瓦图地区，皮克通人首领Duratios于公元前56年宣布效忠于凯撒，但在前52年维钦托利的召集下，约有八千名皮克通人参与阿莱西亚之战，此举使得皮克通部落内部发生严重分裂，Duratios亦于前51年在利莫努姆被安茹首领Ande Dumnacus囚禁，后被罗马军官释放。

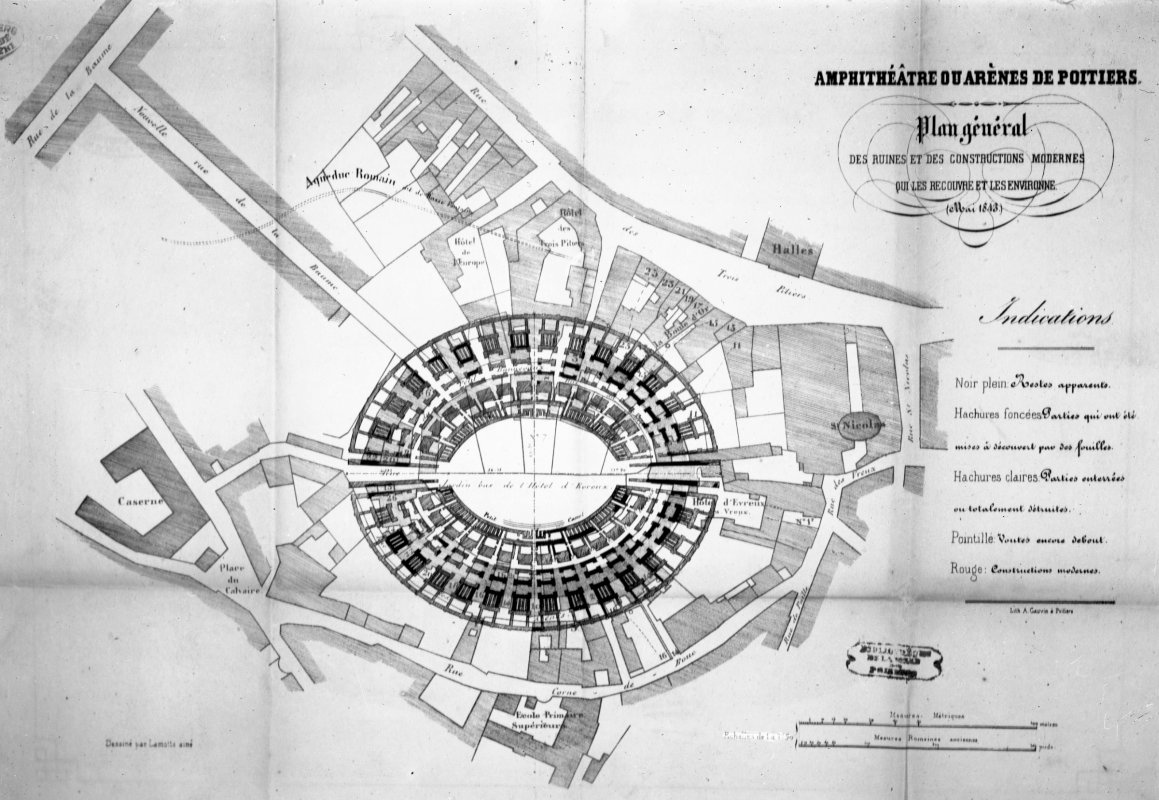
普瓦捷斗兽场平面地图

高卢战争结束后，普瓦捷所处区域被划入阿基坦高卢，成为罗马帝国的一部分，而利莫努姆则被开辟为一个奥皮杜姆，兴建了多处大型公共设施，其中斗兽场是当地的地标性建筑物，可同时容纳3.3万名观众。公元三至四世纪间，利莫努姆建成了厚达六米的城墙，该建筑使得利莫努姆由“城市”（拉丁語：urbas）转变为拥有一定自治能力的“城邦”（拉丁語：civitas），“利莫努姆”因此逐渐被“皮克通人之城”（拉丁語：Citivas Pictonum）代替，拉丁语也逐渐成为该地的通用语言；与此同时，随着圣西普里安桥（Pont Saint-Cyprien）的建成，城墙以外的克兰河右侧亦形成城郊居民区。公元345年，普瓦捷的依拉略成为首位有记载的普瓦捷主教，他因长期对抗阿利乌教派而闻名，公元368年伊拉略逝世后，普瓦捷成为一处重要的天主教朝圣地。

### 中世纪
公元418年，西哥特人占领阿基坦地区。507年，法兰克人在普瓦捷西部的武耶与西哥特人发生激烈交战，西哥特国王阿拉里克二世在战争中遇难，其军队被迫撤退至比利牛斯山以南，法兰克人由此控制了整个阿基坦地区。原图林根女王拉德贡德于538年与法兰克国王克洛泰尔一世联姻，后因其无法忍受带有暴力倾向的国王而逃离王室，最终选择在普瓦捷居住并在此修建圣拉德贡德教堂及圣十字修道院。

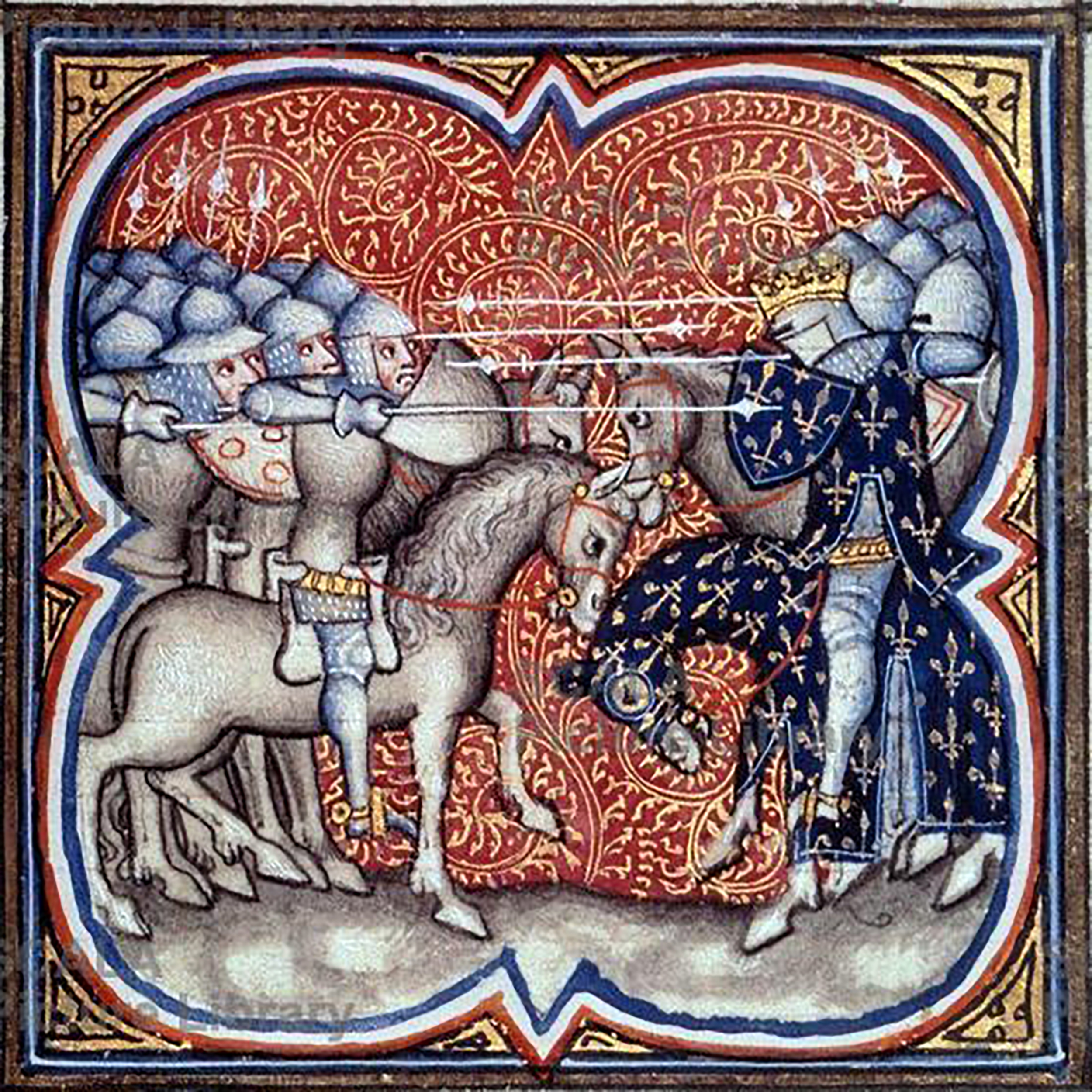
732年普瓦捷战役

公元八世纪时，阿拉伯人入侵高卢并控制了加龙河及罗讷河流域。纽斯特里亚将军查理·马特于公元732年（一说733年）率兵南下并成功击败阿拉伯军队，史称“普瓦捷战役”（Bataille de Poitiers），此战决定性地阻击了伊斯兰势力在西欧的扩张，巩固了基督教在欧洲的地位。由于该战发生于普瓦捷和图尔之间，因此又被称为“图尔战役”。
公元九世纪初，奥弗涅伯爵热拉尔与曼恩伯爵罗尔贡一世的女儿阿达尔特吕德（Adaltrude）联姻，由此创建了普瓦捷家族及普瓦图伯国，定都普瓦捷，他们的大儿子朗尼尔夫一世成为首位有确切记载的普瓦捷伯爵，他也同时继承了阿基坦公爵爵位。在同一时期，诺曼底海盗多次入侵阿基坦地区，普瓦捷曾于857年和863年两次被诺曼军队包围，但均未被攻破，不过位于城墙外侧的本笃会修道院则未能幸免于难，后者于936年得到重建。公元十世纪时，普瓦捷家族所控制的区域覆盖阿基坦、奥弗涅、贝里和马尔什，是彼时法兰西王国最大的附庸伯国。作为国都，普瓦捷境内出现了大批宗教建筑，包括大聖依拉略教堂、圣母大教堂、圣伯多禄大教堂、波尔谢尔教堂等，教堂和修道院林立的普瓦捷因此被称“百钟之城”。
1137年，普瓦捷女伯爵阿基坦的埃莉诺与法兰西国王路易七世举办婚礼，但婚后埃莉诺提出离婚，此后她又于1152年与英格兰国王亨利二世联姻，普瓦捷及阿基坦地区由此被金雀花王朝继承。1204年埃莉诺逝世后，普瓦图伯国被腓力二世收归，卡佩与金雀花王朝之间由此深陷矛盾，13世纪时，亨利三世决定将阿基坦的经济中心集中至波尔多附近，普瓦捷及普瓦图则于1259年通过《巴黎条约》重归法兰西王国。

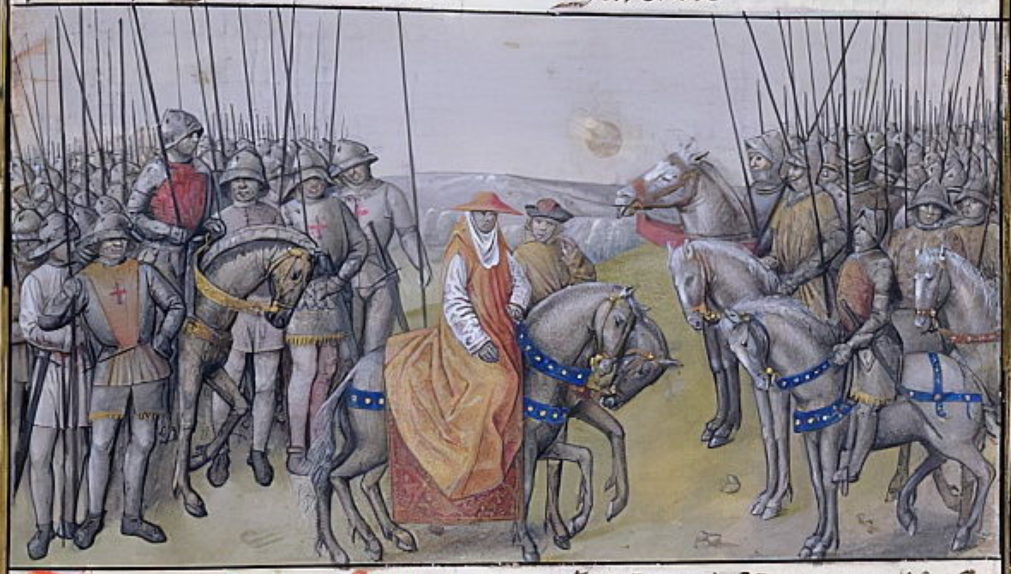
1356年普瓦捷战役

英法百年戰爭使得普瓦捷的经济和文化发生重大改变。在战争初期，普瓦捷多次遭到破坏，其中格罗斯蒙特的亨利曾于1346年10月4日率兵占领普瓦捷并烧毁了当地的大教堂及主教宫，其军队直至1351年才离开普瓦图地区。1356年9月19日，黑太子爱德华在普瓦捷东南郊的努阿耶莫佩尔蒂与法兰西国王约翰二世发生激烈交战，后者在战争中失败并被俘。战争结束后，普瓦图被英格兰军队控制，英格兰骑士约翰·钱多斯在普瓦捷创建加尔默罗会堂。1372年，普瓦捷及普瓦图地区在骑士贝特朗·杜·盖克兰的帮助下重返法兰西王国，普瓦捷伯爵爵位被贝里公爵约翰获得，在后者的支持下，普瓦捷城市得到大规模翻新，当地新建了三角城堡作为防御工事，同时还建成了一处高达41米的钟楼塔。战争后期，普瓦捷相对趋于稳定，法兰西王储查理（即日后的查理七世）于1418年将王国首都迁至布尔日，同时将议会迁址至普瓦捷。1429年3月20日，圣女贞德在普瓦捷接受查理七世及数名神学家的质询，贞德向他们详细阐述了她击退英格兰军队的方案，包括奥尔良围城战和收复巴黎计划等，她的理智和真诚打动了在场的考官，其“上帝信使”的身份在普瓦捷得以确认。1432年，恩仁四世在普瓦捷创办普瓦捷大学并开设艺术、罗马法、天主教法、医学和神学五个专业，笛卡尔、拉伯雷和七星诗社的多位诗人相继在该大学就读或任教，普瓦捷大学成为法国文艺复兴的大本营之一。

### 十六至十八世纪

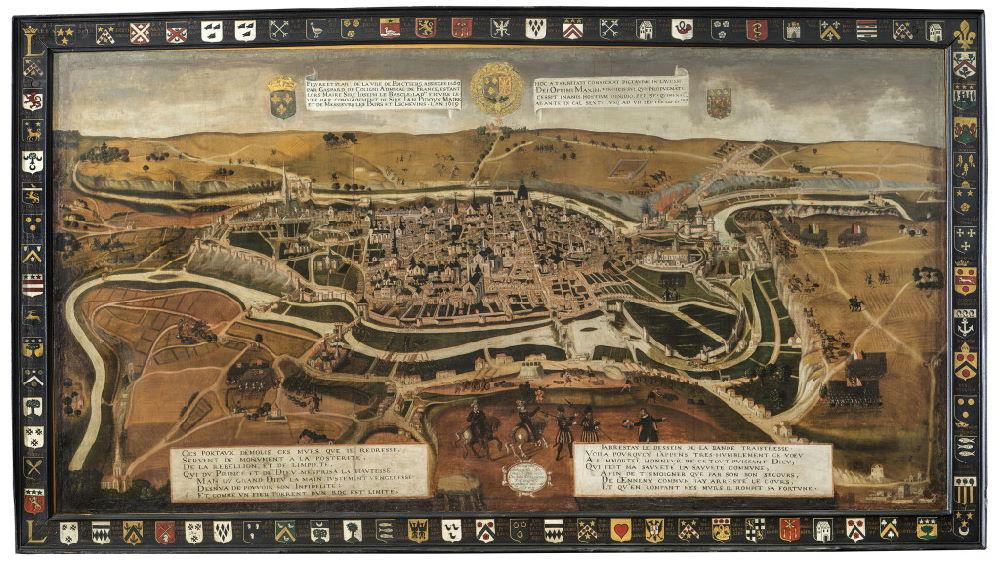
1569年的普瓦捷

16世纪初，一些来自佛兰德及神圣罗马帝国地区的新思潮开始在普瓦捷及法国多个城市的贵族中传播，此举逐渐引发基督教社群内部的分裂，成为宗教战争的重要导火索。1534年，一位名叫艾蒂安·雅米诺（Étienne Jamyneau）的异端在普瓦捷镇中心的旧集市广场被处以火刑。1534年，宗教改革家约翰·加尔文曾在普瓦捷居住了两个月，其间他通过秘密会议的形式向当地的贵族及学者传授他的宗教改革观点及方案。自1537年起，普瓦捷开始出现新教徒团体并逐渐壮大，1561年，新教徒占领了普瓦捷的奥斯定会讲堂。16世纪中后期，法国宗教战争全面爆发，加斯帕尔·德科利尼率领新教徒军队于1569年7月24日占领普瓦捷并实施围城战，对这里的各类宗教建筑进行长达45天的毁灭性的破坏，后在法兰西国王查理九世的和解下才撤退。1577年9月，查理九世的弟弟亨利三世与新教徒代表签订《普瓦捷敕令》，后者允许新教徒在普瓦捷城内指定区域及城郊街区进行宗教活动。
宗教战争结束后，普瓦捷城内约有2至2.5万名居民。17世纪初，普瓦捷经历了一系列的自然灾害及社会危机，包括寒潮（尤以1709年最甚）和黑死病，以及因不满税收政策而引发的乡巴佬起义。1634年，路易十三召集多名皇室执政官举办普瓦捷大审判，对普瓦图及相邻地区一些领主的不正当行为进行了处罚。路易十四曾多次到访普瓦捷，并于1660年7月5日在城北为当地的加尔默罗会小教堂举办了奠基仪式。与此同时，普瓦捷因为缺乏经济部门而遭到法兰西财务大臣让-巴蒂斯特·柯尔贝尔的批评：
|                        | （这是一座）没有工业和商业，因为懒惰而变得贫穷可怜（的城市） |
| ——让-巴蒂斯特·柯尔贝尔 |                                                              |

为提高社会经济活力，柯尔贝尔在普瓦捷境内兴建了皇家纺织厂，纺织业此后逐渐成为普瓦捷的经济支柱，至1693年时当地已出现70处各类纺织作坊。与此同时，受到文艺复兴思潮的影响，普瓦捷境内兴建了多处哥特式的建筑物，包括在战争中被摧毁的四处修道院和五座教堂，以及数十处民用住宅。普瓦捷镇中心的皇家广场上于1687年建成了一处路易十四的雕像。
18世纪后，普瓦捷城市得到进一步的发展：在工业方面，普瓦捷的丝绸纺织业逐渐被更适应当地环境的蚕丝纺织业代替；在市政建设方面，普瓦捷城墙得到翻新，当地的五座城门均得到扩宽以方便商人通行，原钟楼塔因年久失修而于1765年被拆除；1773年，一场洪水冲毁了横跨克兰河的圣西普里安桥，此后其原址下游约500米处兴建了新桥；此外，基于卫生考虑，在路易十六的要求下，普瓦捷城内的教堂周边不再进行安葬活动，新陵地均设立于城外，不过此举遭到了当地居民的抵抗。普瓦捷和巴黎间亦开通了驿站马车服务，18世纪末时每周有六个往返两地的班次。然而，相比于在大航海运动推动下日新月异的大西洋沿海城市（波尔多、南特、拉罗谢尔等），屈居于内陆的普瓦捷仍旧发展缓慢，当地人口数量在一个多世纪内一直停滞在两万左右，其间除纺织业外亦未能诞生新的经济部门。法国诗人弗朗索瓦-奥古斯特·福沃·德弗雷尼伊和英格兰社会学家阿瑟·扬在游览普瓦捷时均认为当地的建设情况不容乐观。

### 近现代

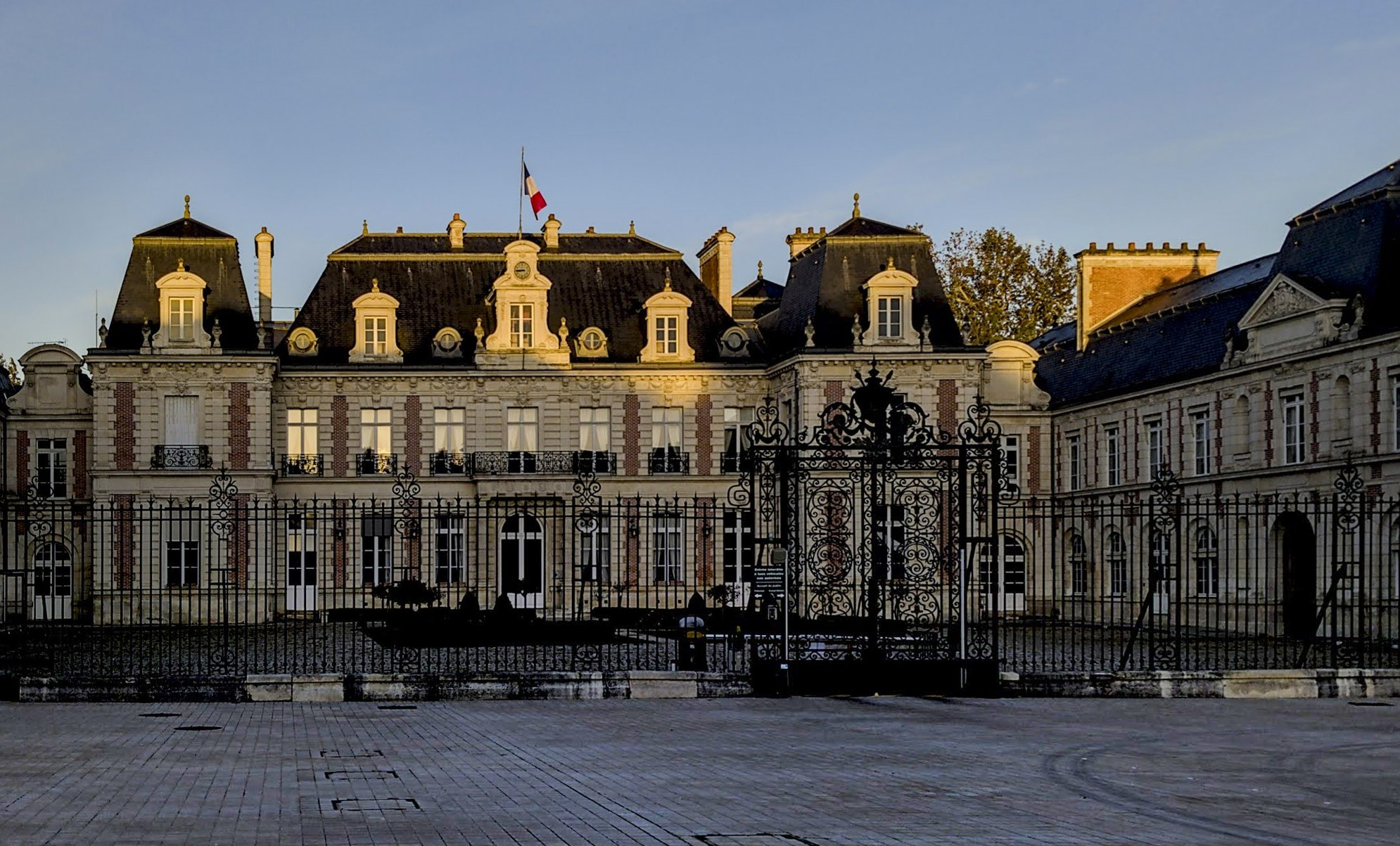
维埃纳省政府大楼

法国大革命期间，普瓦捷地区发生多次因物价上涨而引发的农民及工人暴动。大革命结束后，原创立于16世纪的普瓦捷行政区被一分为三（维埃纳、德塞夫勒和旺代），普瓦捷成为维埃纳省的一个市镇以及该省的省会，当地亦设立审判法庭。1790至1794年间，圣萨蒂尔南（Saint-Saturnin）和拉塞勒（La Celle）两个市镇并入普瓦捷。1790至1792年间，普瓦图地区出现物价上涨的情况，一些居民不满新共和国的税收制度，此后在1793年3月，普瓦捷又发生了一场公职人员暴动，尽管后者得到及时镇压，但此举引发了普瓦图地区农民的不满，成为旺代战争爆发的导火索之一。1793年，普瓦捷大学被强制关闭，后于1804年恢复法学院，后又相继创建了文学院和科学院，逐渐成为一所综合性大学。1815年法兰西第一帝国覆灭后，原帝国准将让·巴蒂斯特·布勒通曾秘密创办烧炭党并在索米尔开设骑士学校，后以叛国罪被逮捕，并于1822年被押送至普瓦捷，同年10月5日被执行斩首。

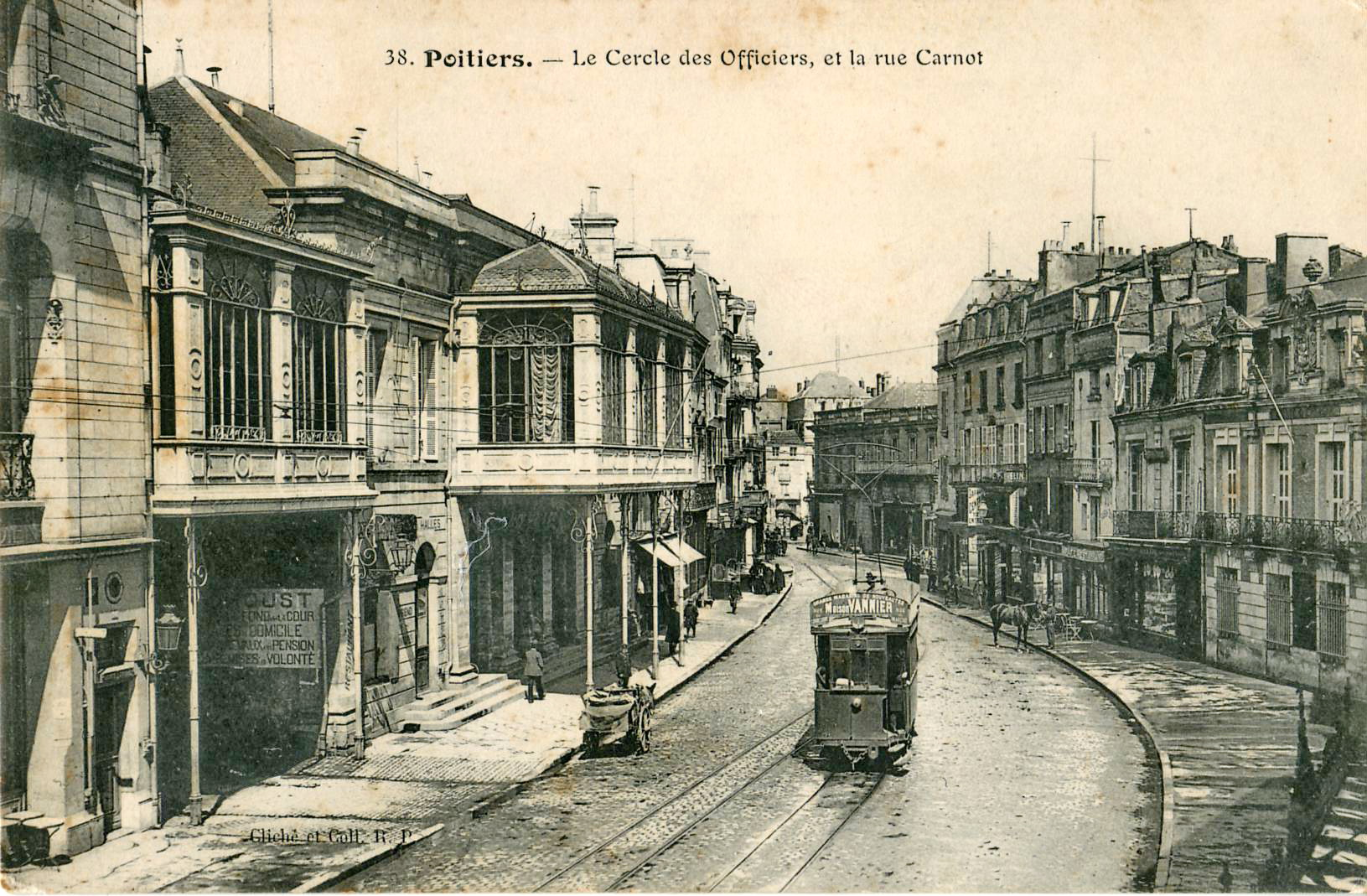
19世纪末的普瓦捷街道

得益于工业革命的推进，普瓦捷逐步进入机械化时代。19世纪初，普瓦捷境内兴建了沙普电报接收装置。1831年，法国设计师乔治-欧仁·奥斯曼曾在普瓦捷担任了为期一年的维埃纳省议员职务。1851年7月1日，连接图尔和普瓦捷之间的铁路建成通车，时任法兰西第二共和国总统的拿破仑三世曾亲自来到普瓦捷举办开通典礼。1852年10月14日，拿破仑三世再次到访普瓦捷。十九世纪中后期，普瓦捷境内兴建了多处公共建筑物，包括圣母集市大堂（1858年）、军火广场（1864年）、新省政府大楼（1868年）和普瓦捷市政厅大楼及博物馆（1875年）等。普瓦捷有轨电车于1895年开通运营。至20世纪初，普瓦捷人口数量已突破四万。
第一次世界大战期间，普瓦捷接纳了近两千名来自法国北部和东部的避难居民。1917年12月8日，普瓦捷北侧米涅-欧桑斯境内的Lourdines弹药厂发生爆炸，造成22名工人遇难。1931年，普瓦捷大学举办500年校庆，法国画家皮埃尔·吉里厄为该校创作了九幅作品，但后者因不明原因遗失，其中两幅在拍卖市场中被找回，其余七幅下落不明。
第二次世界大战初期，普瓦捷再次接纳了大批来自沦陷区的居民。1940年5月，比利时总理率领450名官员和1,200名士兵逃离比利时，并于5月22日避难于普瓦捷，普瓦捷由此成为比利时首都。1940年6月中下旬，纳粹德军开始入侵普瓦图地区，并于6月23日正式占领普瓦捷，比利时政府离开普瓦捷前往波尔多。在纳粹驻外指挥官的要求下，普瓦捷实行宵禁制度，每天晚上10点至次日凌晨6点禁止外出。1941年起，纳粹德军在普瓦捷施行恐怖政策，当地大批犹太人及罗姆人被逮捕，物价亦出现暴涨，民众生活日趋困难。与此同时，普瓦捷出现抵抗运动组织，其中一个叫“路易·勒纳尔”的组织尤为活跃，他们中的五名青年成员于1943年5月13日刺杀了一名发表反犹言论的纳粹记者。1943年12月3日，11名路易·勒纳尔组织成员被押送至沃尔芬比特尔执行斩首。1944年6月22日，作为纳粹重点军事基地的普瓦捷遭到盟军的猛烈轰炸，当地有173名平民遇难，包括火车站在内的多处建筑物被毁；同年8月1日，普瓦捷再次遭到轰炸。9月5日，普瓦捷获得解放。
1948年7月24日，时任法国总统夏尔·戴高乐到访普瓦捷，受到当地官员及超过一万名居民的接待。彼时，普瓦捷镇中心的军火广场被更名为“勒克莱尔将军广场”，戴高乐亲自为其揭牌。临走前，戴高乐再次对普瓦图地区的烈士及爱国者表达诚挚的感谢。
|               | 谢谢先烈们，再见。 |
| ——夏尔·戴高乐 |                    |

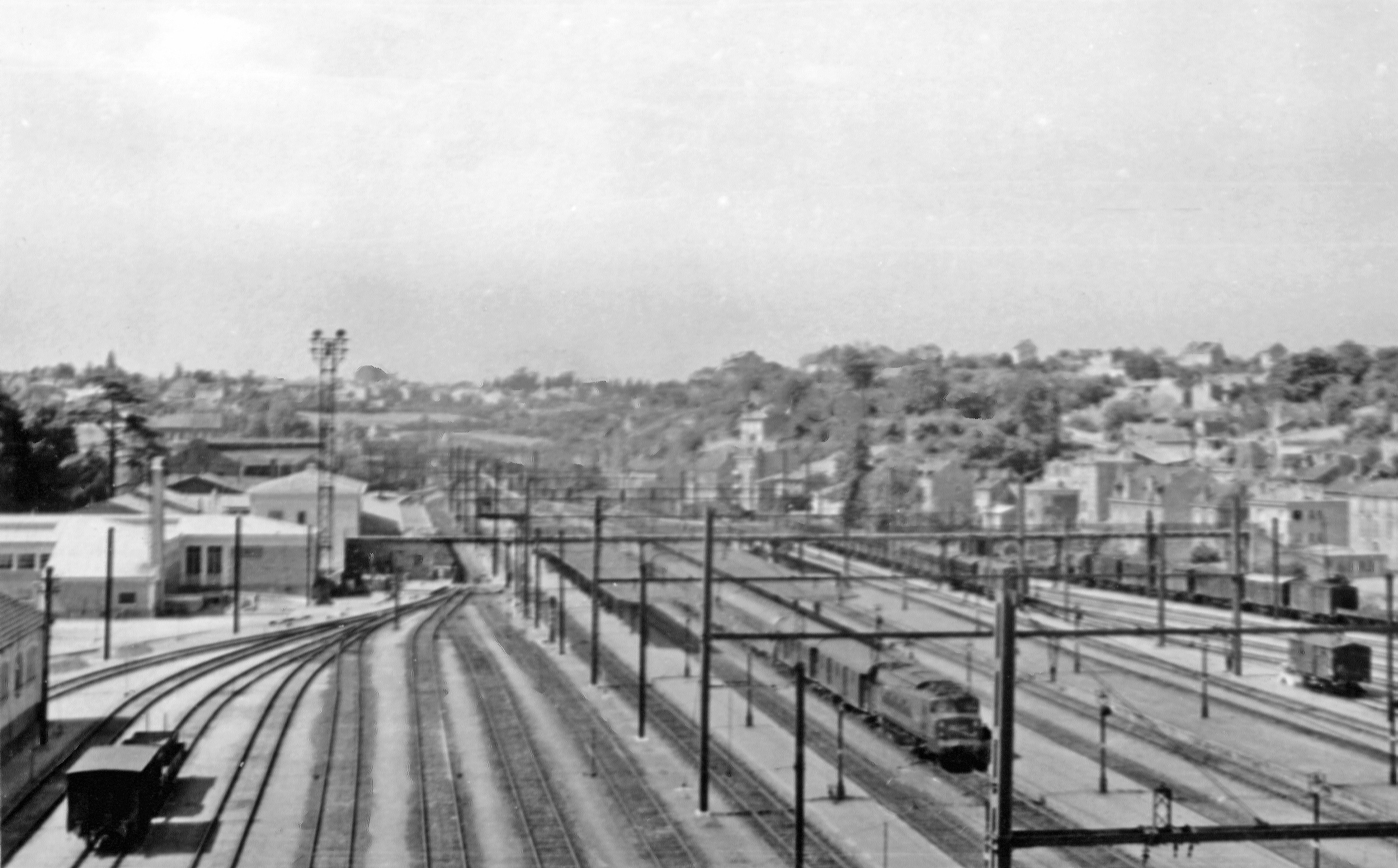
1956年的普瓦捷火车站

自20世纪50年代以来，普瓦捷境内兴建了多处居民区以容纳更多的外来人口，其中市区北部的莱库罗讷里街区被开辟为城市优先建设区（ZUP），共建设了4,700处住房。1956年11月28日，法国政府颁布“大区”建设法令，维埃纳、夏朗德、滨海夏朗德和德塞夫勒四个省份被组建成为“普瓦图-夏朗德”大区，普瓦捷成为该大区的首府。1961年5月30日夜间，普瓦捷勒克莱尔将军广场附近发生特大火灾，两家百货商场和一处药房被毁。20世纪60年代末，位于普瓦捷东南部的大学城逐步建成投入使用，普瓦捷大学扩张新建了多个二级学院及下属单位，成为一个综合性的大学，其学生数量超过2.6万。20世纪80年代初，时任维埃纳省政府主席勒内·莫诺里希望通过建立游乐主题公园的形式来提高普瓦捷及维埃纳的知名度，在他的推动下，普瓦捷市区以北十多公里外的若奈-马里尼境内启动观测未来公园建设工程，该园于1987年5月31日开门营业。1989年1月，普瓦捷市中心的孟戴斯-弗朗斯天地文化中心建成。1990年10月，普瓦捷火车站新站房作为大西洋高速铁路的配套工程投入使用。2016年，普瓦图-夏朗德大区被撤销，成为新阿基坦大区的一部分，普瓦捷由此失去了大区首府的地位。

## 地理

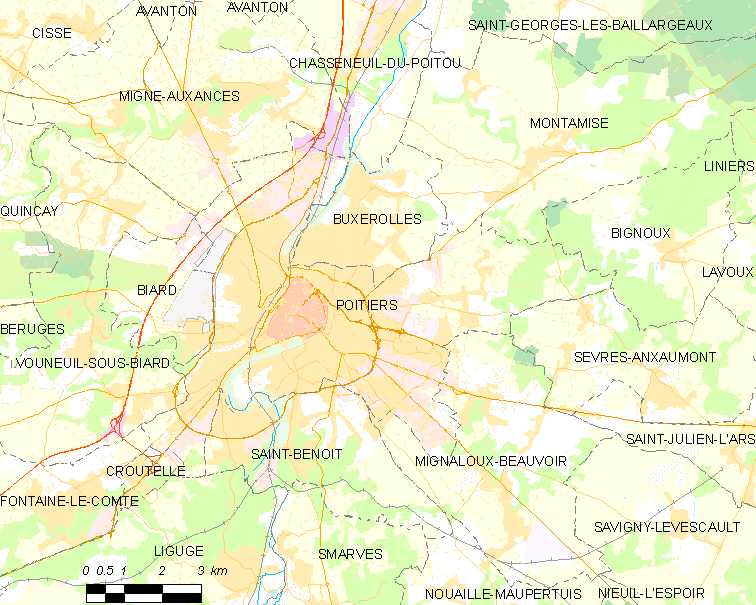
普瓦捷市镇范围地图

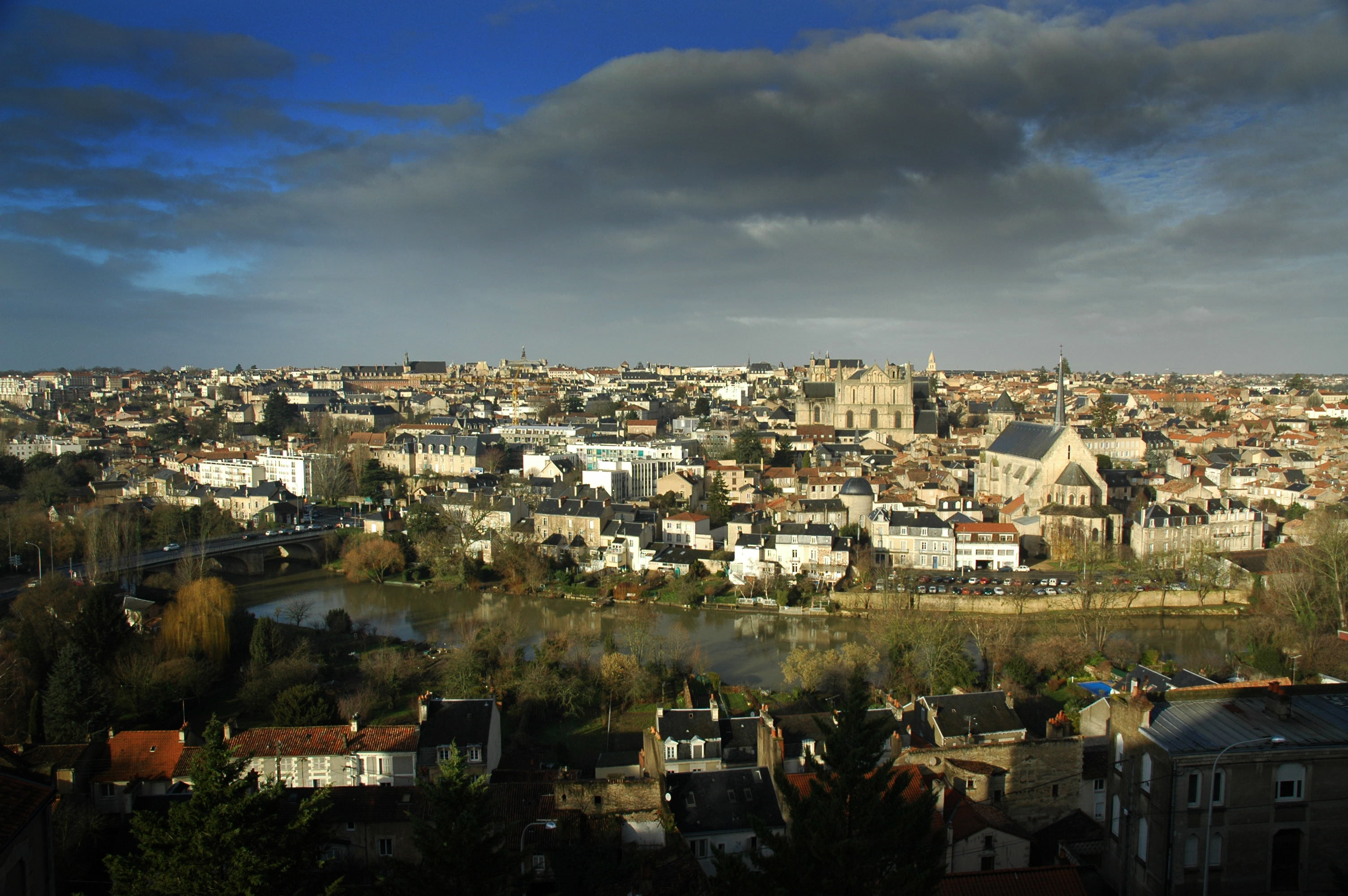
鸟瞰普瓦捷老城区

普瓦捷位于法国西部，新阿基坦大区的北部和维埃纳省的中部，距离法国首都巴黎大约338公里，距离大区首府波尔多大约227公里。与普瓦捷接壤的市镇包括：米涅-欧桑斯、武讷伊苏比亚尔、比克瑟罗勒、蒙塔米塞、比亚尔、克鲁泰勒、枫丹勒孔特、比纽、塞夫尔-昂克索蒙、圣伯努瓦和米尼亚卢-博瓦尔。在用地情况方面，2018年，普瓦捷市镇范围内73.1%的土地为城市建设用地（道路、广场、建筑等）、19.3%为农业土地、7.5%为林地，自然土地及水域面积总和占比不足0.1%。

### 地形
普瓦捷位于巴黎盆地西南部边缘，普瓦图丘陵北侧延伸地带，以普瓦捷为核心的传统区域被称为“普瓦特万”。普瓦捷市镇范围内以浅丘为主，其核心城区位于一处地势较高的台地地带，围绕核心区的克兰河及布瓦夫尔河对当地地表均有明显的下切侵蚀作用，使得河谷两岸出现较为明显的高差；普瓦捷郊区则整体地势较为平坦。普瓦捷市镇最高点为144米，位于市区西南部的大奶牛厂街区（La Grande Vacherie）内；最低点65米，位于市区北部与比克瑟罗勒交界处的克兰河河面。

### 地质
普瓦捷位于古生代的阿摩里卡丘陵和法国中央高原的过渡地区，附近地表以黏土为主。按照形成年代及成分划分，普瓦捷市镇范围的岩层大致可以划为桑个板块：
- 普瓦捷老城核心区域及外侧的大部分街区：这些区域的地表岩层成分均为冰川运动产生的崩离碎屑，经风化和水蚀作用形成褐红色粘土，形成于巴柔期，在地质图上标注为Rs或J1；部分区域的岩层含有较多的石灰岩，其最深处厚度可达20米，形成于巴通期，在地质图上被标注为J2；市区东部的勒布勒伊-曼戈（Le Breuil-Mingot）街区地表多鲕粒灰岩，形成于卡洛夫期，在地质图上被标注为J3[10]。
- 克兰河与布瓦夫尔河的河道区域：多为现代河流冲积物，主要成分为淤泥或泥炭，在地质图上标注为Fz；河流沿岸的河谷内部地区多为河流搬运带来的维尔姆冰期砾石及砂石，在地质图上标注为Fy；此外市区西部的莱蒙戈尔日街（rue des Montgorges）附近历史上曾为一条溪流，现已不存，该区域内多分布砂化粘土，在地质图上标注为C[10]。
- 普瓦捷市区西南侧：该区域地势相对较高，受风化侵蚀作用明显，该区域地表年代普遍在始新世，主要成分为粉状粘土，在地质图上标注为eA[10]。

在地质活动方面，普瓦捷市镇范围内尚未探测出确认断层。普瓦捷的地震危险度等级为三级，属于中度危险。

### 水文

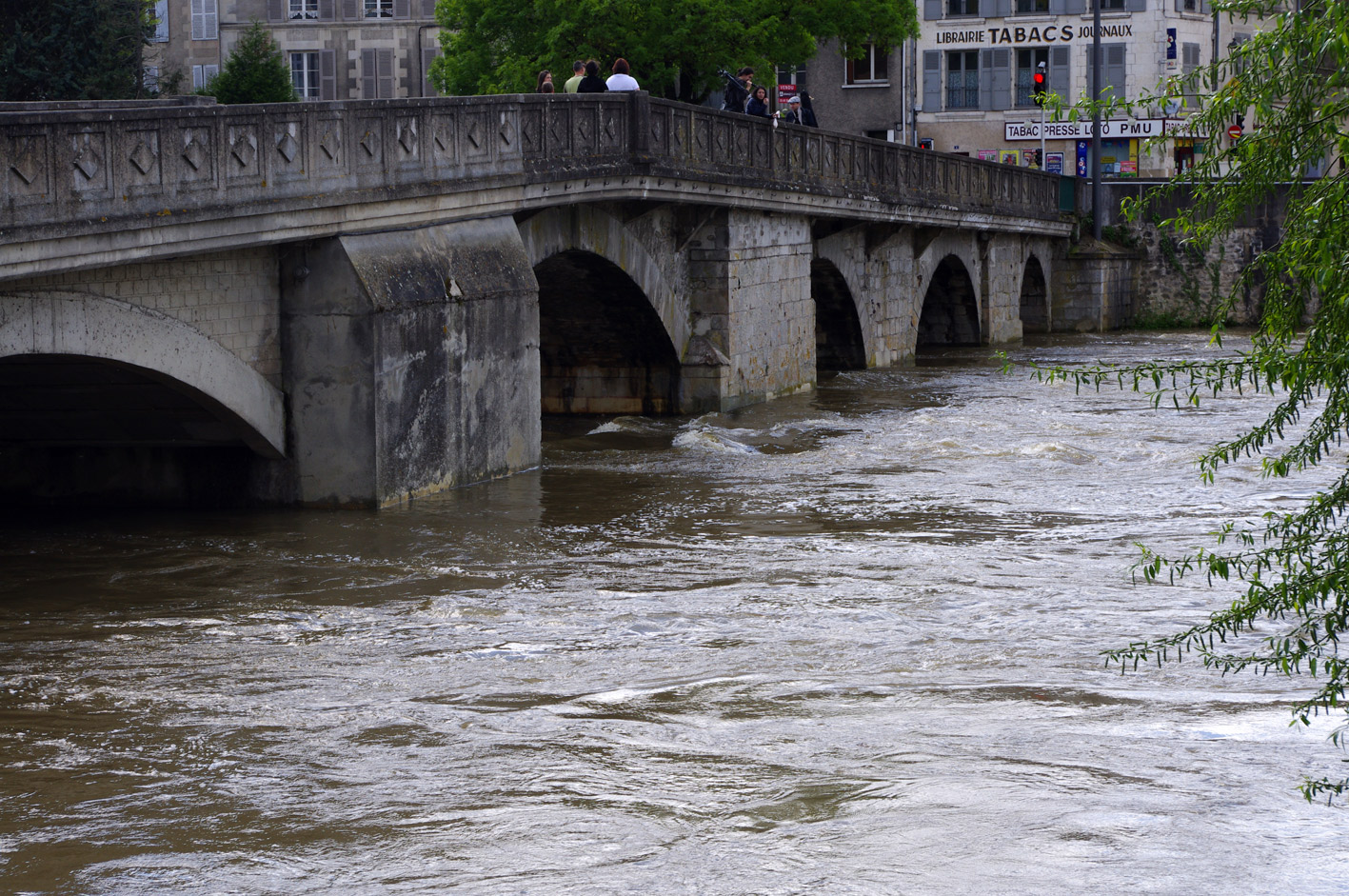
洪峰期间的克兰河

普瓦捷位于卢瓦尔河流域，卢瓦尔河的左岸二级支流克兰河自南向北蜿蜒流经普瓦捷市区，该河在普瓦捷市区段的平均宽度约40米，1999至2024年3月间测得流量中位数为每秒8.64立方米；克兰河的左岸支流布瓦夫尔河自南向北流经市区西部，该河水量较小，其河道走廊被铁路及火车站占据，部分河段被改造为人工暗渠。两河交汇处位于市区北部，其内侧被开辟为小维莱特公园（Parc de la Petite Villette）。
普瓦捷的水文及环境检测事务由卢瓦尔-布列塔尼水文局负责，其市区内有多处易涝区分布。1982年12月，克兰河流域发生特大洪水，普瓦捷市区发生严重内涝。此后，普瓦捷市政府建立了洪涝灾害预警系统，免费为当地居民提供水文预警的信息发布服务。

### 植被

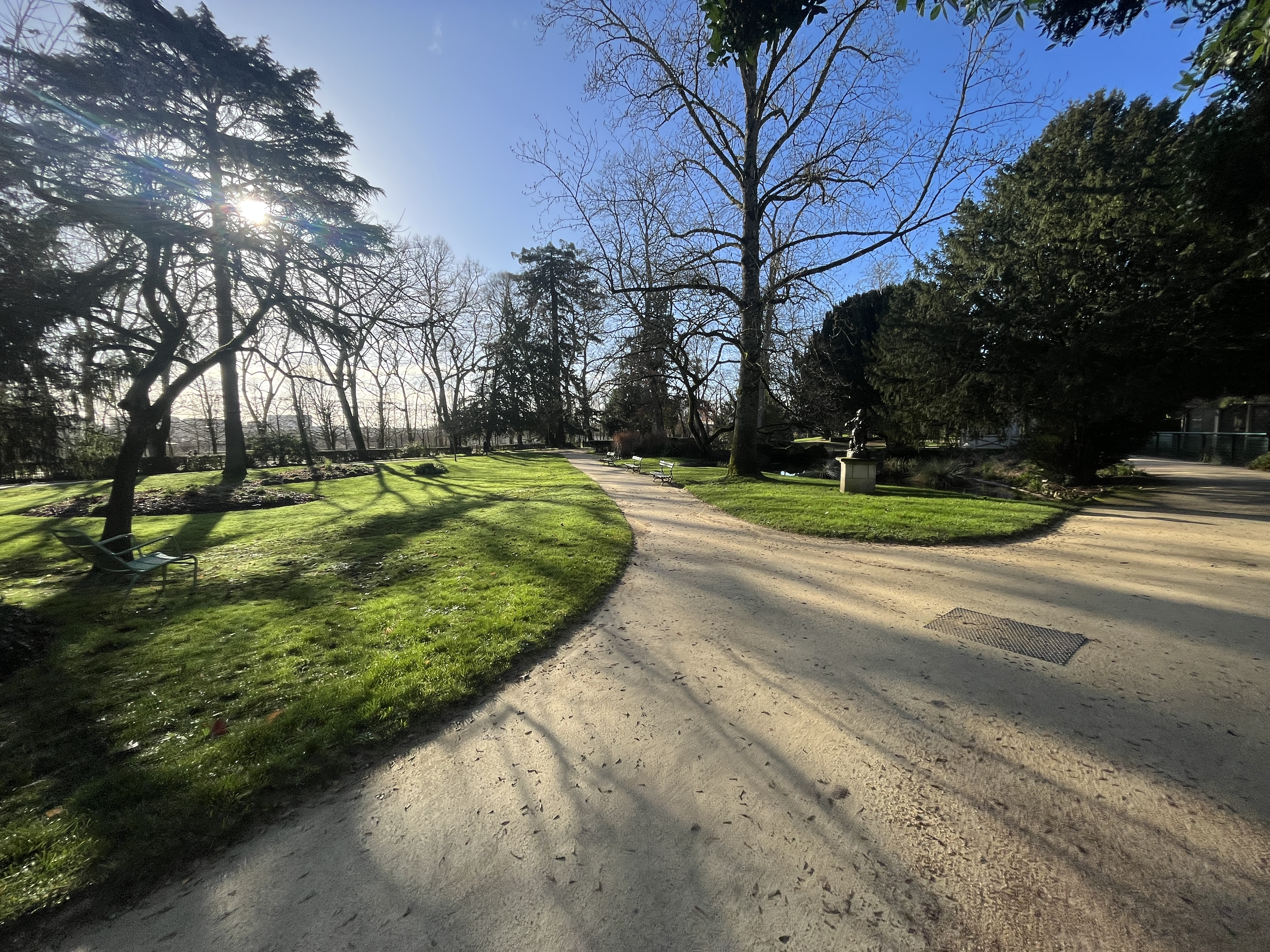
冬季的布洛萨克公园

普瓦捷位于温带阔叶混交林区，林地多集中分布于河谷地带，同时也散落分布于市镇范围内的多个区域，常见自然植被以落叶乔木、木本植物为主。普瓦捷共有14处公园及花园，总绿地面积达213.5公顷。布洛萨克公园位于普瓦捷市区南部，于1753年由布洛萨克伯爵拉布尔多奈的保罗·埃斯普里·马里创办，占地9公顷，内有植物花园、游园等多处景点，是普瓦捷重要的城市绿地。普瓦捷市区东部的勒布勒伊-曼戈街区以东为雷蒙树林（Bois Raymond），尚未得到开发利用。
在鲜花城市的评比中，普瓦捷被评为四星级（最高级）鲜花城市。

### 气候
普瓦捷在柯本气候分类法中属于温带海洋性气候（Cfb），当地距离大西洋海岸线最近直线距离约100公里。普瓦捷地区夏季炎热，冬季温和，全年降水分布均匀。自21世纪以来，随着全球变暖等因素影响，普瓦捷地区极端气候愈发频繁，主要表现为干旱和高温日数的增加。
普瓦捷市区西部的比亚尔境内设有“普瓦捷-比亚尔”气象站，截至2024年3月，该气象站测得的最高气温记录为40.8摄氏度，出现于1947年7月27日；最低气温记录为-17.9摄氏度，出现于1985年1月16日；单日降水量记录为92.3毫米，出现于2011年2月2日；风力记录为每小时140.8公里，出现于1999年12月27日。以下为该气象站的详细数据：
| 普瓦捷-比亚尔 1936–2019年气象数据 （极端数据值取至2024年3月） | 普瓦捷-比亚尔 1936–2019年气象数据 （极端数据值取至2024年3月） | 普瓦捷-比亚尔 1936–2019年气象数据 （极端数据值取至2024年3月） | 普瓦捷-比亚尔 1936–2019年气象数据 （极端数据值取至2024年3月） | 普瓦捷-比亚尔 1936–2019年气象数据 （极端数据值取至2024年3月） | 普瓦捷-比亚尔 1936–2019年气象数据 （极端数据值取至2024年3月） | 普瓦捷-比亚尔 1936–2019年气象数据 （极端数据值取至2024年3月） | 普瓦捷-比亚尔 1936–2019年气象数据 （极端数据值取至2024年3月） | 普瓦捷-比亚尔 1936–2019年气象数据 （极端数据值取至2024年3月） | 普瓦捷-比亚尔 1936–2019年气象数据 （极端数据值取至2024年3月） | 普瓦捷-比亚尔 1936–2019年气象数据 （极端数据值取至2024年3月） | 普瓦捷-比亚尔 1936–2019年气象数据 （极端数据值取至2024年3月） | 普瓦捷-比亚尔 1936–2019年气象数据 （极端数据值取至2024年3月） | 普瓦捷-比亚尔 1936–2019年气象数据 （极端数据值取至2024年3月） |
| 月份                                                          | 1月                                                           | 2月                                                           | 3月                                                           | 4月                                                           | 5月                                                           | 6月                                                           | 7月                                                           | 8月                                                           | 9月                                                           | 10月                                                          | 11月                                                          | 12月                                                          | 全年                                                          |
| ------------------------------------------------------------- | ------------------------------------------------------------- | ------------------------------------------------------------- | ------------------------------------------------------------- | ------------------------------------------------------------- | ------------------------------------------------------------- | ------------------------------------------------------------- | ------------------------------------------------------------- | ------------------------------------------------------------- | ------------------------------------------------------------- | ------------------------------------------------------------- | ------------------------------------------------------------- | ------------------------------------------------------------- | ------------------------------------------------------------- |
| 历史最高温 °C（°F）                                           | 18 (64)                                                       | 23.4 (74.1)                                                   | 25.1 (77.2)                                                   | 29.3 (84.7)                                                   | 33.6 (92.5)                                                   | 39 (102)                                                      | 40.8 (105.4)                                                  | 39.6 (103.3)                                                  | 37 (99)                                                       | 32.2 (90.0)                                                   | 22.9 (73.2)                                                   | 20 (68)                                                       | 40.8 (105.4)                                                  |
| 平均高温 °C（°F）                                             | 7.8 (46.0)                                                    | 9.3 (48.7)                                                    | 12.9 (55.2)                                                   | 15.5 (59.9)                                                   | 19.5 (67.1)                                                   | 23.2 (73.8)                                                   | 25.8 (78.4)                                                   | 25.7 (78.3)                                                   | 22.2 (72.0)                                                   | 17.4 (63.3)                                                   | 11.5 (52.7)                                                   | 8.2 (46.8)                                                    | 16.6 (61.9)                                                   |
| 日均气温 °C（°F）                                             | 4.7 (40.5)                                                    | 5.3 (41.5)                                                    | 8.0 (46.4)                                                    | 10.2 (50.4)                                                   | 14.0 (57.2)                                                   | 17.3 (63.1)                                                   | 19.6 (67.3)                                                   | 19.4 (66.9)                                                   | 16.3 (61.3)                                                   | 12.8 (55.0)                                                   | 7.8 (46.0)                                                    | 5.1 (41.2)                                                    | 11.7 (53.1)                                                   |
| 平均低温 °C（°F）                                             | 1.5 (34.7)                                                    | 1.3 (34.3)                                                    | 3.1 (37.6)                                                    | 4.9 (40.8)                                                    | 8.6 (47.5)                                                    | 11.5 (52.7)                                                   | 13.4 (56.1)                                                   | 13.1 (55.6)                                                   | 10.4 (50.7)                                                   | 8.2 (46.8)                                                    | 4 (39)                                                        | 2 (36)                                                        | 6.8 (44.3)                                                    |
| 历史最低温 °C（°F）                                           | −17.9 (−0.2)                                                  | −17.3 (0.9)                                                   | −13.1 (8.4)                                                   | −5.6 (21.9)                                                   | −2.7 (27.1)                                                   | 0.8 (33.4)                                                    | 1.5 (34.7)                                                    | 0.8 (33.4)                                                    | 0.8 (33.4)                                                    | −20 (−4)                                                      | −10 (14)                                                      | −16.5 (2.3)                                                   | −20 (−4)                                                      |
| 平均降水量 mm（）                                             | 61.8 (2.43)                                                   | 46.2 (1.82)                                                   | 47.4 (1.87)                                                   | 56.1 (2.21)                                                   | 62.6 (2.46)                                                   | 51.5 (2.03)                                                   | 50.5 (1.99)                                                   | 41.2 (1.62)                                                   | 51.1 (2.01)                                                   | 75.6 (2.98)                                                   | 72.8 (2.87)                                                   | 68.8 (2.71)                                                   | 685.6 (27)                                                    |
| 月均日照時數                                                  | 69.7                                                          | 96.1                                                          | 153.8                                                         | 174.6                                                         | 206.5                                                         | 232.9                                                         | 242.7                                                         | 241.8                                                         | 194.2                                                         | 128.8                                                         | 82.6                                                          | 65.2                                                          | 1,888.9                                                       |
| 来源：infoclimat.fr                                           |                                                               |                                                               |                                                               |                                                               |                                                               |                                                               |                                                               |                                                               |                                                               |                                                               |                                                               |                                                               |                                                               |

## 行政区划
普瓦捷的市镇编号为86194，邮政编号为86000。
在行政管理方面，普瓦捷隶属于法国新阿基坦大区维埃纳省普瓦捷区；在地方选举方面，普瓦捷是普瓦捷第一县、第二县、第三县、第四县和第五县的中央投票站所在地，其市镇范围东部和北部被划入维埃纳省第一选区，西部和南部被划入维埃纳省第二选区；在社会管理方面，普瓦捷是大普瓦捷城市公共社区的办公驻地。
普瓦捷市政府则将其市镇划分为10个街区，自2002年起实行街区自治制度。截至2024年3月，普瓦捷市镇范围内共有博略（Beaulieu）、贝莱尔（Bel Air）、库龙讷里-圣埃卢瓦（Couronneries Saint-Eloi）和三城（Trois Cités）四个街区为城市政策优先街区。
法国国家统计与经济研究所（简称）在进行数据统计时，将普瓦捷及相邻的另外7个市镇设为普瓦捷城市核心区，并将包括核心区在内的周边共91个市镇划为普瓦捷城市区。自2020年起，普瓦捷城市区被包含97个市镇的普瓦捷城市辐射区代替。此外，还将普瓦捷市镇分为了41个“块区”（IRIS），以便于统计人口分布情况。
| 三街区 莱弗扬 圣十字 卡诺 希韦尔 贝勒茹阿讷 普雷米尼翁 米托角 莱库尔 格朗迈松 大拉尔日 日博德里 米莱特里 学院 博略 神庙 拉西 图弗内 勒布勒伊-曼戈 圣埃卢瓦 -曼德拉 圣埃卢瓦 -博爱 平原 冈特里 四轮-沙丘 蒙贝尔纳日 勒波尔托 莱罗克 蒙米迪 半月 贝莱尔 共和国 ① ② ③ ④ ⑤ ⑥ ⑦ ⑧ ⑨ ⑩ ① = 市政厅 ② = 大教堂 ③ = 火车站 ④ = 布洛萨克-圣伊莱尔 ⑤ = 普罗旺斯 ⑥ = 阿基坦的埃丽诺 ⑦ = 库龙讷里-欧罗巴 ⑧ = 库龙讷里-奈梅亨 ⑨ = 戈蒂耶围-莱萨布勒 ⑩ = 圣西普里安 |                          |                   |          |             |                    |                        |
| 街区 | IRIS块区原名             | IRIS块区中文名*   | IRIS编号 | 面积（km²） | 人口数量（2020年） | 青壮年失业率（2021年） |
| Centre-ville 市中心 | Trois Quartiers          | 三街区            | 0101     | 0.465       | 3626               | 9.4%                   |
| Centre-ville 市中心 | Les Feuillants           | 莱弗扬            | 0102     | 0.225       | 2366               | 9.4%                   |
| Centre-ville 市中心 | Cathédrale               | 大教堂            | 0103     | 0.222       | 2435               | 11%                    |
| Centre-ville 市中心 | Hôtel de Ville           | 市政厅            | 0104     | 0.232       | 2140               | 6.5%                   |
| Centre-ville 市中心 | Sainte-Croix             | 圣十字            | 0105     | 0.291       | 2245               | 7.4%                   |
| Centre-ville 市中心 | Carnot                   | 卡诺              | 0106     | 0.172       | 2141               | 6.9%                   |
| Centre-ville 市中心 | Blossac-Saint-Hilaire    | 布洛萨克-圣伊莱尔 | 0107     | 0.435       | 2969               | 14%                    |
| Centre-ville 市中心 | Gare                     | 火车站            | 0108     | 0.31        | 401                | 5%                     |
| Poitiers Sud 南普瓦捷 | Chilvert                 | 希韦尔            | 0201     | 1.173       | 2728               | 17.3%                  |
| Poitiers Sud 南普瓦捷 | Bellejouanne             | 贝勒茹阿讷        | 0202     | 0.419       | 1354               | 17.1%                  |
| Poitiers Sud 南普瓦捷 | Prés Mignons             | 普雷米尼翁        | 0203     | 1.572       | 2129               | 13.5%                  |
| Poitiers Sud 南普瓦捷 | Pointe à Miteau          | 米托角            | 0204     | 1.274       | 387                | 10.4%                  |
| Trois-Cités 三城 | Les Cours                | 莱库尔            | 0301     | 2.031       | 2644               | 14.6%                  |
| Trois-Cités 三城 | Clos Gauthier-Les Sables | 戈蒂耶围-莱萨布勒 | 0302     | 0.366       | 2427               | 24.8%                  |
| Trois-Cités 三城 | Saint-Cyprien            | 圣西普里安        | 0303     | 0.284       | 1819               | 19%                    |
| Trois-Cités 三城 | Grand Maison             | 格朗迈松          | 0304     | 0.432       | 2756               | 8.6%                   |
| Gibauderie 日博德里 | Grand Large              | 大拉尔日          | 0401     | 0.385       | 627                | 5.9%                   |
| Gibauderie 日博德里 | Gibauderie               | 日博德里          | 0402     | 0.808       | 4228               | 9.4%                   |
| Gibauderie 日博德里 | Milétrie                 | 米莱特里          | 0403     | 1.243       | 267                | 10.4%                  |
| Gibauderie 日博德里 | Les Facultés             | 学院              | 0404     | 1.73        | 3477               | 7.1%                   |
| Beaulieu 博略 | Beaulieu                 | 博略              | 0501     | 0.635       | 2172               | 14%                    |
| Beaulieu 博略 | Les Templiers            | 神庙              | 0502     | 0.285       | 1907               | 16.5%                  |
| Beaulieu 博略 | Iassi                    | 拉西              | 0503     | 0.385       | 1449               | 12.4%                  |
| Breuil-Mingot - Saint-Eloi 布勒伊-曼戈-圣埃卢瓦 | Touffenet                | 图弗内            | 0601     | 1.66        | 687                | 13.9%                  |
| Breuil-Mingot - Saint-Eloi 布勒伊-曼戈-圣埃卢瓦 | Le Breuil-Mingot         | 勒布勒伊-曼戈     | 0603     | 8.284       | 767                | 12.9%                  |
| Breuil-Mingot - Saint-Eloi 布勒伊-曼戈-圣埃卢瓦 | Saint-Éloi-Mandela       | 圣埃卢瓦-曼德拉   | 0604     | 0.65        | 3252               | 18.9%                  |
| Breuil-Mingot - Saint-Eloi 布勒伊-曼戈-圣埃卢瓦 | Saint-Éloi-Fraternité    | 圣埃卢瓦-博爱     | 0605     | 1.059       | 3535               | 19.3%                  |
| Montbernage - Pont-Neuf 蒙贝尔纳日-新桥 | La Plaine                | 平原              | 0701     | 0.522       | 2349               | 6.2%                   |
| Montbernage - Pont-Neuf 蒙贝尔纳日-新桥 | Ganterie                 | 冈特里            | 0702     | 0.624       | 2471               | 9%                     |
| Montbernage - Pont-Neuf 蒙贝尔纳日-新桥 | Quatre Roues-Les Dunes   | 四轮-沙丘         | 0703     | 1.522       | 3905               | 10.3%                  |
| Montbernage - Pont-Neuf 蒙贝尔纳日-新桥 | Montbernage              | 蒙贝尔纳日        | 0704     | 0.52        | 2006               | 9.3%                   |
| Couronneries 库罗讷里 | Provence                 | 普罗旺斯          | 0801     | 0.198       | 1253               | 12.5%                  |
| Couronneries 库罗讷里 | Couronneries-Europe      | 库龙讷里-欧罗巴   | 0802     | 0.462       | 3551               | 26.2%                  |
| Couronneries 库罗讷里 | Couronneries-Nimègue     | 库龙讷里-奈梅亨   | 0803     | 0.198       | 2610               | 21.8%                  |
| Couronneries 库罗讷里 | Aliénor d'Aquitaine      | 阿基坦的埃丽诺    | 0804     | 0.245       | 1696               | 20.2%                  |
| Faubourg-Ouest 西城郊区 | Le Porteau               | 勒波尔托          | 0901     | 2.125       | 2055               | 13.7%                  |
| Faubourg-Ouest 西城郊区 | Les Rocs                 | 莱罗克            | 0902     | 0.547       | 2360               | 16.5%                  |
| Faubourg-Ouest 西城郊区 | Montmidi                 | 蒙米迪            | 0903     | 1.781       | 3695               | 17%                    |
| Poitiers Nord-Ouest 西北普瓦捷 | La Demi-Lune             | 半月              | 1001     | 1.284       | 2985               | 17.8%                  |
| Poitiers Nord-Ouest 西北普瓦捷 | Bel-Air                  | 贝莱尔            | 1002     | 0.347       | 1887               | 22.4%                  |
| Poitiers Nord-Ouest 西北普瓦捷 | La République            | 共和国            | 1003     | 5.031       | 253                | 23.7%                  |
| *注：中文名称非官方正式翻译，仅供参考。 |                          |                   |          |             |                    |                        |

## 交通

### 公路
普瓦捷是法国西部的一个公路枢纽，连接巴黎和波尔多之间的A10高速公路从普瓦捷西部过境，并设有29号和30号两个出入口可连接普瓦捷市区；此外还有法国国道N10线、N147线、N149线、N151线和维埃纳省省道D3线、D4线、D6线、D18线、D30线、D162线、D757线、D910线、D951线在普瓦捷交汇。
| （北行） |

| 巴黎奥尔良门 | 333 |

| 奥尔良 | 217 |

| 勒芒 | 202 |

| （南行） |

| 波尔多 | 251 |

| 鲁瓦扬 | 178 |

| 桑特 | 141 |

| 拉罗谢尔 | 139 |

| 丰特奈勒孔特 | 111 |

| 尼奥尔 | 78 |

| 经 |

| 蒙吕松 | 209 |

| 盖雷 | 147 |

| 利摩日 | 124 |

| 贝拉克 | 82 |

| 蒙莫里永 | 52 |

| 吕萨克堡 | 40 |

| 经 |

| 孔福朗 | 74 |

| 普雷萨克 | 58 |

| 让赛 | 26 |

| 经 |

| 波尔多 | 228 |

| 昂古莱姆 | 115 |

| 吕费克 | 68 |

| 维沃讷 | 21 |

| 经 |

| 桑特 | 130 |

| 尼奥尔 | 76 |

| 梅勒 | 58 |

| 圣迈克桑 | 53 |

| 吕西尼昂 | 25 |

| 经 |

| 南特 | 183 |

| 永河畔拉罗什 | 152 |

| 布雷叙尔 | 83 |

| 帕尔特奈 | 52 |

| 武耶 | 20 |

| 经 |

| 昂热 | 138 |

| 索米尔 | 92 |

| 卢丹 | 57 |

| 米尔博 | 29 |

| 经 |

| 图尔 | 108 |

| 沙泰勒罗 | 35 |

| 若奈-马里尼 | 15 |

| 普瓦图地区沙斯讷伊 | 11 |

| 经 |

| 布尔日 | 193 |

| 沙托鲁 | 123 |

| 勒布朗 | 64 |

| 圣萨万 | 46 |

| 绍维尼 | 26 |

在公路客运方面，普瓦捷汽车站位于普瓦捷火车站北侧，是一个封闭式的长途巴士停靠点，新阿基坦大区下属的维埃纳省城际客运开行十余条城际巴士线路，可前往南特、帕尔特奈、图阿尔以及多个维埃纳省城市；中央-卢瓦尔河谷大区城际客运（商业名称为“Rémi”）每天开行三至四班往返于普瓦捷和沙托鲁之间的省际巴士；除此之外，一些国际性的汽车客运公司也提供途径普瓦捷的长途大巴车线路，可前往巴黎、波尔多、图卢兹、毕尔巴鄂、马德里等地。
普瓦捷的道路设施管理事务由大普瓦捷城市公共社区和当地市政府协调负责。2020年，63.6%的普瓦捷家庭拥有至少一辆私人汽车。2021年，普瓦捷境内共发生各类交通事故78起，造成112人受伤，其中17人重伤。自2023年9月1日起，普瓦捷市区内除过境和环城公路外所有城市道路实行限速每小时30公里的措施。

### 铁路

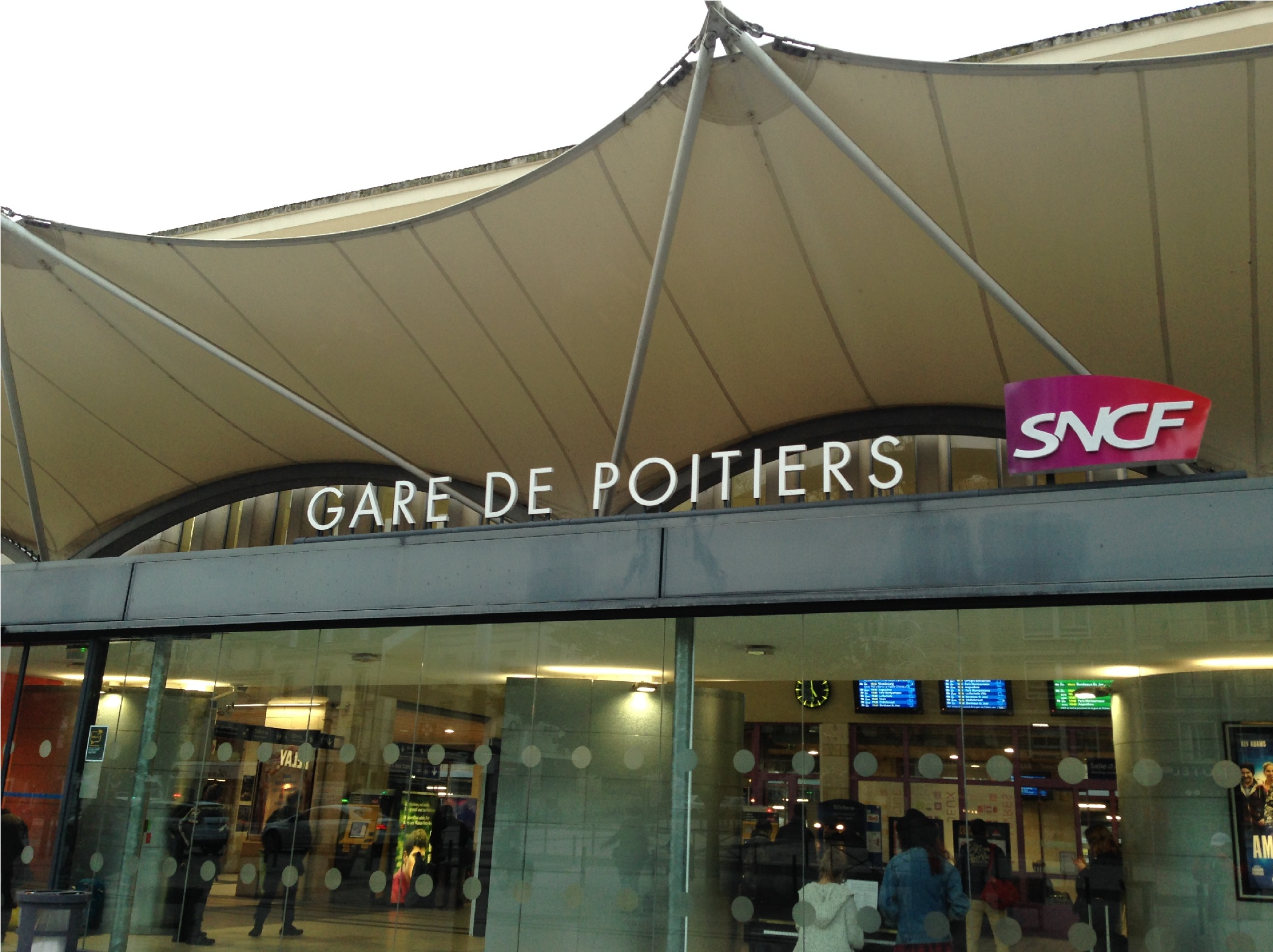
普瓦捷火车站

普瓦捷是法国西部的一个铁路枢纽，多个方向的铁路在此交汇：巴黎—波尔多铁路建于19世纪中期，是法国西部的一条铁路干线，其全线已完成复线和电气化改造，在高速铁路开通以前，该铁路是连接巴黎和波尔多之间最便捷的通道；圣伯努瓦—拉罗谢尔铁路和圣伯努瓦—勒布朗铁路均以普瓦捷南部的圣伯努瓦作为起点，分别向西和向东引出，是两条重要的地方铁路；普瓦捷—阿尔赛铁路从普瓦捷向西北方向延伸，是一条货运专用铁路。1990年建成的大西洋高速铁路使得普瓦捷至巴黎之间的最佳旅行时间缩短至两小时以内，而2017年开通的南部-大西洋欧洲高速铁路使得普瓦捷至巴黎的最佳旅行时间缩短至1小时15分钟，同时前往波尔多方向的旅行时间也大幅减少。20世纪90年代，法国政府曾设想修建普瓦捷—利摩日高速铁路，但因财政等因素的影响，该计划长期受到争议，并最终于2016年彻底放弃。
普瓦捷火车站位于市中心西部，始建于1855年，后在二战末期被炸毁，现有的主站房于1990年建成，站内设有四个站台和九条车道，是维埃纳省规模最大的铁路车站。截至2024年3月，该站每天开行数十班列车，其中包括往返于波尔多和巴黎或图尔宽之间的Ouigo列车，往返于波尔多和巴黎、里尔、布鲁塞尔、斯特拉斯堡之间和巴黎—拉罗谢尔一线的高速列车，以及前往图尔、沙泰勒罗、拉罗谢尔、尼奥尔、昂古莱姆和利摩日等地的区域列车。2022年，普瓦捷站累计发送旅客数量超过346万人次，是法国铁路系统中的A级车站。

### 内河航运

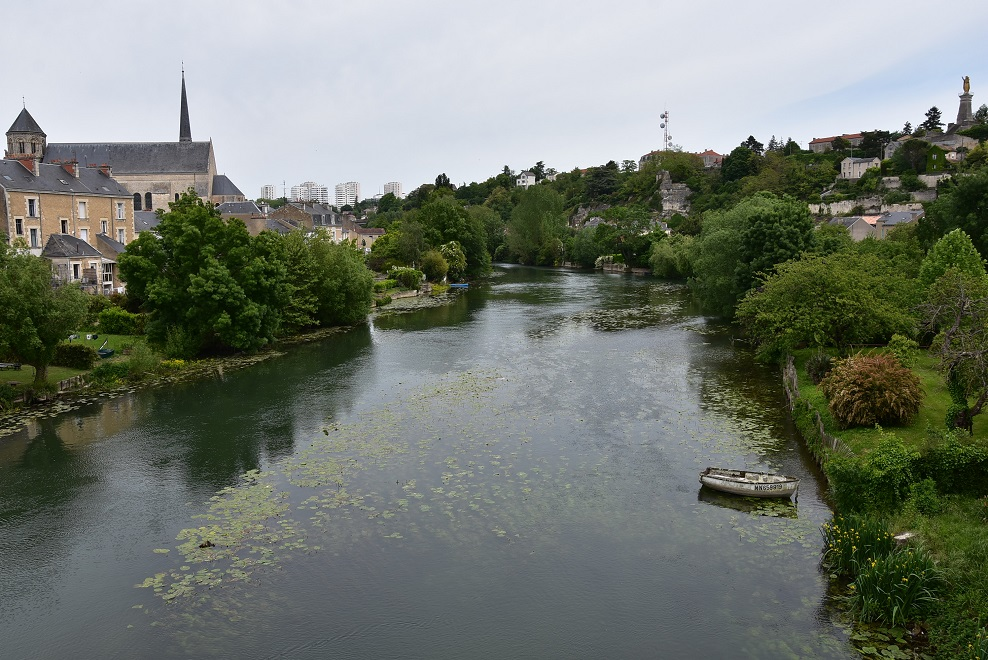
克兰河普瓦捷市区段

流经普瓦捷的克兰河水量较小，航行条件较差，其上游部分河段开辟为皮划艇赛道。1919年，法国政府曾计划对克兰河进行渠化改造并新建普瓦捷港，但随着铁路及公路运输的兴起，这一计划最终未能实现。
距离普瓦捷最近的出海港口位于120公里外的拉罗谢尔。

### 航空
普瓦捷-比亚尔机场位于普瓦捷市区西部的比亚尔境内，是法国西部的一个区域航空枢纽，也是维埃纳省唯一一个拥有固定航班的机场，2022年累计发送旅客达8.9万人次。2024年夏季，该机场开行前往巴塞罗那、爱丁堡和都柏林三个城市的旅客航班。
此外，法国规模最大的航空枢纽巴黎戴高乐机场距离普瓦捷市区大约360公里，普瓦捷火车站每天停靠数班可直通戴高乐机场2号航站楼站的高速列车。

### 城市公共交通

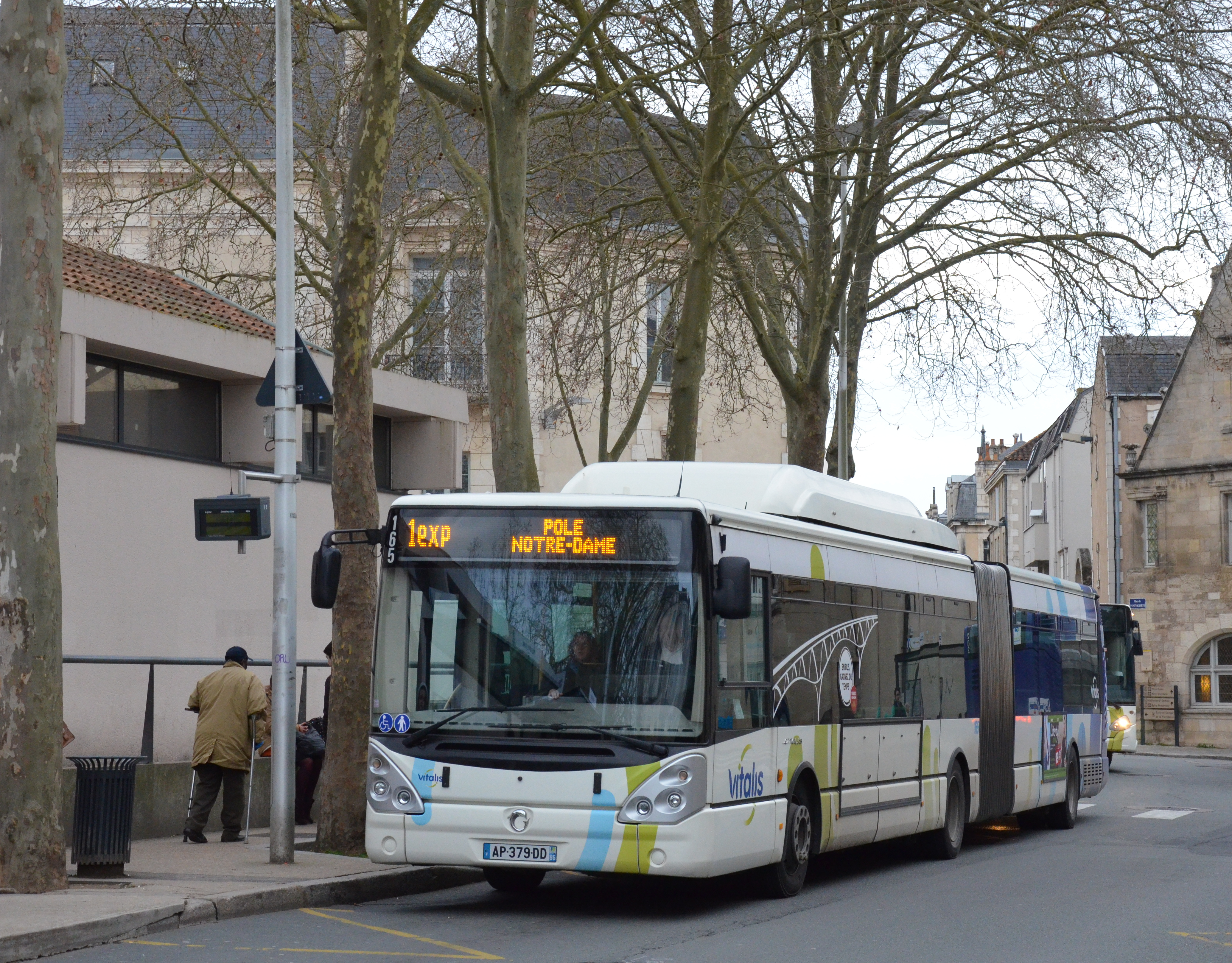
普瓦捷街头的一辆公共汽车

普瓦捷的城市公共交通起源于19世纪末，当地于1895年出现了以蒸气作为动力的城际轨道交通系统，四年后又兴建了在市区内运行的传统有轨电车，自20世纪40年代起，普瓦捷的有轨电车系统逐渐被无轨电车及汽车代替，其中无轨电车又于1965年被废弃。2014年2月，横跨普瓦捷火车站的莱昂·布吕姆高架桥建成，该桥仅供公共汽车及非机动车通行，其建成大幅缩短了普瓦捷老城和西部街区间公共汽车线路的旅程。
普瓦捷城市公共交通（商业名称为“Vitalis”）是大普瓦捷城市公共社区的城市公共交通系统。截至2024年3月，该系统共含有三条被命名为“Réflex”的干线巴士（1路、2路和3路）、九条普通公交线路、十三条城际公交线路、五条节假日线路、三条夜间线路、四条老城区观光线路以及两条摆渡车线路，同时还提供定制公交服务，路网服务范围覆盖了大普瓦捷城市公共社区内的所有市镇。2023年11月，普瓦捷的首辆零排放电动公共汽车投入试运行。

### 公共自行车
大普瓦捷城市公共社区提供普瓦捷地区的公共自行车及电瓶车租赁服务。2022年，普瓦捷市政府启动了“2022至2026自行车发展计划”（Plan vélo 2022-2026），根据该方案，普瓦捷境内将新增多处自行车停放点，同时当地将新建多条自行车道，以方便非机动车在普瓦捷市区的行驶。

## 政治

### 市政内阁

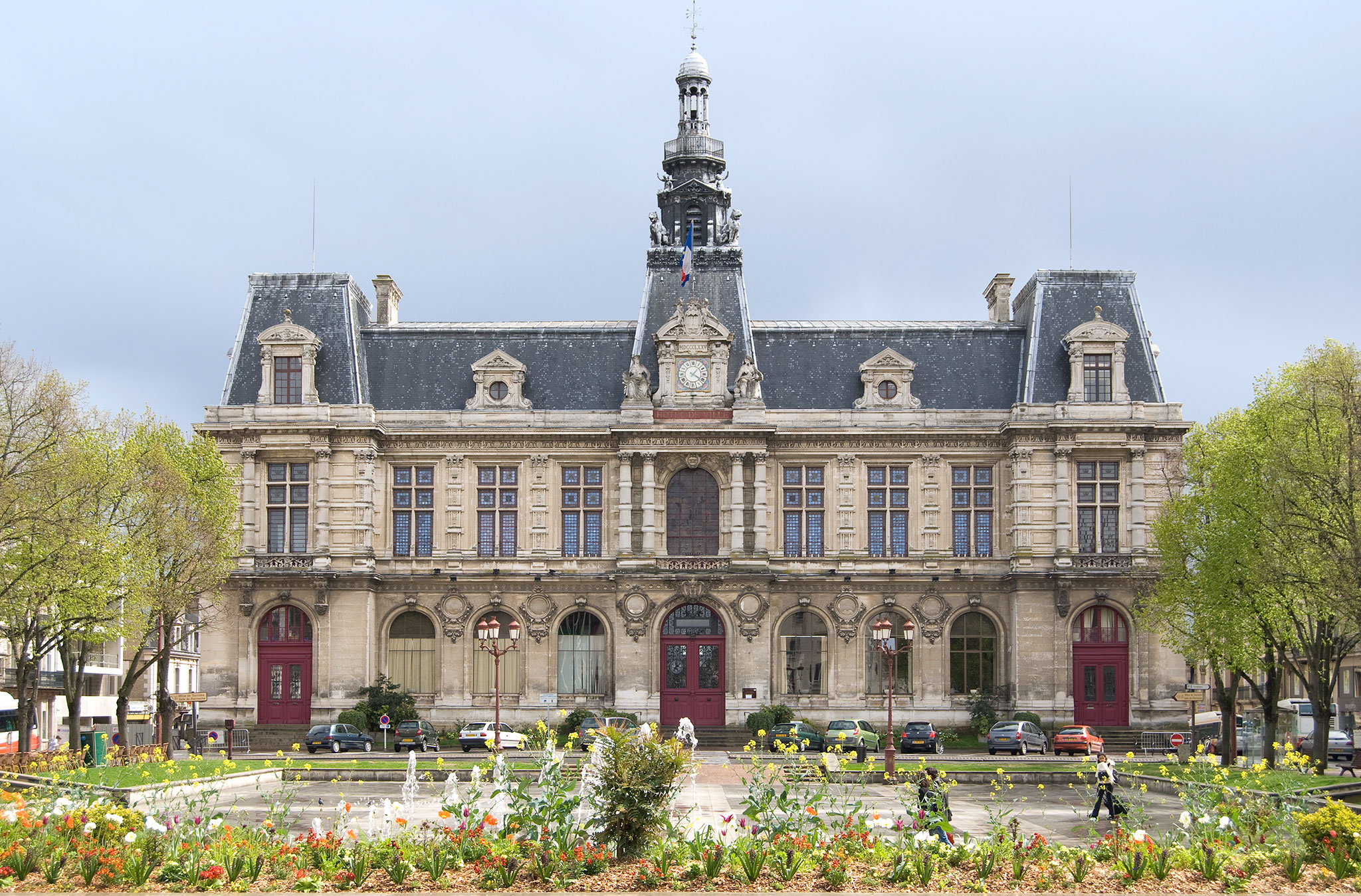
普瓦捷市政厅

现任普瓦捷的现任市长为莱奥诺尔·蒙孔迪女士，她是欧洲生态－绿党的一名成员，在2020年的市政选举中获得了42.83%的支持率。
| |                                        |                                                                      |          |          |            |            |      |          |  |
| 代表 | 代表                                   | 党派                                                                 | 首轮选举 | 首轮选举 | 第二轮选举 | 第二轮选举 | 席位 | 席位     |  |
| 代表 | 代表                                   | 党派                                                                 | 票数     | %        | 票数       | %          | 市镇 | 公共社区 |  |
| | 莱奥诺尔·蒙孔迪 Léonore MONCOND'HUY    | - EÉLV欧洲生态-绿党 - ND新政 - GS世代·s - PCF法国共产党 - GÉ生態世代 | 3,711    | 23.89    | 59,95      | 42.83      | 38   | 27       |  |
| 口号：集中、环保、社会公平和民主的普瓦捷 （Poitiers collectif, écologie, justice sociale et démocratie） |                                        |                                                                      |          |          |            |            |      |          |  |
| | 阿兰·克拉埃 Alain CLAEYS               | - PS社会党                                                           | 4,382    | 28.21    | 4,983      | 35.60      | 9    | 6        |  |
| 口号：普瓦捷，宜居书写未来 （Poitiers, l'Avenir s'écrit à taille humaine）                               |                                        |                                                                      |          |          |            |            |      |          |  |
| | 安东尼·布罗蒂耶 Anthony BROTTIER       | - LREM复兴 - MoDem民主运动                                           | 2,854    | 18.37    | 3,018      | 21.56      | 6    | 4        |  |
| 口号：你们是我们的重心 （Notre priorité c'est vous）                                                     |                                        |                                                                      |          |          |            |            |      |          |  |
| | 克里斯蒂安娜·弗赖斯 Christiane FRAYSSE | - DVG左翼无党派人士 - FI不屈法国                                     | 1,547    | 9.96     |            |            |      |          |  |
| 口号：共产共和和公民 （Communiste Républicain et Citoyen）                                               |                                        |                                                                      |          |          |            |            |      |          |  |
| | 蒂埃里·阿尔基耶 Thierry ALGUIER        | - LR共和黨 - Centriste中间派                                         | 1,525    | 9.81     |            |            |      |          |  |
| 口号：团结和环保的世代 （Génération.s solidaire et écologique）                                          |                                        |                                                                      |          |          |            |            |      |          |  |
| | 凯文·库尔图瓦 Kévin COURTOIS           | - RN国民联盟                                                         | 886      | 5.70     |            |            |      |          |  |
| 口号：（无）                                                                                             |                                        |                                                                      |          |          |            |            |      |          |  |
| | 马农·拉拜 Manon LABAYE                 | - NPA新反资本主义党                                                  | 457      | 2.94     |            |            |      |          |  |
| 口号：（无）                                                                                             |                                        |                                                                      |          |          |            |            |      |          |  |
| | Ludovic GAILLARD                       | - LO工人斗争                                                         | 170      | 1.09     |            |            |      |          |  |
| 口号：工人斗争，倾听劳动者的声音 （Lutte ouvrière - Faire entendre le camp des travailleurs）            |                                        |                                                                      |          |          |            |            |      |          |  |
| |                                        |                                                                      |          |          |            |            |      |          |  |
| 合计 | 合计                                   | 合计                                                                 | 43,660   | 100.00   | 43,705     | 100.00     | 53   | 37       |  |

### 历届市长

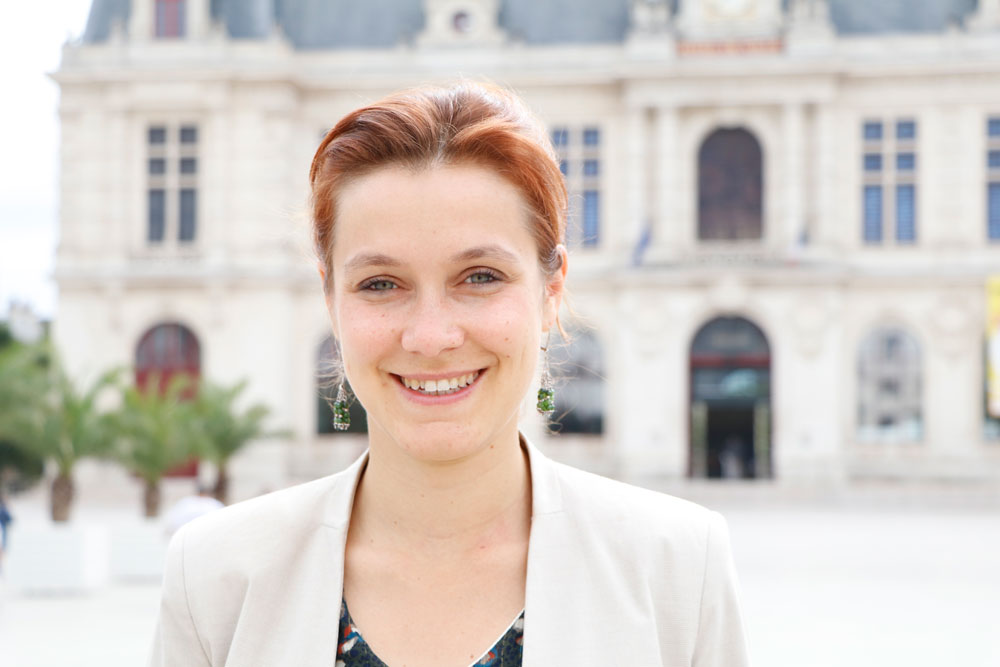
现任普瓦捷市长莱奥诺尔·蒙孔迪女士

| 普瓦捷历届市长 | 普瓦捷历届市长                      | 普瓦捷历届市长    |
| 任期           | 市长                                | 党派              |
| -------------- | ----------------------------------- | ----------------- |
| 1944年－1947年 | Pierre GUILLON 皮埃尔·吉永          | RAD激进党         |
| 1947年－1952年 | Paul BLET 保罗·布莱特               | RAD激进党         |
| 1952年－1965年 | Jacques MASTEAU 雅各·马斯托         | RI独立激进党      |
| 1965年－1977年 | Pierre VERTADIER 皮埃尔·韦尔塔迪耶  | UDR共和国保卫联盟 |
| 1977年－2008年 | Jacques SANTROT 雅各·桑特罗         | PS社会党          |
| 2008年－2020年 | Alain CLAEYS 阿兰·克拉埃            | PS社会党          |
| 2020年－       | Léonore MONCOND'HUY 莱奥诺尔·蒙孔迪 | EÉLV欧洲生态-绿党 |

### 各级选举
| 普瓦捷历届投票选举结果 | 普瓦捷历届投票选举结果 | 普瓦捷历届投票选举结果            | 普瓦捷历届投票选举结果 | 普瓦捷历届投票选举结果          | 普瓦捷历届投票选举结果 | 普瓦捷历届投票选举结果 | 普瓦捷历届投票选举结果          | 普瓦捷历届投票选举结果 | 普瓦捷历届投票选举结果 |
| 选举项目               | 选举范围               | 选区单位                          | 选区单位内的选举结果   | 选区单位内的选举结果            | 选区单位内的选举结果   | 选区单位内的选举结果   | 选区单位内的选举结果            | 选区单位内的选举结果   | 参考资料               |
| 选举项目               | 选举范围               | 选区单位                          | 第一轮胜出者           | 第一轮胜出者                    | 支持率                 | 第二轮胜出者           | 第二轮胜出者                    | 支持率                 | 参考资料               |
| ---------------------- | ---------------------- | --------------------------------- | ---------------------- | ------------------------------- | ---------------------- | ---------------------- | ------------------------------- | ---------------------- | ---------------------- |
| 2017年法國總統選舉     | 法國                   | 市镇                              |                        | 埃马纽埃尔·马克龙               | 27.62%                 |                        | 埃马纽埃尔·马克龙               | 81.87%                 | [ 14 ]                 |
| 2017年法国立法选举     | 维埃纳省第一选区       | 市镇（第一选区部分）              |                        | 雅克·萨瓦捷                     | 39.06%                 |                        | 雅克·萨瓦捷                     | 54.67%                 | [ 14 ]                 |
| 2017年法国立法选举     | 维埃纳省第二选区       | 市镇（第二选区部分）              |                        | 萨莎·苏利埃                     | 38.33%                 |                        | 萨莎·苏利埃                     | 68.29%                 | [ 14 ]                 |
| 2019年欧洲议会选举     | 法國                   | 市镇                              |                        | 纳塔莉·卢瓦索                   | 23.25%                 | （不适用）             | （不适用）                      | （不适用）             | [ 社 6 ]               |
| 2021年法国省级选举     | 维埃纳省               | 普瓦捷第一县                      |                        | 安东尼·布罗蒂耶 阿莉娜·方丹     | 42.07%                 |                        | 安东尼·布罗蒂耶 阿莉娜·方丹     | 52.45%                 | [ 社 7 ]               |
| 2021年法国省级选举     | 维埃纳省               | 市镇（第一县部分）                |                        | 维尔吉娜·巴尤 阿蒂尔·吉里       | 46.9%                  |                        | 维尔吉娜·巴尤 阿蒂尔·吉里       | 52.25%                 | [ 社 7 ]               |
| 2021年法国省级选举     | 维埃纳省               | 普瓦捷第二县                      |                        | 吕多维克·德韦尔涅 萨拉赫·拉拉布 | 42.76%                 |                        | 吕多维克·德韦尔涅 萨拉赫·拉拉布 | 56.47%                 | [ 社 7 ]               |
| 2021年法国省级选举     | 维埃纳省               | 市镇（第二县部分）                |                        | 吕多维克·德韦尔涅 萨拉赫·拉拉布 | 37.92%                 |                        | 吕多维克·德韦尔涅 萨拉赫·拉拉布 | 57.76%                 | [ 社 7 ]               |
| 2021年法国省级选举     | 维埃纳省               | 普瓦捷第三县、 市镇（第三县部分） |                        | 弗洛朗丝·阿里斯 格雷戈里·武埃   | 40.40%                 |                        | 弗洛朗丝·阿里斯 格雷戈里·武埃   | 52.43%                 | [ 社 7 ]               |
| 2021年法国省级选举     | 维埃纳省               | 普瓦捷第四县                      |                        | 马尔蒂娜·拉克洛特尔 西尔万·罗班 | 32.8%                  |                        | 马尔蒂娜·拉克洛特尔 西尔万·罗班 | 58.75%                 | [ 社 7 ]               |
| 2021年法国省级选举     | 维埃纳省               | 市镇（第四县部分）                |                        | 马尔蒂娜·拉克洛特尔 西尔万·罗班 | 35.4%                  |                        | 马尔蒂娜·拉克洛特尔 西尔万·罗班 | 54.47%                 | [ 社 7 ]               |
| 2021年法国省级选举     | 维埃纳省               | 普瓦捷第五县                      |                        | 阿兰·茹瓦约 若埃尔·佩尔捷       | 38.05%                 |                        | 阿兰·茹瓦约 若埃尔·佩尔捷       | 57.91%                 | [ 社 7 ]               |
| 2021年法国省级选举     | 维埃纳省               | 市镇（第五县部分）                |                        | 希阿卡普·基托伊 莉迪亚·皮凯     | 43.52%                 |                        | 希阿卡普·基托伊 莉迪亚·皮凯     | 54.91%                 | [ 社 7 ]               |
| 2021年法国大区选举     |                        | 市镇                              |                        | 尼古拉·蒂埃里                   | 25.2%                  |                        | 阿兰·鲁塞                       | 33.3%                  | [ 社 8 ]               |
| 2022年法国总统选举     | 法國                   | 市镇                              |                        | 让-吕克·梅朗雄                  | 34.41%                 |                        | 埃马纽埃尔·马克龙               | 75.16%                 | [ 14 ]                 |
| 2022年法国立法选举     | 维埃纳省第一选区       | 市镇（第一选区部分）              |                        | 莉萨·贝吕科                     | 43.2%                  |                        | 莉萨·贝吕科                     | 59.4%                  | [ 14 ]                 |
| 2022年法国立法选举     | 维埃纳省第二选区       | 市镇（第二选区部分）              |                        | 瓦莱丽·苏马耶                   | 43.2%                  |                        | 瓦莱丽·苏马耶                   | 55.08%                 | [ 14 ]                 |
| 2024年欧洲议会选举     | 法國                   | 市镇                              |                        | 拉斐尔·格鲁克斯曼               | 21.84%                 | （不适用）             | （不适用）                      | （不适用）             | [ 14 ]                 |

## 人口
2021年，普瓦捷市镇人口数量为90,240，在法国排名第49位。其中男性41,365人，女性48,668人，75岁及以上人口占6.8%，外籍人口数量为9,156人，人口密度为2,143人/平方公里，当地居民被称为（男性）或（女性）。2022年，普瓦捷境内出生999人，死亡人口663人。
| 普瓦捷1901年－2021年人口变化情况 |
|                                  |
| 数据来源：Cassini、INSEE         |

## 经济
普瓦捷是法国西部的一个区域性经济中心，是原普瓦图-夏朗德大区内人口最多的城市。普瓦捷的经济事务由维埃纳省工商局联合各级部门协调负责。法国就业局在普瓦捷市镇范围内设有两处劳务办公室，为当地居民提供创业及就业帮助。

### 产业分布

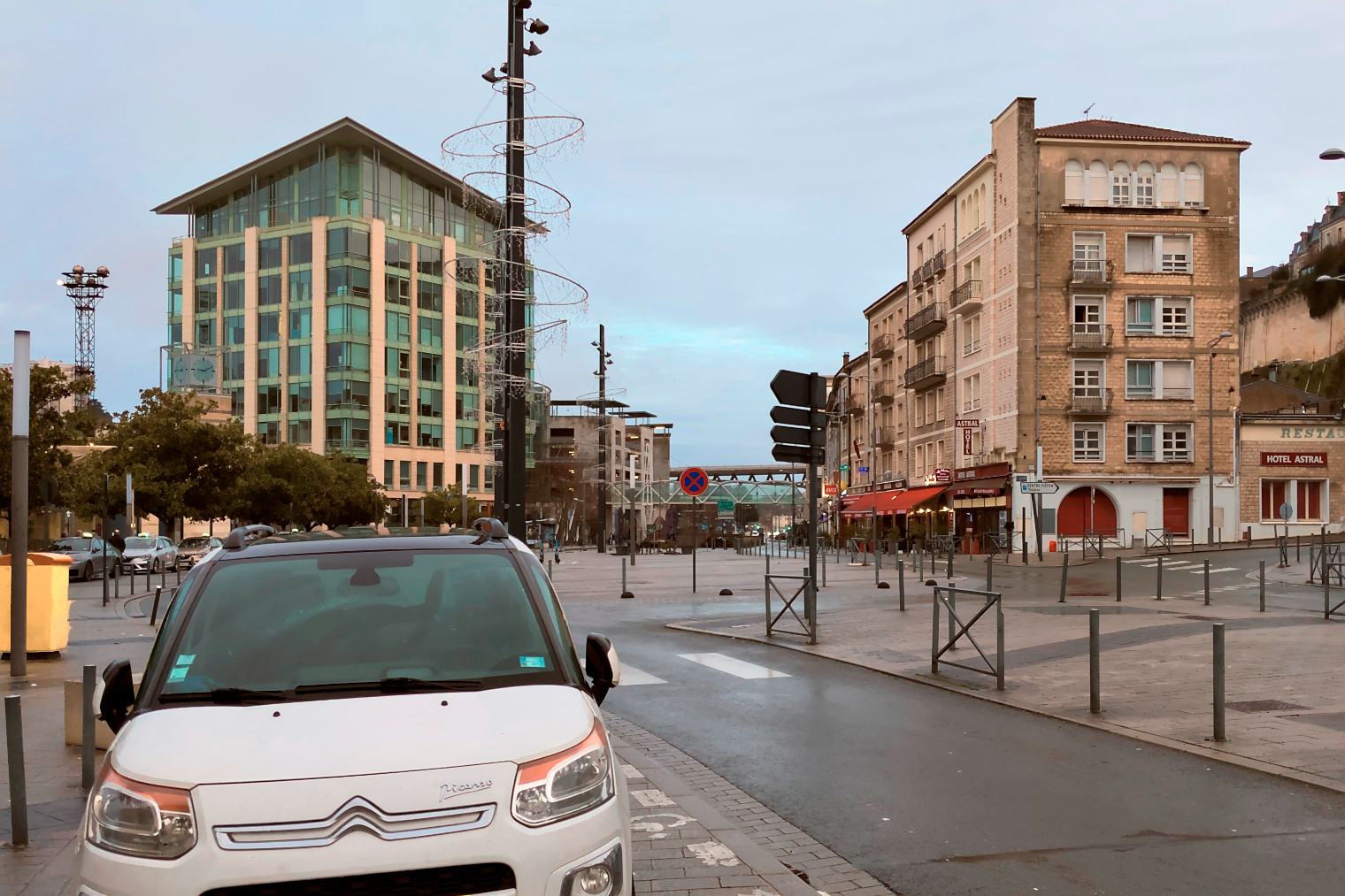
普瓦捷火车站前方的广场

在第一产业方面，普瓦捷所处的普瓦图地区是法国西部重要的农业生产区，普瓦捷城内在公元11世纪时曾有圣伊莱尔（Saint-Hilaire）、圣波尔谢尔（Saint-Porchaire）和圣但尼（Saint-Denis）三处酒庄。自工业革命以来，普瓦捷城市人口日趋增加，其市镇范围内的大部分区域被开发为城市用地。截至2021年底，普瓦捷境内仅有三家农业类企业，不到总企业数量的0.1%；相关就业总人数为58人，亦不及总人数的0.1%。
在第二产业方面，普瓦捷是一座轻工业城市，纺织业曾为当地近代的主要经济支柱，19世纪后又出现电子、金属加工、化肥制造等工业部门，20世纪初普瓦捷一度被称为“电池之都”（Capitale de la pile）。自20世纪中后期以来，受到经济危机等因素影响，普瓦捷的工业规模有所衰落，当地的主要工业生产部门相继关闭或外迁。2021年底，普瓦捷的工业及建筑业用人单位数量为251家，占总数的8%；相关就业总人数为4,445，占总人数的7.4%。
在第三产业方面，普瓦捷是维埃纳省的省会，是该省的政治、经济、文化、科教、通讯、医疗中心，多个法国跨区域机构在普瓦捷设有分支。2021年底，普瓦捷第三产业的相关就业单位及从业人数分别达到了总量的91.9%和92.5%。

### 重要企业
截至2024年6月，普瓦捷市镇范围内共有各类用人单位（包含自雇）13,955家，平均历史为15年，其中97.81%为中小型企业（PME），2024年4月至6月间，当地的经济活力指数为0.05%。
| 普瓦捷境内的主要大型企业   | 普瓦捷境内的主要大型企业 | 普瓦捷境内的主要大型企业   | 普瓦捷境内的主要大型企业 | 普瓦捷境内的主要大型企业    | 普瓦捷境内的主要大型企业 | 普瓦捷境内的主要大型企业 |
| 企业                       | 类型                     | 法语原名                   | 领域                     | 员工数量 （2022年12月31日） | 营业额 （2022年）        | 数据来源                 |
| -------------------------- | ------------------------ | -------------------------- | ------------------------ | --------------------------- | ------------------------ | ------------------------ |
| Alterna能源                | 总部                     | Alterna énergies           | 能源供应                 | 不详                        | 601,687,000 €            | [ 社 17 ]                |
| 索雷日                     | 总部                     | Sorégies                   | 能源供应                 | 238                         | 517,269,249 €            | [ 社 18 ]                |
| Séfi                       | 总部                     | Séfi                       | 机械制造                 | 581                         | 191,878,391 €            | [ 社 19 ]                |
| Kremp法国                  | 区域总部                 | Kremp France               | 农业器械销售             | 72                          | 152,461,053 €            | [ 社 20 ]                |
| Abcis by autosphere-普瓦图 | 区域总部                 | Abcis Poitou by autosphere | 汽车销售                 | 231                         | 151,530,770 €            | [ 社 21 ]                |
| 埃法日-普瓦图-夏朗德       | 区域总部                 | EES-PC                     | 工程建设                 | 317                         | 51,002,091 €             | [ 社 22 ]                |
| 普瓦捷综合诊疗中心         | 总部                     | Polyclinique de Poitiers   | 私立医院                 | 313                         | 29,985,796 €             | [ 社 23 ]                |

此外，因普瓦捷市镇土地资源有限，亦有部分大型企业选址于与普瓦捷相邻的一些市镇，其中维埃纳省最大的食品供应商Bonilait Proteines位于普瓦图地区沙斯讷伊，普瓦捷保险公司则位于利居热境内。

## 财政与居民收入
2022年，普瓦捷的财政收入总额为105,447,000欧元，财政支出总额为92,821,900欧元，当年的债务总额为92,086,100欧元。2022年，普瓦捷市镇通过增值税获得1,757,190欧元的收入，此外当地还共获得了2,536,920欧元的国家直接财政补助。
| 普瓦捷居民收入情况                               | 普瓦捷居民收入情况 | 普瓦捷居民收入情况    | 普瓦捷居民收入情况 |
| 内容                                             | 普瓦捷             | 法国                  | 统计年份           |
| ------------------------------------------------ | ------------------ | --------------------- | ------------------ |
| 征税家庭总数                                     | 36,947             | 1,081（法国市镇平均） | 2022年             |
| 居民平均月收入                                   | 2,114欧元          | 2,435欧元             | 2022年             |
| 高级职员人均月收入                               | 3,659欧元          | 4,331欧元             | 2021年             |
| 中级职员人均月收入                               | 2,192欧元          | 2,470欧元             | 2021年             |
| 普通职员人均月收入                               | 1,664欧元          | 1,801欧元             | 2021年             |
| 贫困率                                           | 26%                | 14.5%                 | 2020年             |
| 青壮年（15至64岁）失业率                         | 17.8%              | 7.4%                  | 2020年             |
| 征税家庭数量占比                                 | 38.4%              | 45.5%                 | 2020年             |
| 家庭年均纳税                                     | 3,389欧元          | 4,393欧元             | 2022年             |
| 资料来源：INSEE、L'Internaute、Le Journal du Net |                    |                       |                    |

## 社会事务

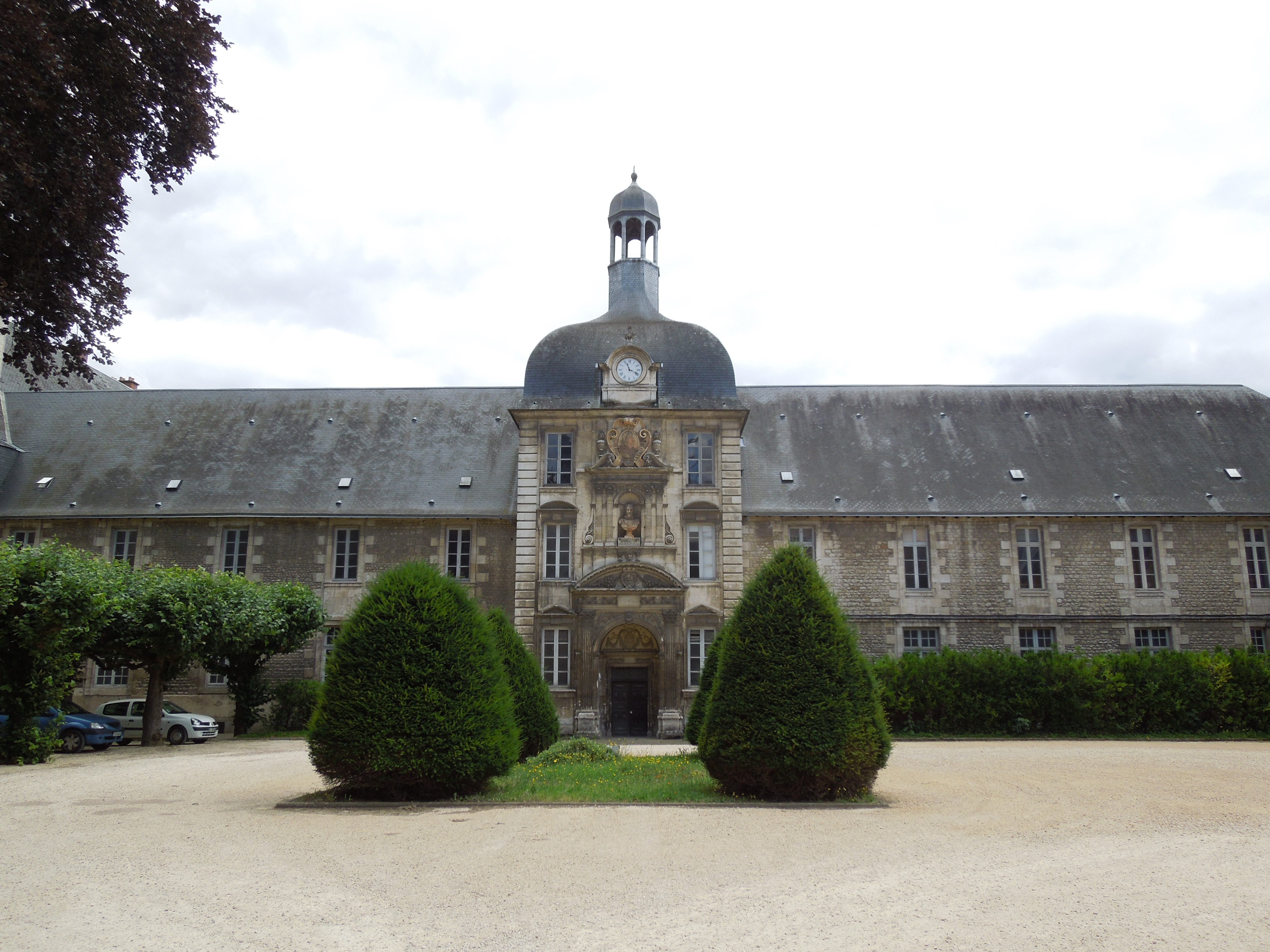
普瓦捷亨利四世初级中学

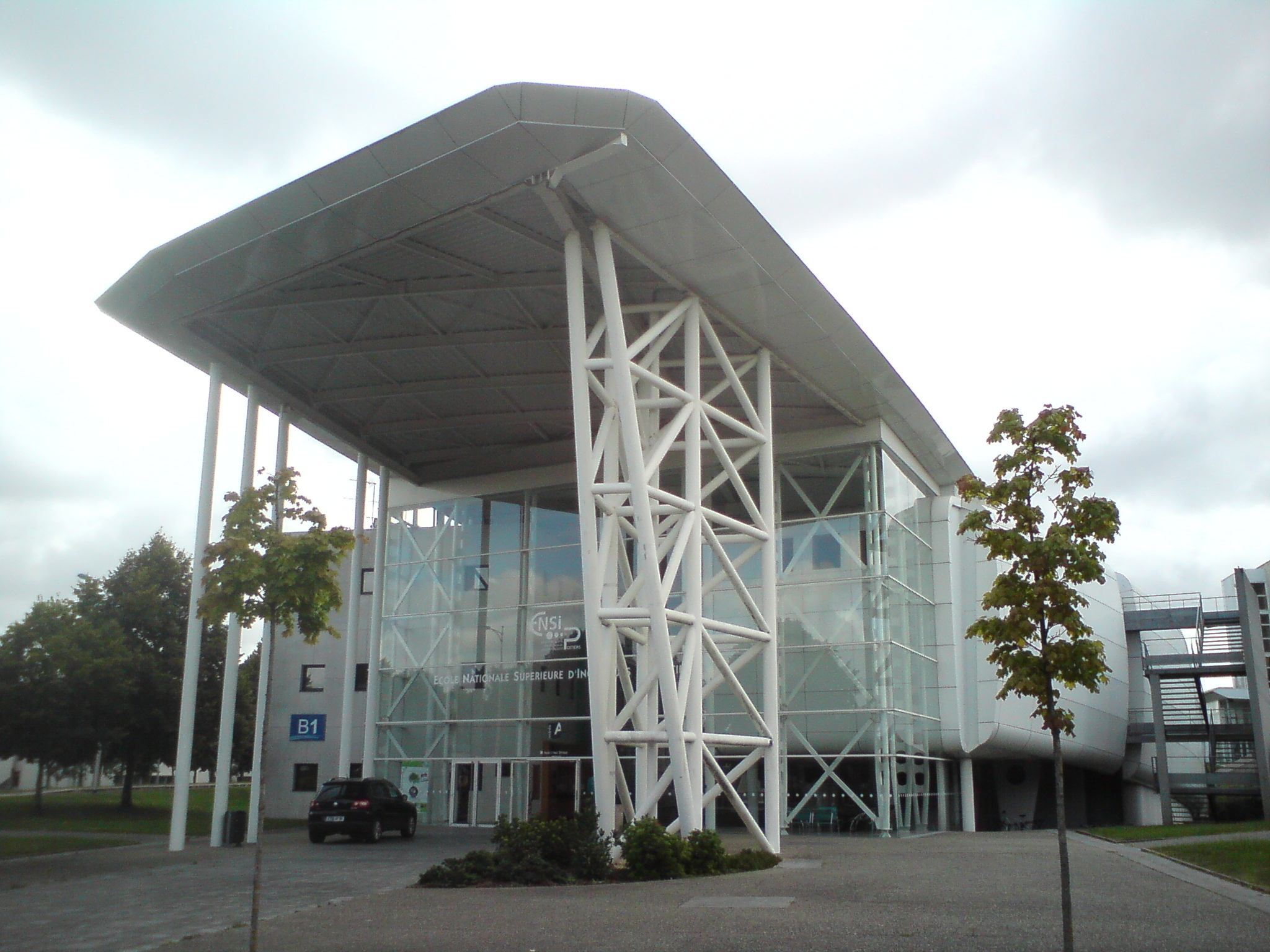
普瓦捷国立高等工程师学校

### 教育
普瓦捷是普瓦捷学区的管理中心所在地。截至2021年1月1日，普瓦捷境内共有22所幼儿园、28所小学、11所初级中学、10所普通高中、1所农业高中和4所职业高中，其中卡米耶·介朗高级中学和纳尔逊·曼德拉高级中学开设有大学校预科班。2021至2022学年度，普瓦捷境内共有在校中等教育阶段学生14,660名。在2022年的法国业士文凭会考中，普瓦捷基督联盟私立高级中学（Lycée privé l'Union Chrétienne）毕业生平均分为18.7（满分20），毕业通过率为100%，是维埃纳省平均成绩最高的高级中学，在全法国排名第165位。
在高等教育方面，普瓦捷大学创办于1431年，现为一所综合性公立大学，下属七个二级学院、一所工程师学校和一所师范学校，另管辖五个研究机构实验室，2023至2024学年度在校师生数量约2.6万。
普瓦捷大学城始建于20世纪50年代，位于市区东南部，该区域集中了普瓦捷的主要高等教育机构及科研单位。此外位于普瓦捷市区以北十余公里外的观测未来公园附近亦建有“观测未来科技园”，国立高等航天机械技术学校位于其境内。
| 普瓦捷主要高等教育机构     | 普瓦捷主要高等教育机构       | 普瓦捷主要高等教育机构 | 普瓦捷主要高等教育机构 |
| 中文名称                   | 法语名称或缩写               | 成立年代               | 类别                   |
| -------------------------- | ---------------------------- | ---------------------- | ---------------------- |
| 普瓦捷大学（本部）         | Universités de Poitiers      | 1431                   | 公立综合性大学         |
| 普瓦捷国立高等工程师学校   | ENSI Poitiers                | 1984                   | 工程师学校、大学校     |
| 普瓦捷管理学院             | IAE Poitiers                 | 1956                   | 大学管理学校           |
| 巴黎政治学院（普瓦捷校区） | Science Po - Campus Poitiers | 2001                   | 大学校                 |

1998年，普瓦捷境内曾创办私立高等商业管理学校，后于2018年迁至图尔和奥尔良。

### 医疗

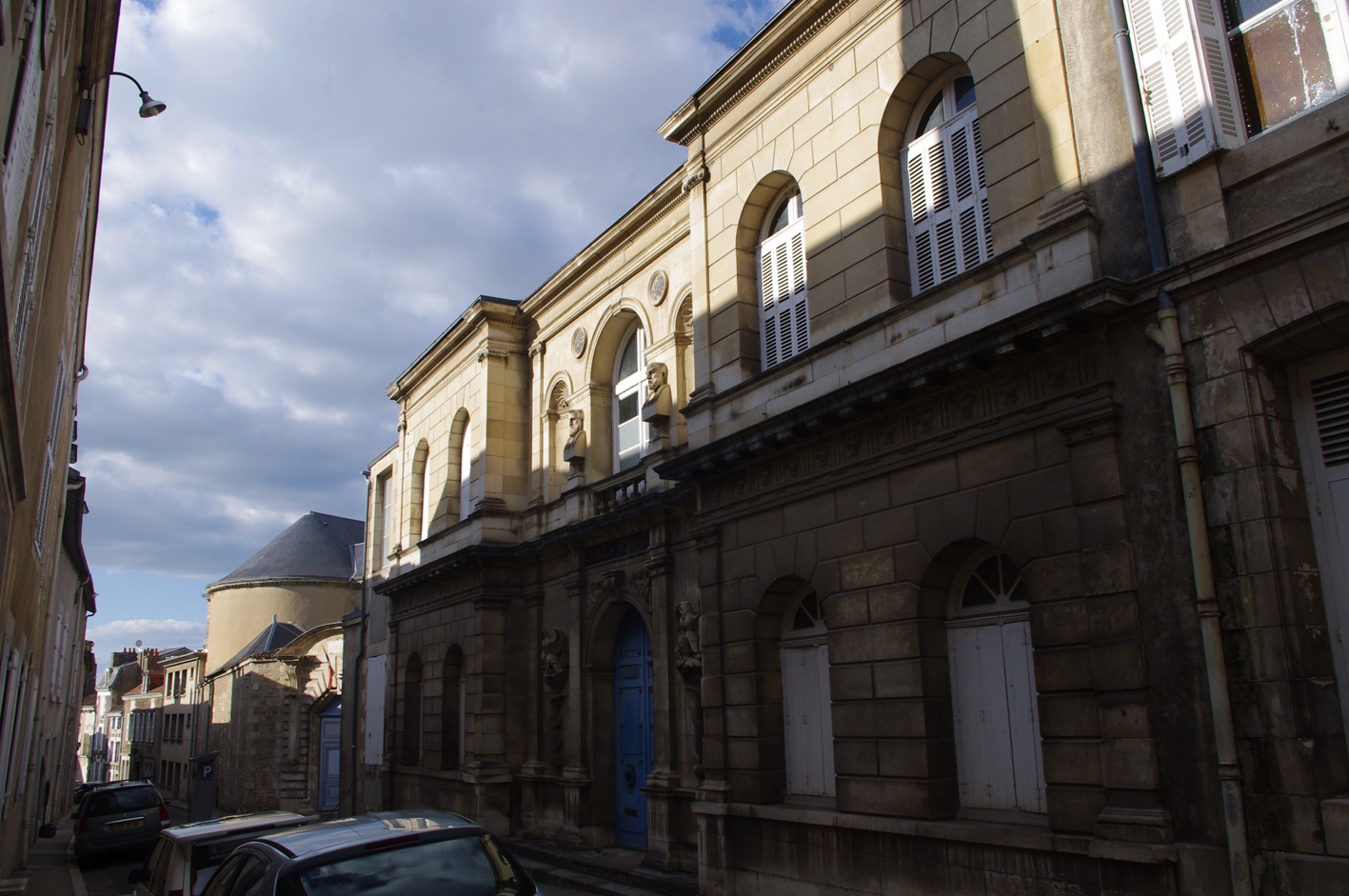
普瓦捷大学医学院旧址

截至2021年1月1日，普瓦捷境内共有全科医生97名、保健师78名、牙医57名、护士73名、耳科医生5名、眼科医生7名、皮肤科医生8名、助产士12名、儿科医生9名和妇科医生11名。境内共有药房31家、养老院12家、残疾人帮扶中心8家。
普瓦捷大学中心医院是法国的一个区域性医疗机构，同时也是法国31所大学中心医院之一，其主病区医院拉米莱特里医院（Hôpital de La Milétrie）位于普瓦捷市区东南部的拉米莱特里街区，设有床位1,766个，是维埃纳省境内规模最大的公立综合性医院。
除此之外，普瓦捷境内还有多家医疗机构：亨利-拉波里医院（Hôpital d'Henri-Laborit）位于普瓦捷市区东南部，紧邻普瓦捷大学中心医院，是一家心理健康医疗机构，设有床位685个；普瓦捷综合诊疗中心（Polyclinique de Poitiers）位于普瓦捷日博德里街区，是一家私立综合性医疗机构，设有圣夏尔（Saint-Charles）和格里穆瓦尔领地（Le Fief de Grimoire）两处病区，共有床位168个。

### 住房

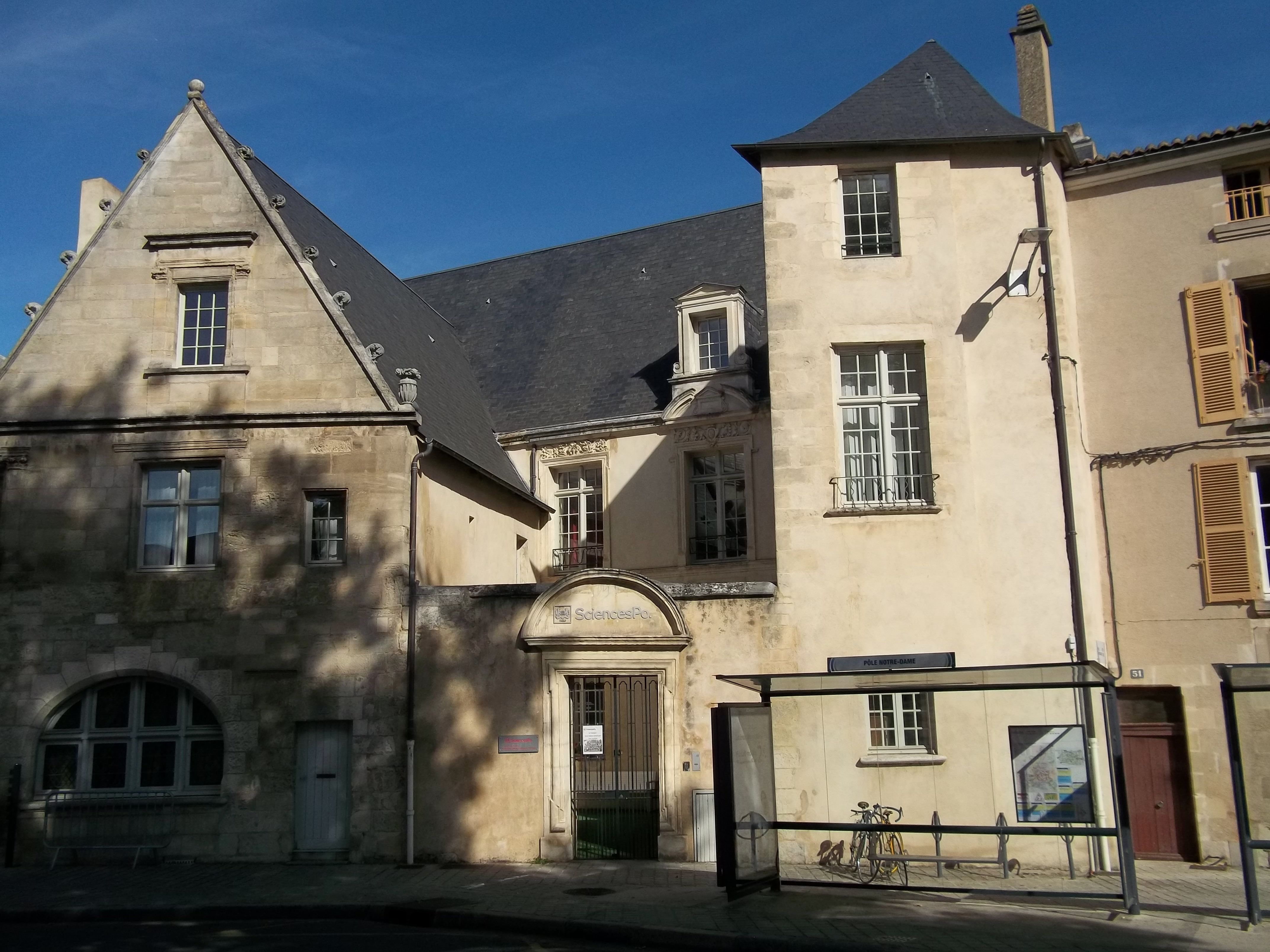
一处传统民居

2020年，普瓦捷境内共有各类住房56,063套，比上一年新增158套。按照房屋类型分类，普瓦捷市镇范围内29.0%为独立式住宅，多分布于市区外围；70.0%为集中式住宅，集中分布于老城区及库龙讷里、三城等街区；按照住户类型分类，普瓦捷境内的房屋所有者和租房客占比分别为30%和68.2%，常住房屋占普瓦捷市镇范围内居民建筑总量的89.2%；按照房屋大小分类，普瓦捷8,261户住房的居住面积小于30平方米，3,625户住房的居住面积超过120平方米；按照住房年限分类，普瓦捷境内1919年以前和2005年以后修建的房屋总数分别为5,160户和4,654户。
在住房保障政策方面，2022年，普瓦捷境内共有25,032户家庭获得了住房经济补助，受益人数占总人口数量的27.7%，其中24,882份为房租补助。普瓦捷地区的房屋建设及管理事务由大普瓦捷城市公共社区联合各级政府协调负责，该机构于2019年12月通过了其管辖范围内的2019至2024年区域性住房纲领，后者为当地的住房建设及发展提供了指导性意见。

### 商业

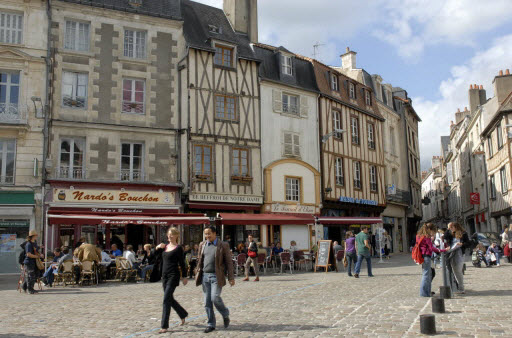
普瓦捷集市广场

2021年，普瓦捷境内共有各类实体商铺1,495家，其中餐厅306家、大型超市17家、杂货店29家、面包房44家、肉铺17家、书店21家、装饰品店4家、银行门店51家、美容美发店98家、汽车维修店63家。
在商业分布方面，普瓦捷镇中心的传统商铺主要集中于勒克莱尔元帅广场至戴高乐广场一带，该区域内的科德利埃通道商业中心（Centre commercial Passage Cordeliers）建成于2001年，是一个由传统街区改造而来的集中式的室内综合商业体，内有Monoprix、Fnac、Zara、潘多拉珠宝、Nocibé等商铺。博略商业中心（Centre commercial de Beaulieu）位于市区东部，是一个集中式综合商业体，其核心为Intermarché商场。南门商业中心（Centre commercial de Porte Sud）位于普瓦捷市区南侧，紧邻高速公路出入口，是一处大型的开放式现代商业街区，区域内建有欧尚、Intersport、Gifi、Boulanger、Chaussea、Picard等购物商场。

### 媒体

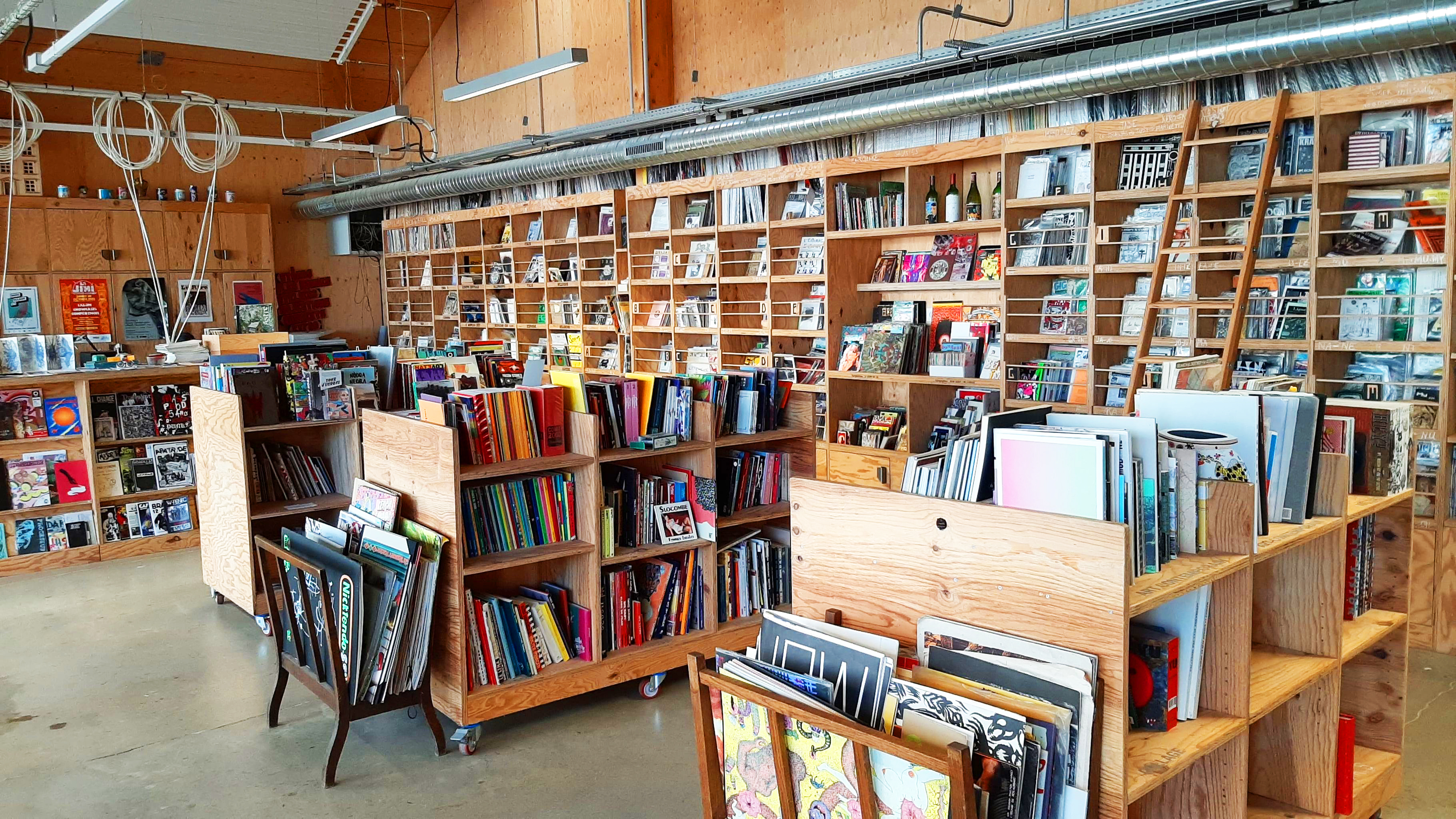
普瓦捷的一处收藏品店

普瓦捷是法国的一个区域性传媒中心。《维埃纳省中央报》创刊于1958年，是维埃纳省的省级报刊，其发行总部位于普瓦捷；《中西部新共和国报》创刊于1944年，总部位于图尔，发行范围覆盖了包括维埃纳省在内的法国中西部共五个省份，是法国重要的地方性媒体；蓝色法兰西普瓦图广播是蓝色法兰西电台的44个地方分支之一，其信号覆盖范围包括维埃纳省和德塞夫勒省。除此之外，法国主要的媒体均可在普瓦捷接收，其中法国电视三台下属的新阿基坦大区频道在部分时段播出普瓦捷所在维埃纳省的地方新闻。NRJ、RMC、RTL、Skyrock、法国天主教广播、法国全国广播、法国音乐广播、Fun广播、云雀广播等电台在普瓦捷设有分支。普瓦捷市政府向当地居民免费发放《Poitiers Mag》杂志，并在Facebook、Twitter、Instagram、YouTube、领英等现代社交媒体平台开设有官方账号。

### 环境

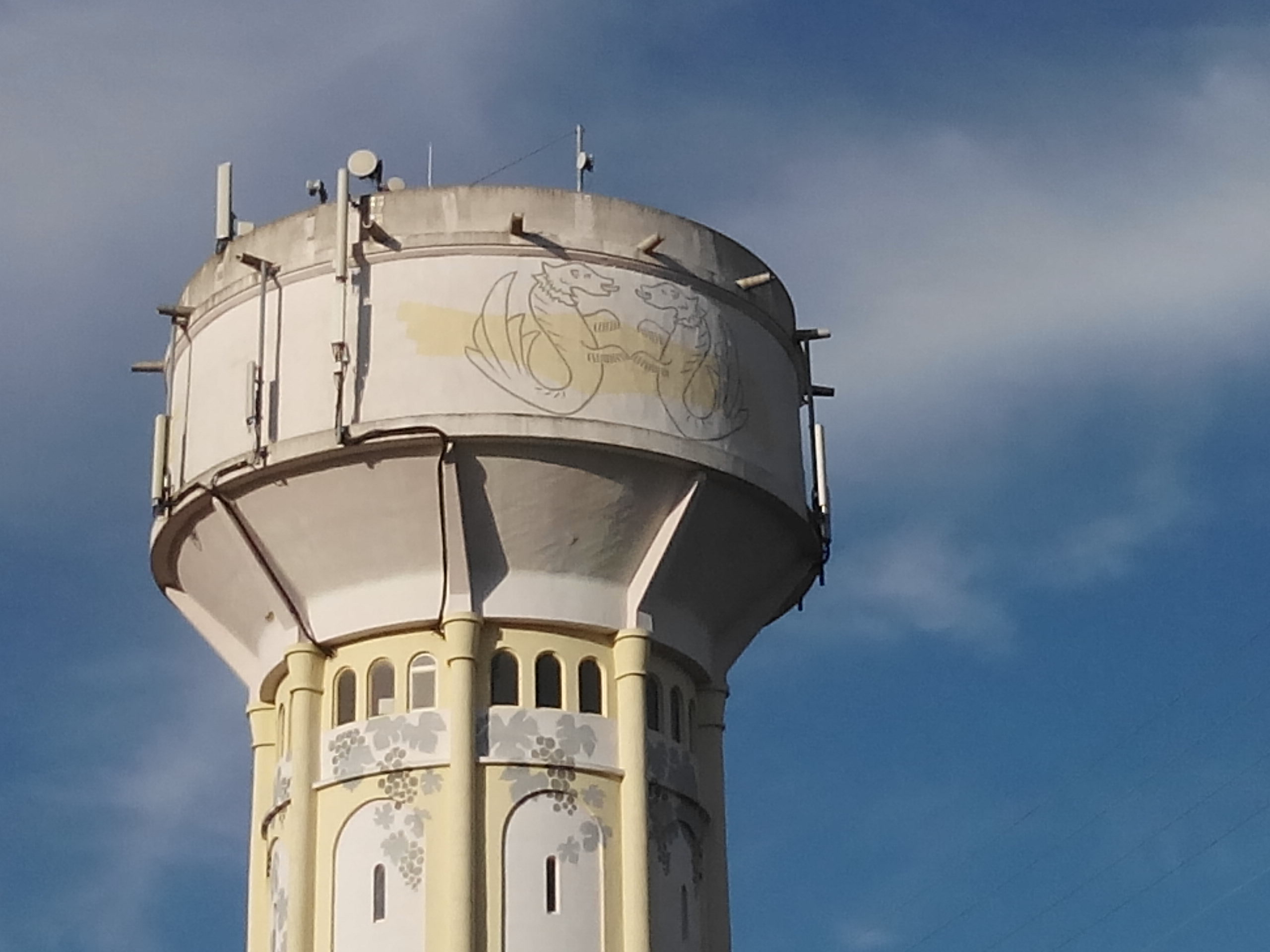
普瓦捷的一处水塔

普瓦捷的环境事务由其所属的大普瓦捷城市公共社区联合各级政府协调负责。截至2024年3月，大普瓦捷城市公共社区内共有12处垃圾处理站，其中两座位于普瓦捷市镇范围内，此外公共社区还定期组织收集当地的生活垃圾。普瓦捷南郊的圣伯努瓦境内建有一处生物降解污水处理中心，2023年底，大普瓦捷城市公共社区提出在当地新增一处污水处理设施的计划。
在环境和污染物监测方面，普瓦捷境内设有一处大气环境监测点，该站点2015年测得当地的二氧化氮浓度为24µg/m³，略低于法国平均值（24.8µg/m³）；悬浮颗粒物（PM10）21µg/m³，略超过于法国平均值（20.8µg/m³）及法国污染临界点（20µg/m³）。与普瓦捷相邻的蒙塔米塞境内设有一处水环境监测点，该地2015年测得水体坤化物浓度为5µg/L、汞化物浓度为0.5µg/L、硝酸盐浓度为19.4mg/L，均超过法国平均水平；磷酸三正丁酯浓度为0.01µg/L，远低于法国平均水平（0.15µg/L）。截至2021年底，普瓦捷境内暂无污染企业。

### 治安
截至2024年3月，普瓦捷市镇范围内共有四处派出所和一处宪兵队。维埃纳省消防救援中心（SDIS de la Vienne）位于普瓦捷市区以北8公里的普瓦图地区沙斯讷伊境内，后者配合安监、医疗等部门负责普瓦捷及整个维埃纳省的消防救援任务。截至2023年1月1日，该队共有218名专业消防救援队员和1,280名志愿者。
普瓦捷警察局的管辖范围（Zone Police de Poitiers）覆盖了包括普瓦捷在内的共7个市镇。2020年，该警区累计记录各类案件6,856起，其中盗窃类案件3,509起，经济类案件1,054起，毒品交易类案件460起。

## 文化
2021年，普瓦捷境内共有4家剧场、3家电影院、6家博物馆和1家音乐厅。普瓦捷境内共有七处多媒体中心或图书馆，此外当地政府还不定期举办各类展览及文化活动。

### 城市形态及人文环境

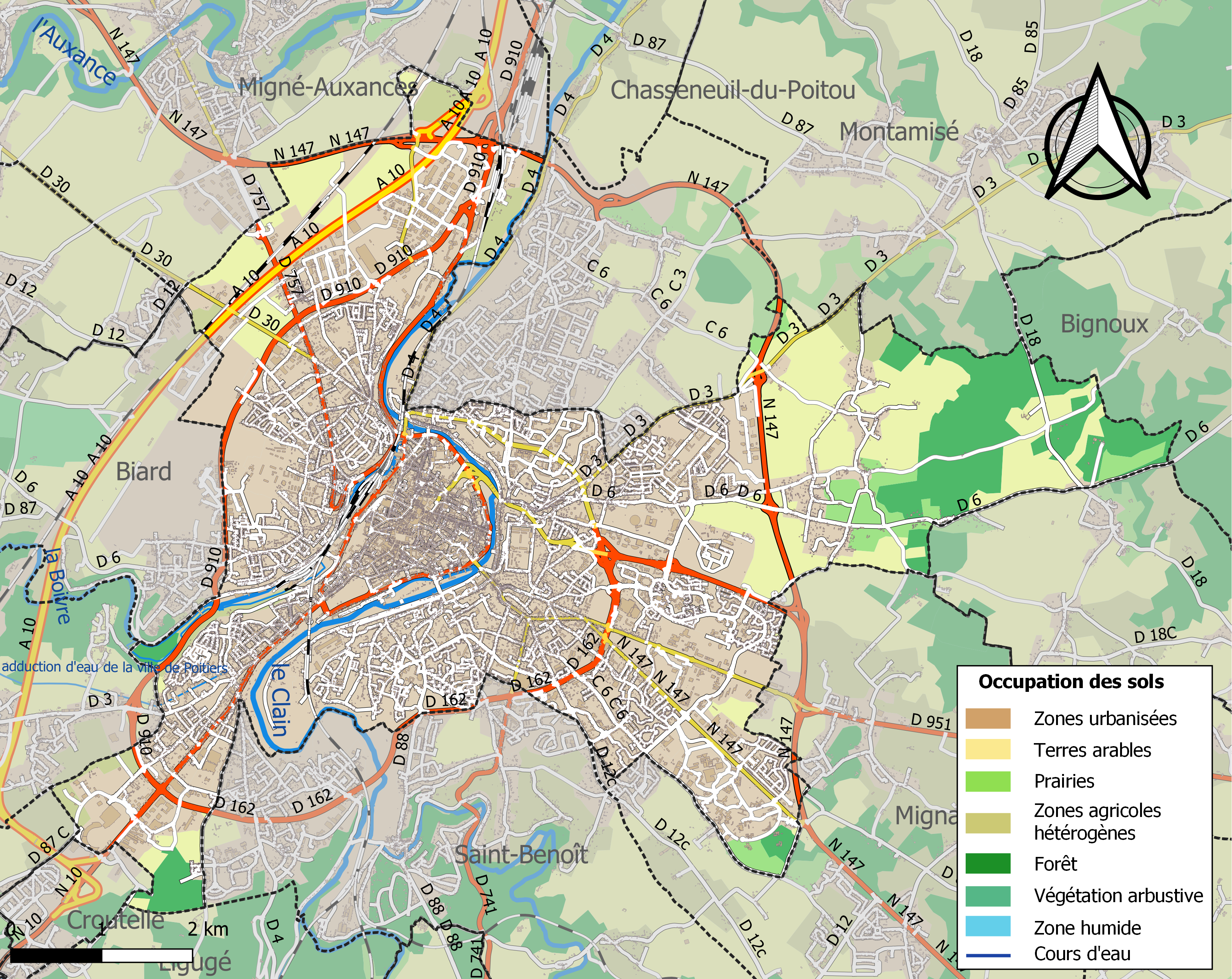
普瓦捷土地利用情况地图
城市用地
耕地
草地
农业用地
林地
绿地
湿地
水域

普瓦捷老城位于一座丘陵之上，地理位置空间狭小，其选址更多出于军事战略考量，但不利于城市建设，普瓦捷城墙外侧的克兰河东岸区域在七世纪时就得到开发。不过，得益于政治和宗教地位，普瓦捷仍然成为了普瓦图-夏朗德地区人口最多的城市，且自中世纪以来，当地的居民数量从未被其他城市超越，而普瓦捷的城市范围在此后的数百年内也长期趋于稳定状态。根据十九世纪中期出版的《总参谋地图》，彼时尽管铁路线已建成，但普瓦捷的城市建设范围仍尚局限于丘陵和河谷地带；而在法国国家地理林业信息研究所1950年出版的地图上，普瓦捷仍未出现明显变化。直至20世纪50年代，普瓦捷城市才开始大幅度向东扩张，当地新建的大学城、大区医院、体育场等设施及高层居民公寓均分布于克兰河东岸，纵贯普瓦捷东部的环城公路以及连接普瓦捷老城和新城间的“Pénétrante”高架桥于1970年建成通车。
相比于同类型城市，尽管普瓦捷所处的普瓦图地区并非传统山地地区，但普瓦捷却有着典型的丘陵城市景观，其中普瓦捷火车站广场与普瓦捷老城之间的高差超过40米。受地形影响，普瓦捷市区内的道路普遍曲折，除沿布瓦夫尔河谷延伸的自由大街（Boulevard de la Libération）外，当地缺乏纵贯市区的城市主干道，而连接周边地区的多数放射状道路也未能延伸至老城区内部。此外，尽管普瓦捷老城的北、东、南三面被克兰河环绕，但由于该河航运价值较低，历史上未能得到大规模的开发利用，故普瓦捷的主要历史建筑及设施均未沿河修建，这也使得该河沿岸的自然景观得以保留。
普瓦捷的城市规划及建设事务由大普瓦捷城市公共社区联合各级政府和机构协调负责，后者为包括普瓦捷在内的共12个市镇制订了地方城市规划方案（PLU），自2013年开始实行，该方案将为普瓦捷市镇范围的城乡发展提供指导性意见；此外，自2021年起，大普瓦捷城市公共社区开始起草制订市际地方城市规划方案（PLUi），计划于2024年4月前在主要市镇举办介绍大会，并预计在2024年底前正式通过，后者将整合包括普瓦捷在内的40个市镇的发展情况，为这一地区的土地利用及开发提供纲领性指导。

### 建筑
普瓦捷是法国艺术与历史之城，境内共有85处法国国家文物保护单位，其中普瓦捷圣母大教堂、大聖依拉略教堂、圣尚德蒙捷讷夫教堂和普瓦捷斗兽场遗址于1840年首批被列入该名单。普瓦捷伯爵宫位于普瓦捷中心，中世纪时曾为普瓦图伯国的府邸，法国大革命后被用作当地的司法宫，自2019年起向公众开放。环绕普瓦捷老城的城墙始建于公元九世纪，后屡次破坏和复建，近代因城市扩张而遭到破坏，现仅南段部分尚保存完整，市区北侧巴黎门环岛中央的图尔迪耶塔曾为一座城门瞭望塔，现为普瓦捷的一处地标性建筑物。
在现代建筑方面，旧普瓦捷市政剧场建于1954年，2008年随着普瓦捷礼堂剧场的建成而关闭，自2012年12月起处于闲置状态；普瓦捷会议中心位于普瓦捷火车站北侧，是一幢现代化的塔楼，共有一个可同时容纳208人的综合大厅以及6间会议室；圣十字博物馆、弗朗索瓦·密特朗多媒体中心（Médiathèque François Mitterrand）等亦是当地的地标性现代建筑物。

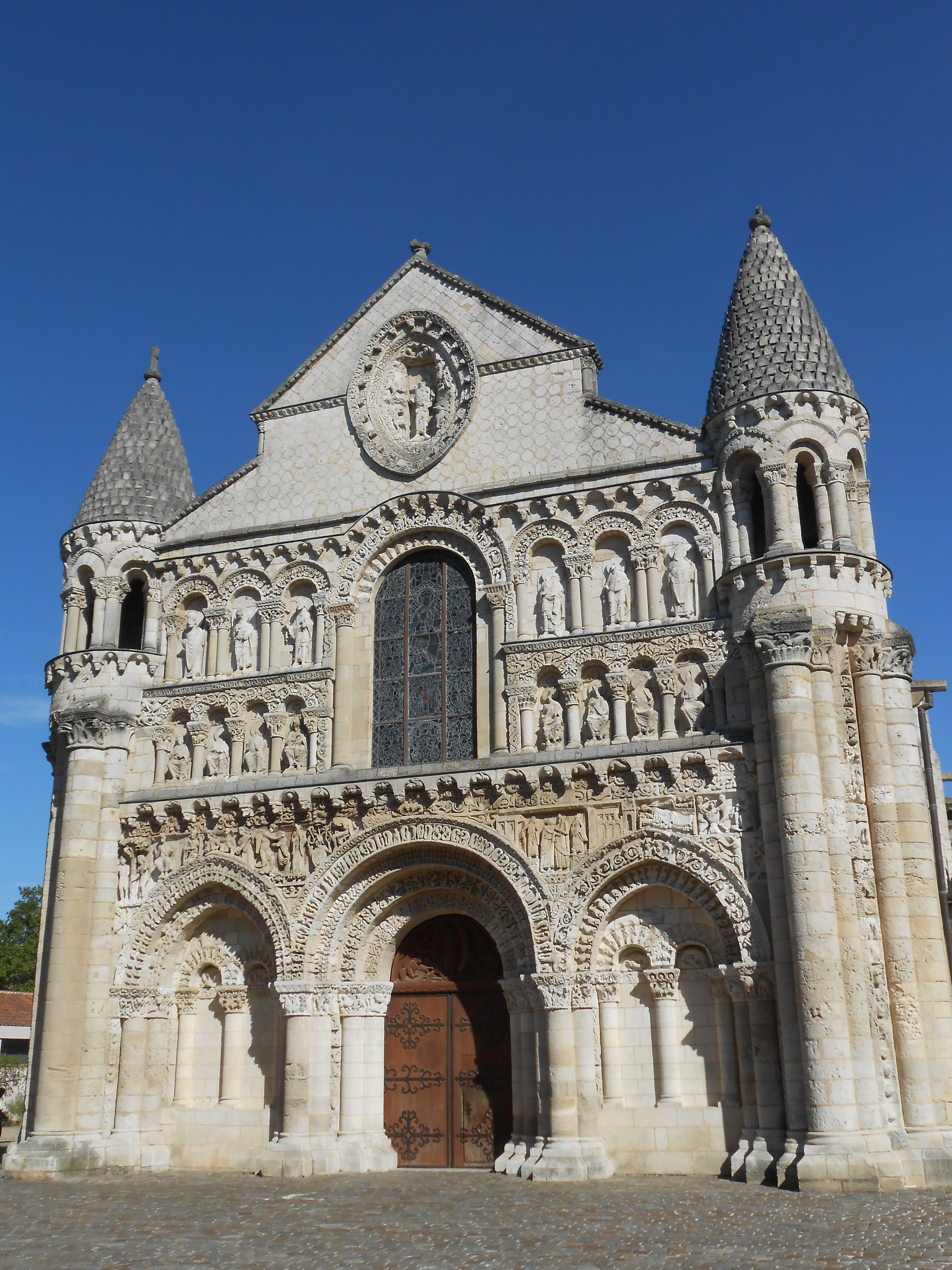
圣母大教堂
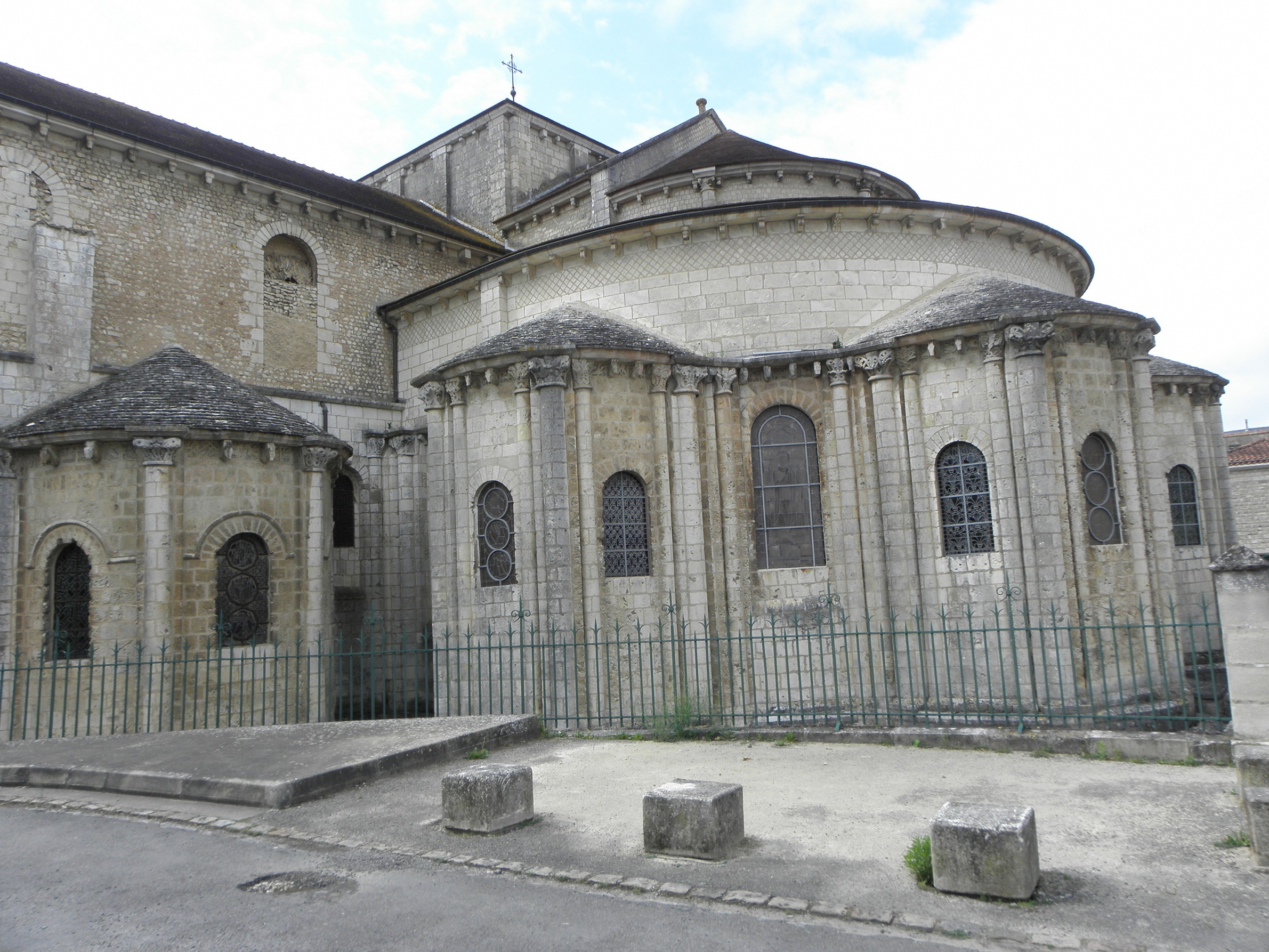
大聖依拉略教堂
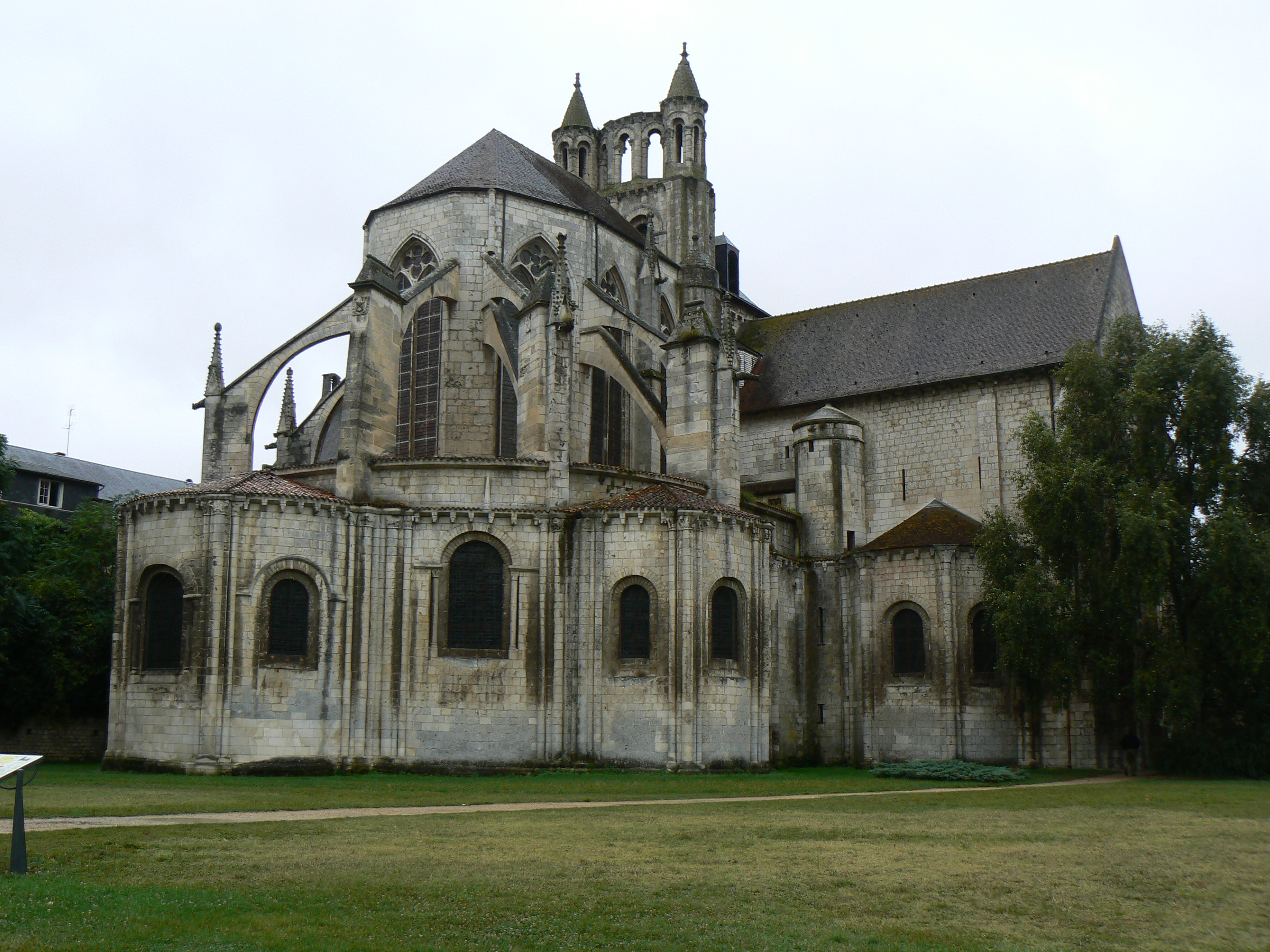
圣尚德蒙捷讷夫教堂
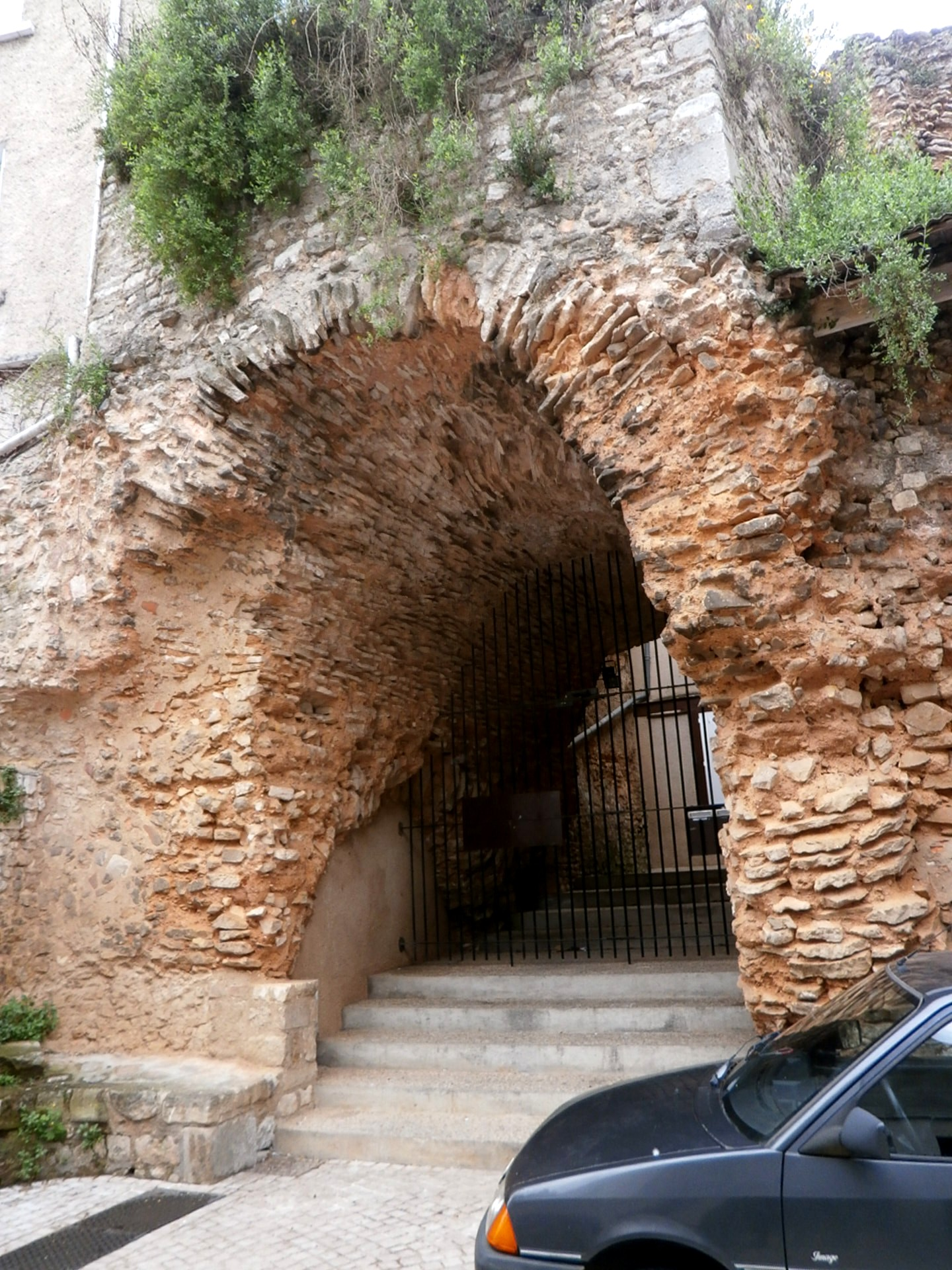
斗兽场遗址
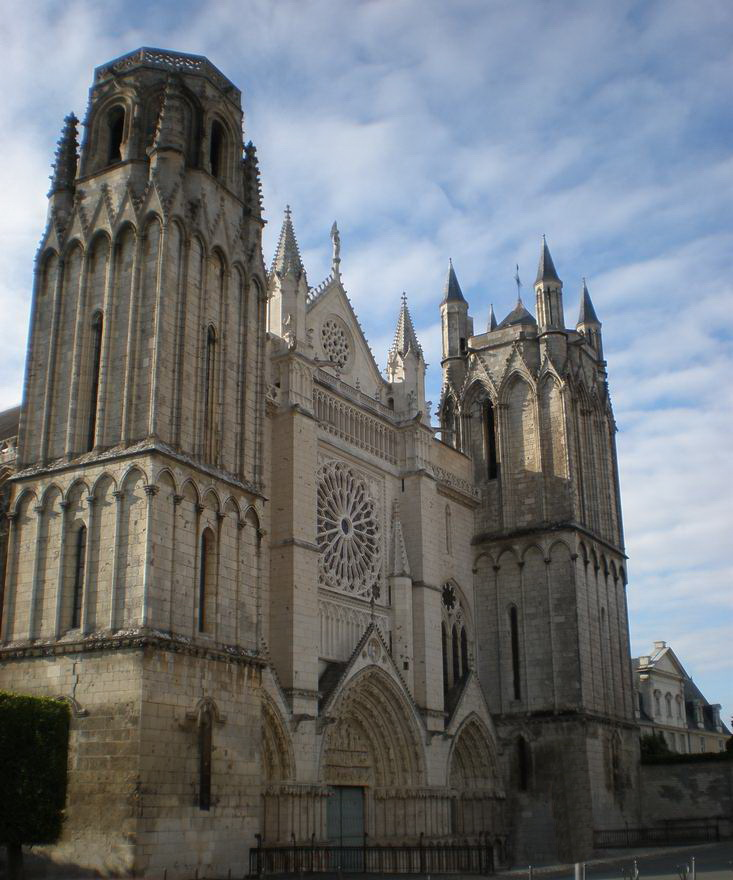
圣伯多禄教堂
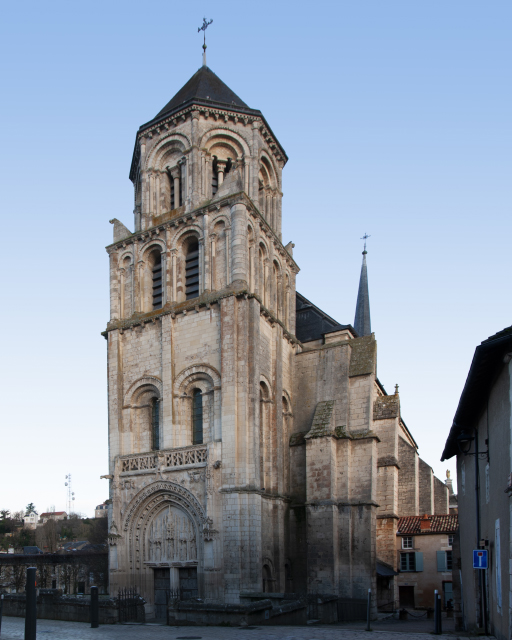
圣拉德贡德教堂
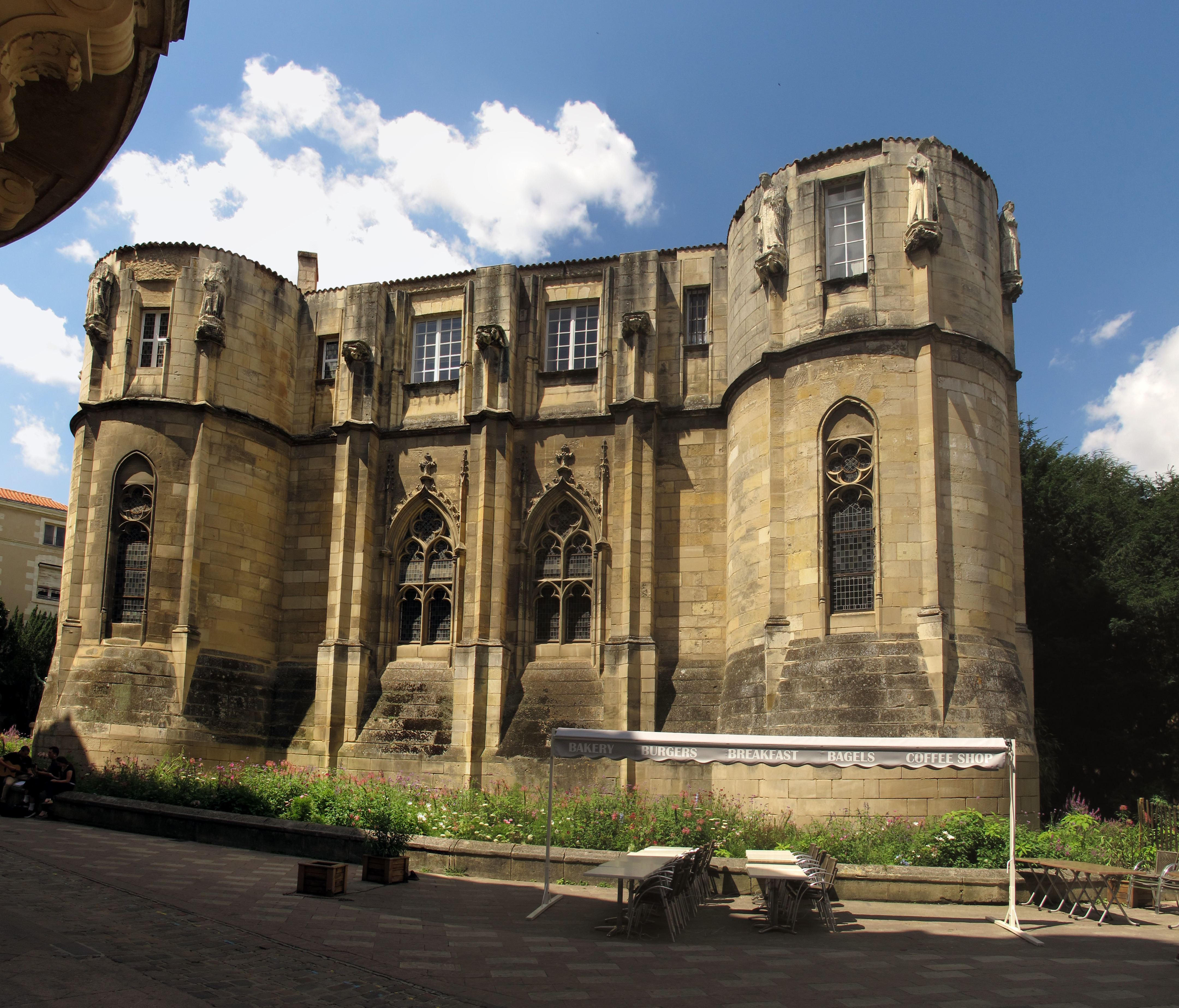
伯爵宫
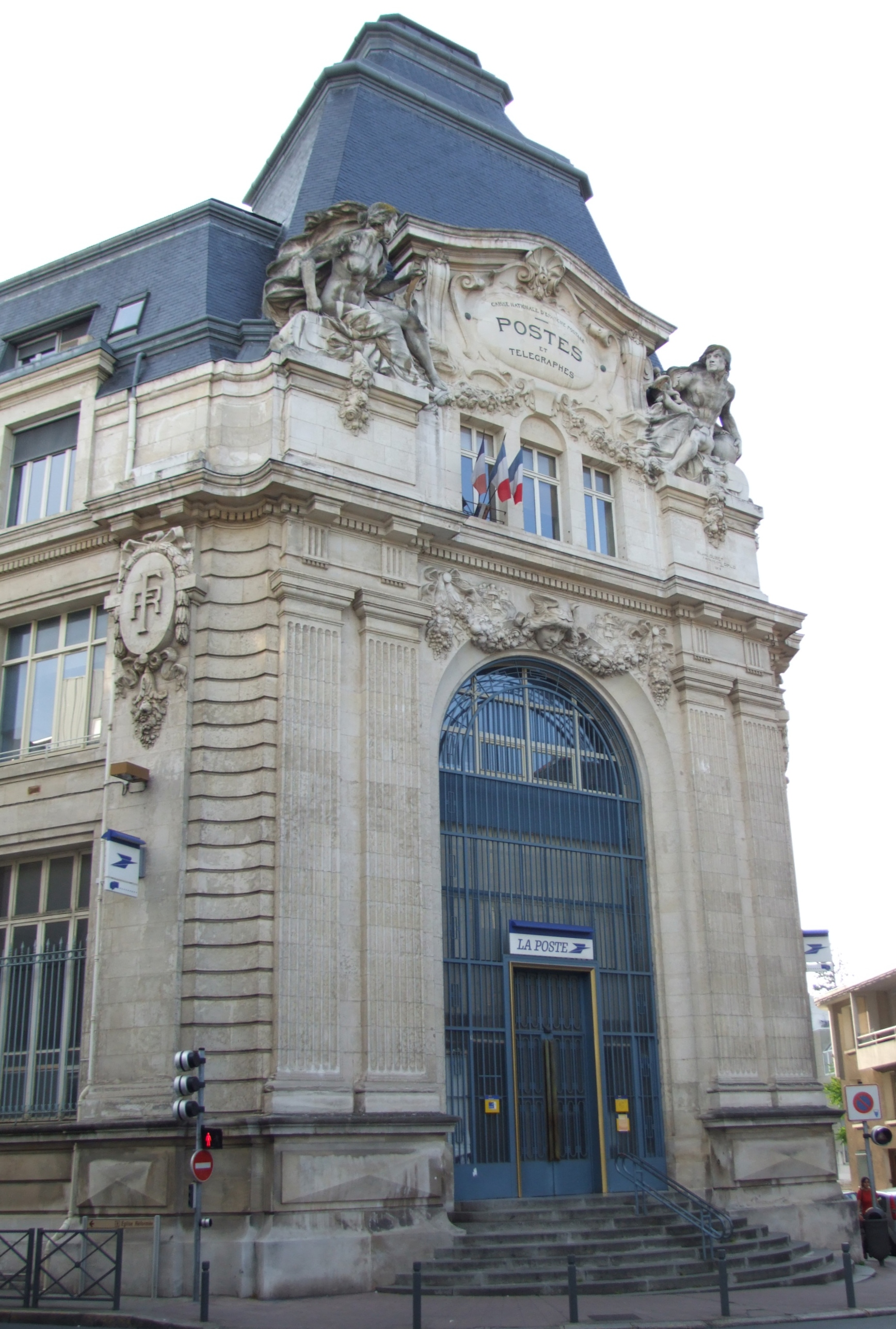
邮政大楼（法语：Hôtel des Postes de Poitiers）
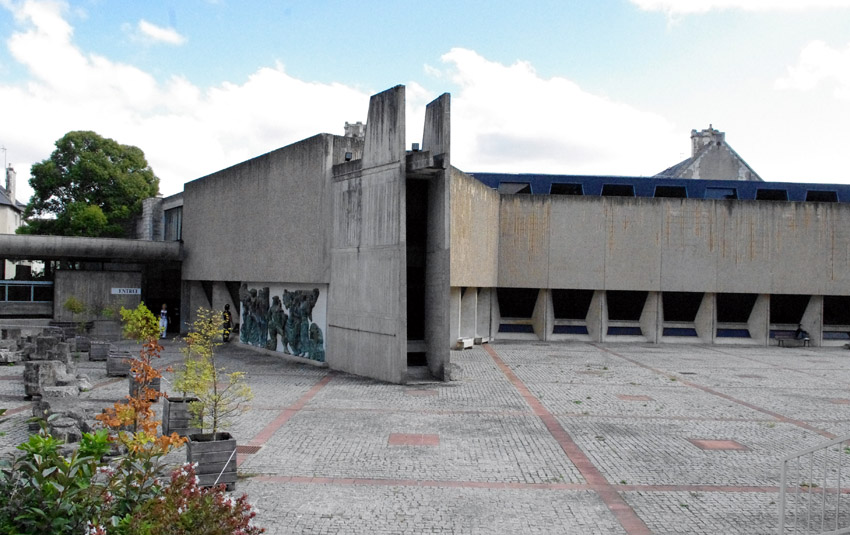
圣十字博物馆

### 宗教

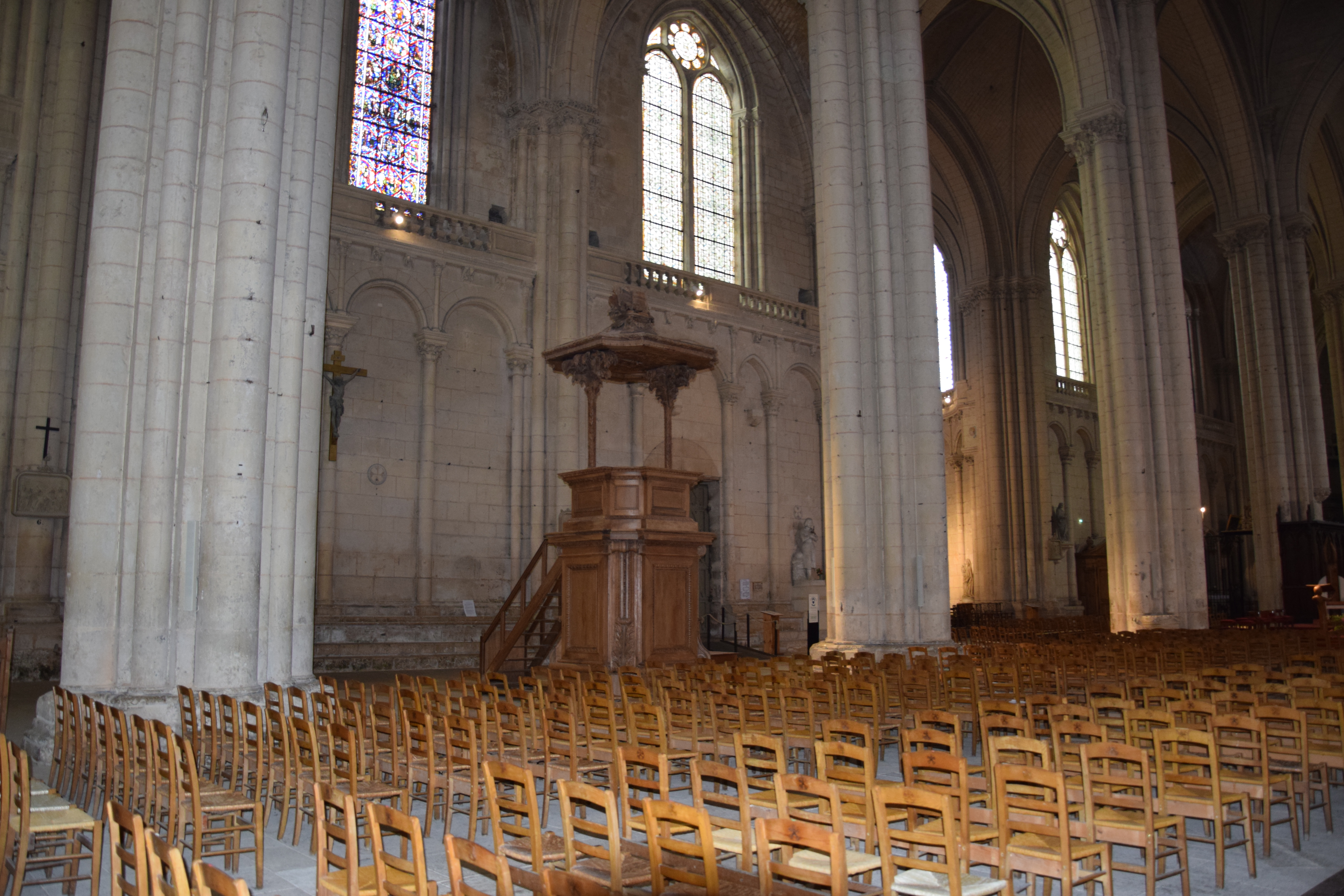
圣伯多禄教堂大厅的教徒坐席

普瓦捷是天主教普瓦捷教省及普瓦捷总教区的首府，后者的范围与维埃纳省和德塞夫勒省重叠，普瓦捷市镇则分属于比安讷勒斯·玛丽-路易丝·特里谢（Bienheureuse Marie-Louise Trichet）、高地圣雅各（Saint-Jacques-des-Hauts）、圣阿涅丝（Sainte-Agnès）和圣三（La Trinité）共四个堂区。位于普瓦捷市中心的圣伯多禄教堂是该教区的主教座所在地，现任主教为帕斯卡·温策，他自2012年起开始担任该职。
在伊斯兰教方面，普瓦捷民间穆斯林于1981年组建了“普瓦捷穆斯林社团”（法語：Communauté Musulmane de Poitiers）。普瓦捷大清真寺始建于2008年，截至2024年3月尚未能竣工，其建设过程中曾遭遇极右翼组织的指责和破坏。
普瓦捷新教教堂建成于1951年，是当地新教徒的主要宗教活动场所。此外普瓦捷市中心还有一座犹太教堂和一处佛教文化中心。

### 旅游
普瓦捷是法国艺术与历史之城，其市区内的主要旅游景点包括各类历史古迹及绿地花园。位于普瓦捷市区以北11公里外的观测未来公园是法国规模最大的电影主题公园，因园内的各类屏幕及投影设施而闻名，该园2022年累计接待游客数量达190万人次，在法国所有现代公园中接待人数排名第四。
普瓦捷的旅游事务由其所属的大普瓦捷城市公共社区联合各级政府协调负责。2023年，普瓦捷境内共有23家酒店共计1,083间房间，其中包括2家四星级酒店、12家三星级酒店、4家二星级酒店和1家一星级酒店。距离普瓦捷最近的露营地为位于普瓦图地区沙斯讷伊境内的市政营地（Camping municipal de Chasseneuil-du-Poitou），后者可容纳28辆露营车。

### 体育

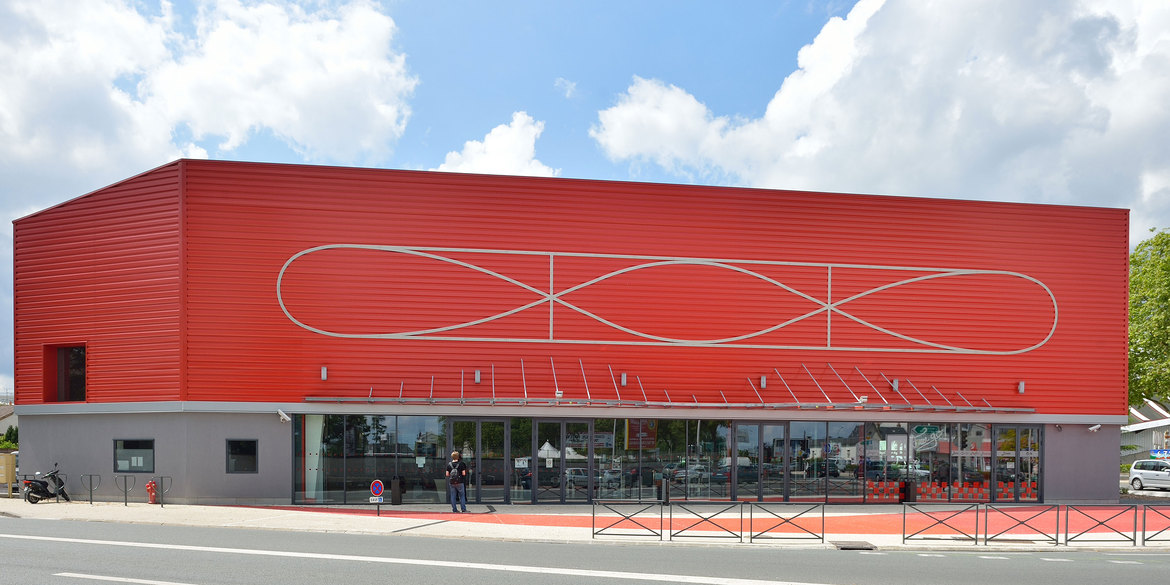
普瓦捷市政溜冰场

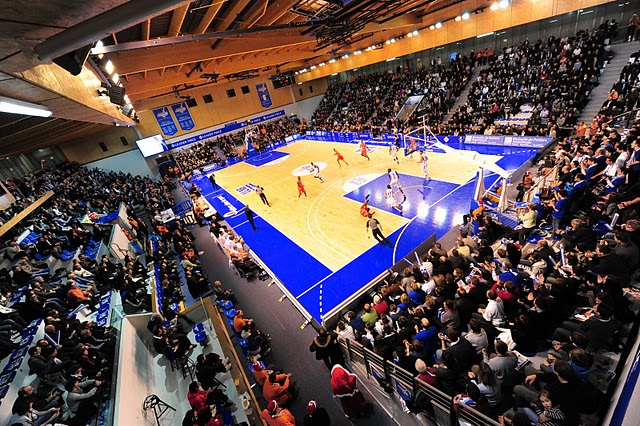
在让-皮埃尔·加尔尼耶综合体育馆比赛中的普瓦捷篮球俱乐部

2021年，普瓦捷境内共有4家游泳池、27间体育馆、3座综合体育场、45处网球场、15处足球或橄榄球场、6处篮球或排球场以及1处高尔夫球场。
截至2024年6月，普瓦捷境内共有15家注册足球俱乐部。普瓦捷足球体育会（编号553111）是当地的代表性足球队，成立于1921年，其主队曾于1970至1974年间及1995至1998年间参加法国足球乙级联赛，2024至2025赛季参加法国全国乙组联赛（法国第四级别），其主场为位于比克瑟罗勒境内的米歇尔·阿芒球场。
除足球外，普瓦捷境内还有近五百支各类体育队伍及社团，覆盖了田径、击剑、武斗、各球类及水上运动等70个休闲和竞技运动项目。普瓦捷排球体育会是普瓦捷地区的一支职业体育俱乐部，成立于1973年，2023至2024赛季参加法国男子排球甲级联赛，历史上曾两次获得该项目的冠军，其主场为弗雷德里克·劳森-博迪体育馆（Salle Frédéric Lawson-Body）；普瓦捷篮球俱乐部是普瓦捷地区的一支职业体育俱乐部，成立于2004年，曾于2009至2010赛季参加法国篮球甲级联赛，2023至2024赛季参加法国篮球乙级联赛，其主场为让-皮埃尔·加尔尼耶综合体育馆（Salle omnisports Jean-Pierre-Garnier）；普瓦捷橄榄球体育会成立于1900年，其男子主队2023至2024赛季参加法国全国橄榄球乙组联赛（法国第五级别），其主场为保罗·雷贝约球场。
1955年、1971年、1978年、1986年、1987年、1989年、1990年、1994年和2020年的环法自行车赛路线经过普瓦捷。自2004年起，当地每年举办普瓦捷-观测未来公园马拉松赛。

### 集会

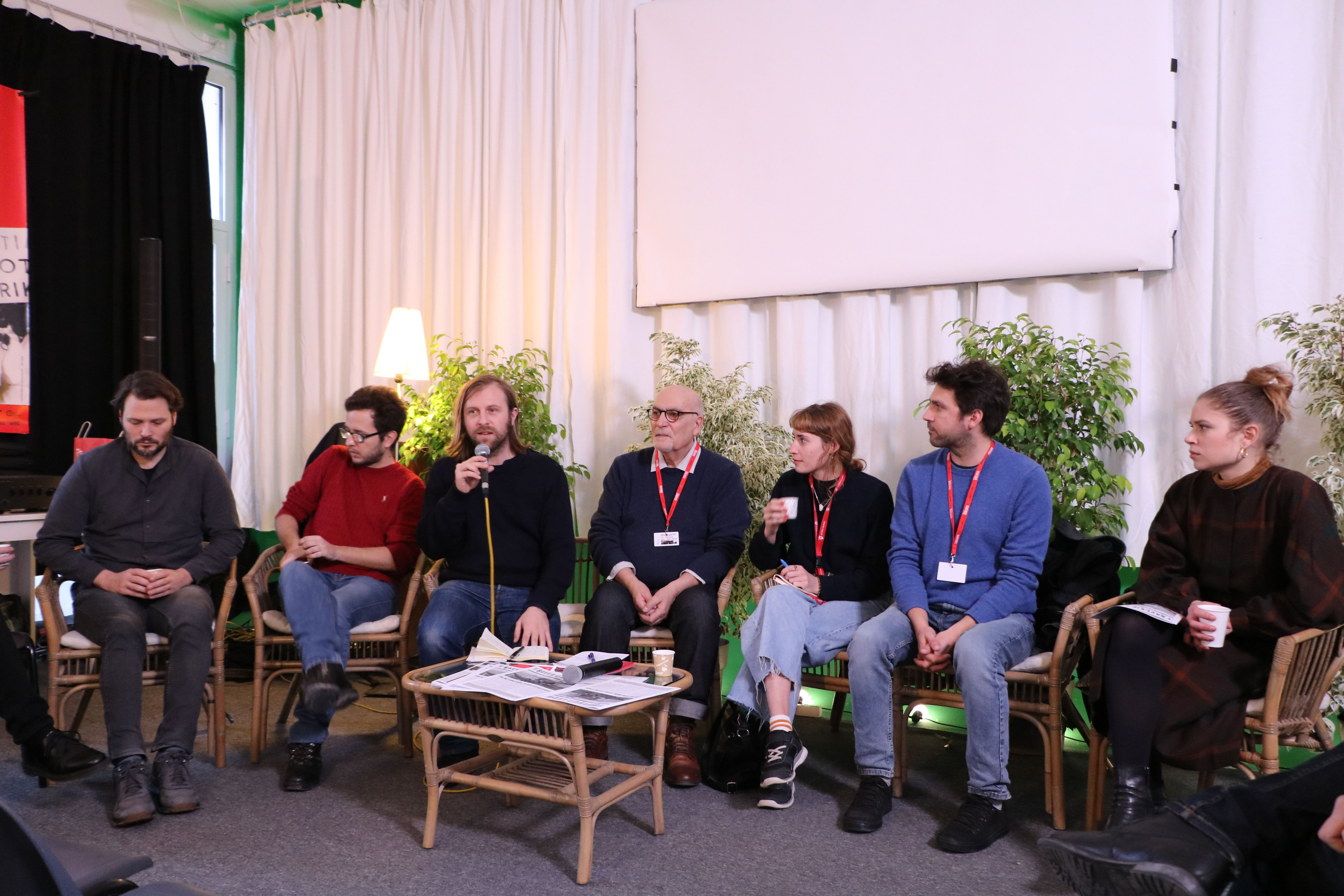
职场拍摄电影节的谈话节目现场

普瓦捷每年开展各类大型集会活动，其中表达艺术节自1996年起每年秋季在普瓦捷举办；由普瓦捷大学社会科学学院学生于2009年创建的职场拍摄电影节和由普瓦捷国立高等工程师学校学生创建的普瓦捷环保电影节分别于每年二月和三月在普瓦捷举办。此外，每年夏季，普瓦捷还将举办艺术、音乐、文学、话剧等文化活动。2014年5月，普瓦捷举办了当地历史上的首次骄傲游行。
在传统生活商贸集市方面，普瓦捷的多个街区每周都会举办各类型的商业集会。普瓦捷市中心每年九月的第一个周末举办旧货大甩卖；当地的圣诞集市则在圣诞节前的一个月内开展。
| 普瓦捷商业集市（部分） | 普瓦捷商业集市（部分） | 普瓦捷商业集市（部分）              | 普瓦捷商业集市（部分）              |
| 交易商品类型           | 集市规模               | 地点或集市名称                      | 举办时间                            |
| ---------------------- | ---------------------- | ----------------------------------- | ----------------------------------- |
| 综合                   | 综合性                 | 圣母大堂集市 （Halle Notre-Dame）   | 每周一至五：6至19点 每周六：7至13点 |
| 综合                   | 区域性                 | 莱库罗讷里集市 （Les Couronneries） | 每周三、日：8点30至13点30           |
| 食品及农副产品         | 区域性                 | 蒙戈尔日集市 （Montgorges）         | 每周三：14至20点                    |
| 食品及农副产品         | 区域性                 | 贝莱尔集市 （Bel-Air）              | 每周五：9至14点                     |
| 食品                   | 区域性                 | 戈捷围集市 （Le Clos Gaultier）     | 每周四：9至14点                     |
| 食品                   | 区域性                 | 贝勒茹阿讷集市 （Bellejouanne）     | 每周五：9至14点                     |

### 美食

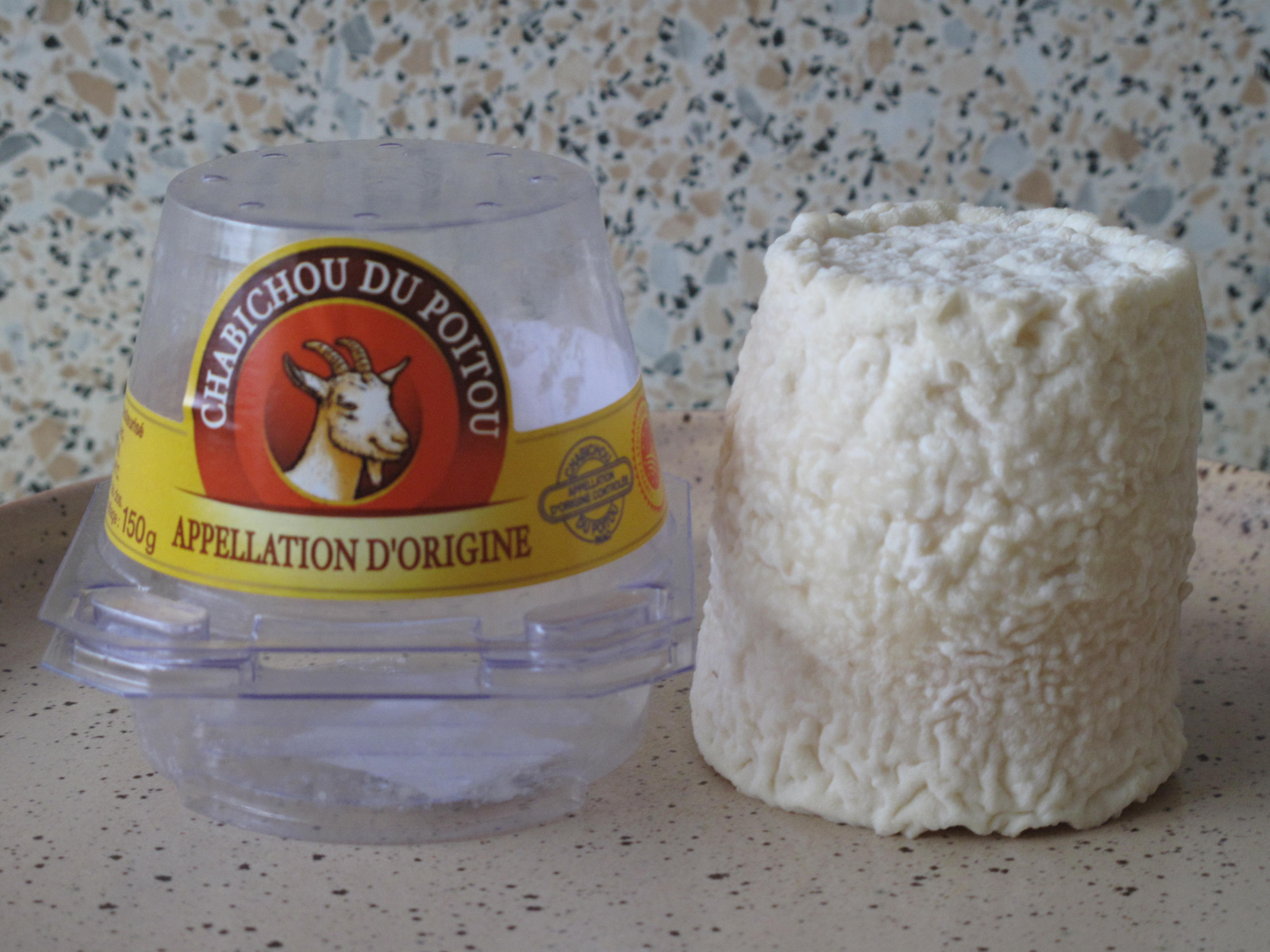
普瓦图沙比舒奶酪

普瓦捷的传统饮食与法国大部分区域接近，当地的地方性特色食品包括普瓦图沙比舒奶酪、普瓦图方块、普瓦图馅饼、奶酪馅饼等。普瓦捷以北十余公里外为上普瓦图葡萄酒产区，后者是卢瓦尔河谷产区的组成部分，自2011年起被列入原产地命名控制。截至2024年3月，普瓦捷境内的Les Archives餐厅被《米其林指南》推荐。在外来食品方面，麦当劳普瓦捷南门店于1992年4月开业，这也是普瓦图-夏朗德地区的首家连锁快餐店，法国大型泰国风味连锁餐厅“Pitaya”于2018年入驻普瓦捷。

### 音乐及影视作品
在音乐方面，普瓦捷因当地的交响乐文化而闻名，新艺术（Art Nova）交响乐团、香榭丽舍交响乐团和新阿基坦室内交响乐团均驻扎于普瓦捷。在现代流行音乐方面，Klone创建于1995年，是普瓦捷的一个前卫金属乐队；Deathspell Omega成立于1998年，是普瓦捷的一个黑金属音乐团体。Food for Mood则是普瓦捷的一个摇滚乐队，曾在法国多地举办过演出。法国饶舌歌手Hayce Lemsi曾在普瓦捷附近的维沃讷监狱服刑，其出狱后曾发布的即兴饶舌作品《Electron Libérable》中对普瓦捷有所提及。
在影视作品方面，法国导演克洛德·米莱尔的电影《小女贼》及由吕克·贝松于1999年导演的《圣女贞德》均曾在普瓦捷取景拍摄。

## 相关人物
法国中世纪哲学家吉尔贝·德拉波雷、现代哲学家米歇尔·福柯、生物学家卡米耶·介朗、人类学家马克·奥热、作家阿贝尔·博纳尔、作曲家路易·维埃纳、画家莱昂·佩罗、医学家让-伊夫·肖夫、政治家让-皮埃尔·阿布兰、法国前总理让-皮埃尔·拉法兰、女权主义者路易莎·索莫诺、主厨若埃尔·罗比雄、花样滑冰运动员布莱恩·茹贝尔、摄影师洛朗·巴厄、电影演员朱尔·贝里、饶舌歌手Gringe、排球运动员安托万·布里扎尔、足球运动员利昂内尔·沙博尼耶、伊莱尔·科纳泰和亚辛·热布尔等人物出生于普瓦捷。
法兰西王国元帅让·德克莱蒙、波旁公爵皮埃尔一世·德·波旁及伯爵戈蒂埃六世·德布里耶纳在1356年的普瓦捷战役中身亡。法兰克中世纪诗人贝南蒂乌斯·福图内特斯、世界卫生组织干事中岛宏和法国语言学家皮埃尔·贝克、音乐家埃迪·路易斯等人物亦逝世于普瓦捷。

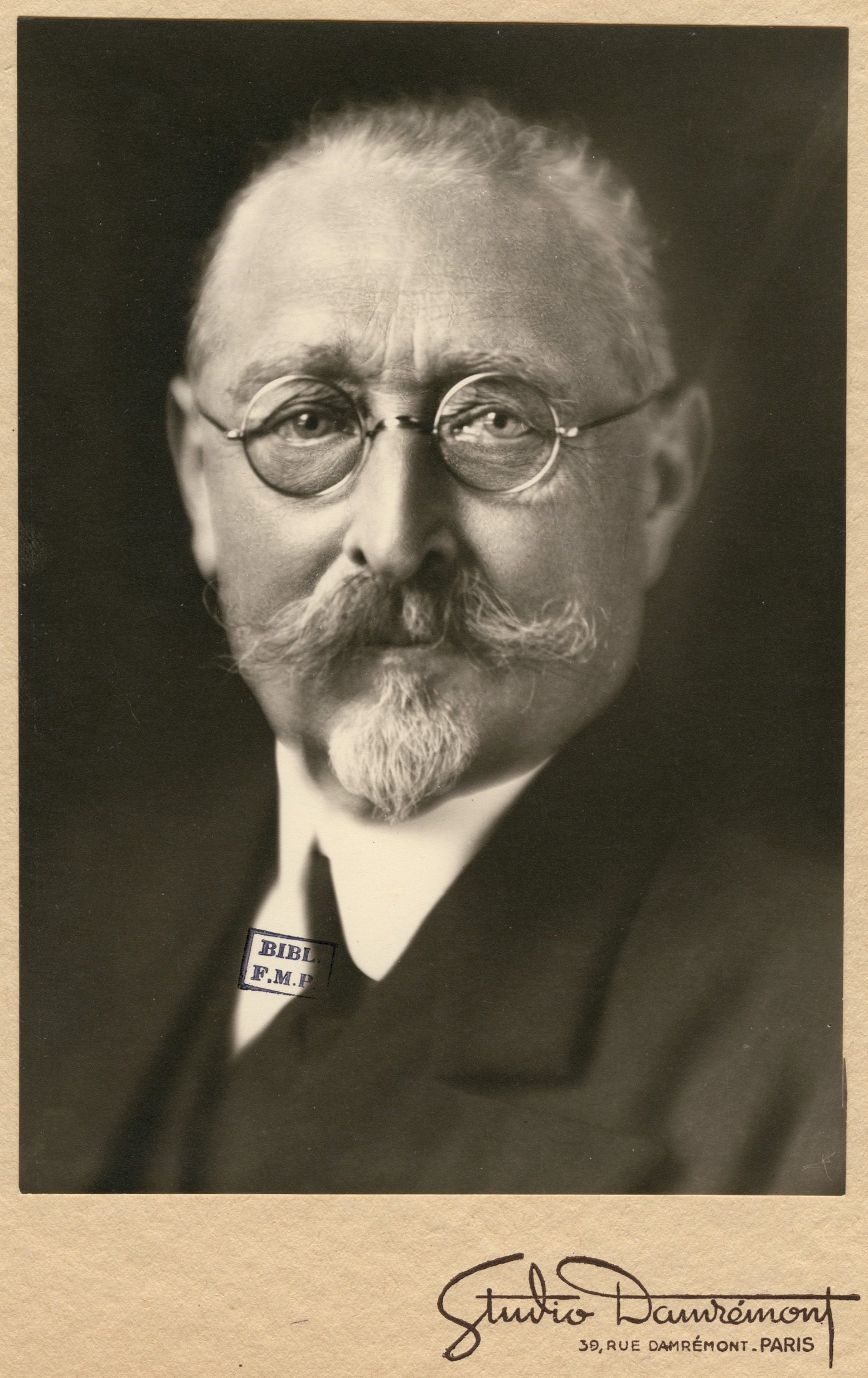
卡米耶·介朗
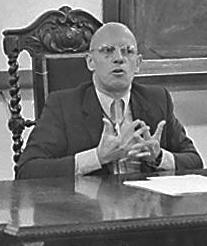
米歇尔·福柯
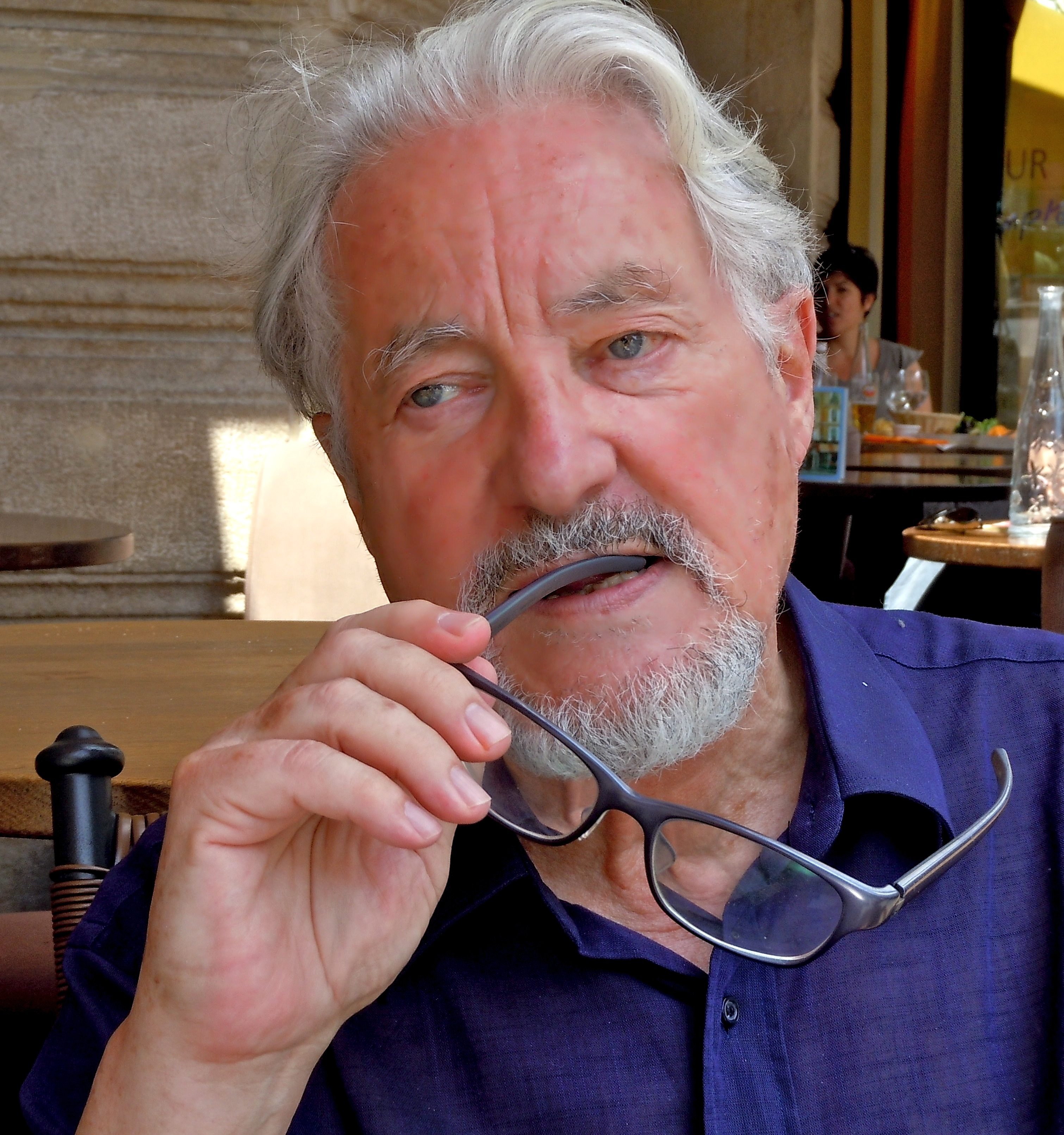
马克·奥热（法语：Marc Augé）
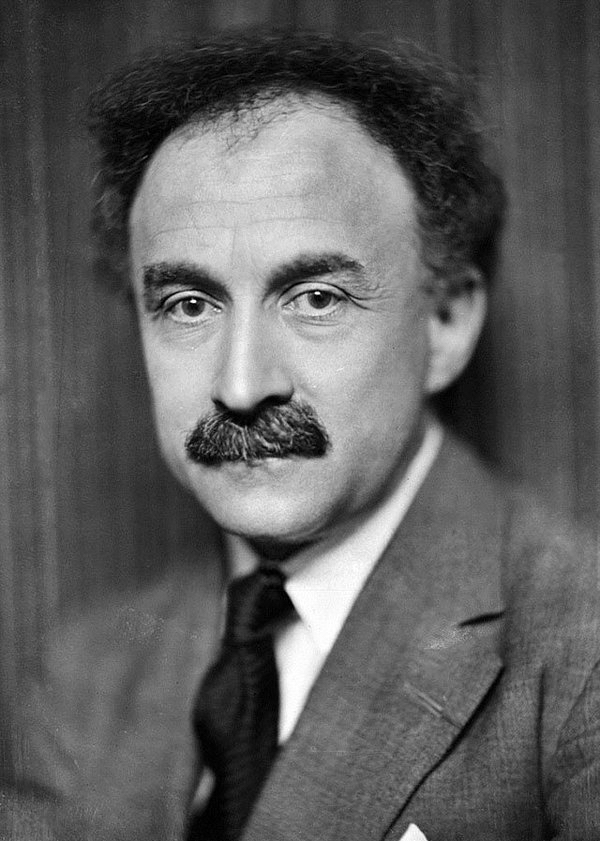
阿贝尔·博纳尔（法语：Abel Bonnard）
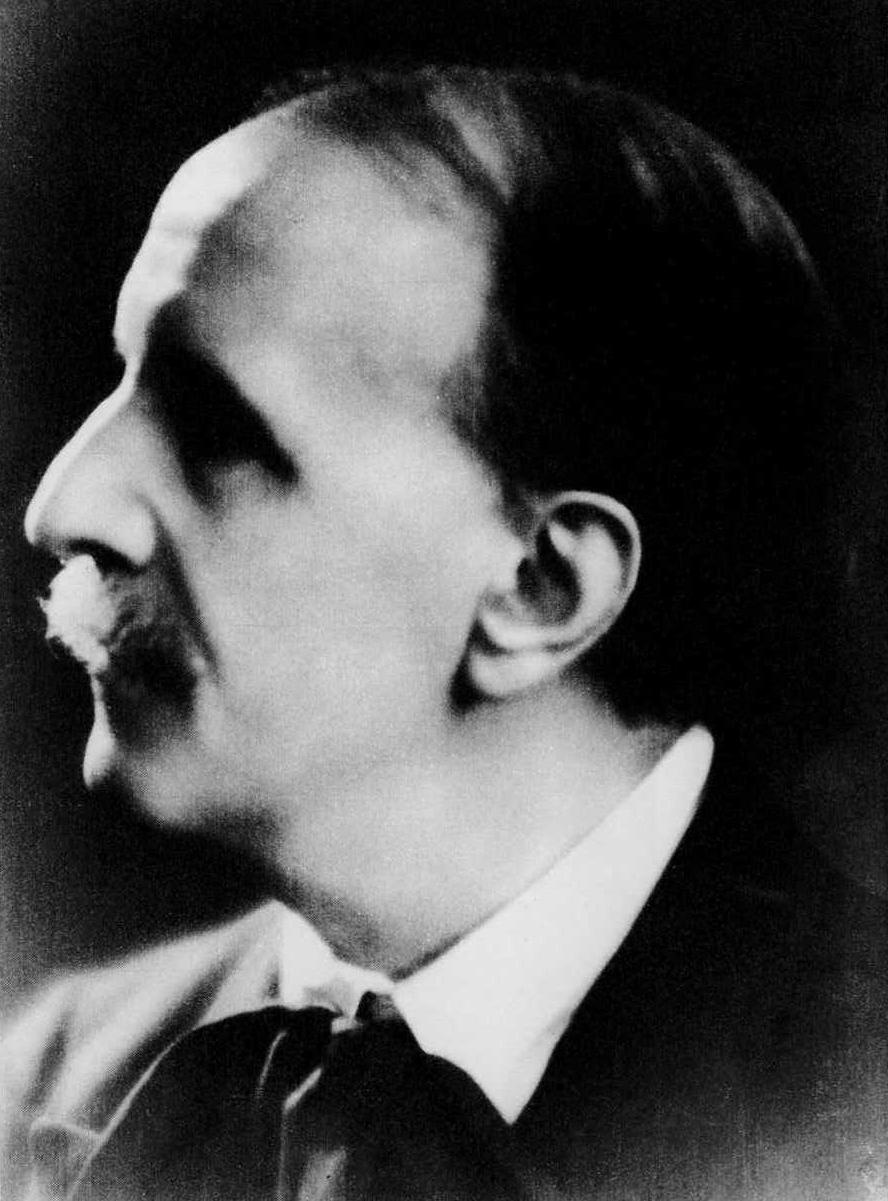
路易·维埃纳
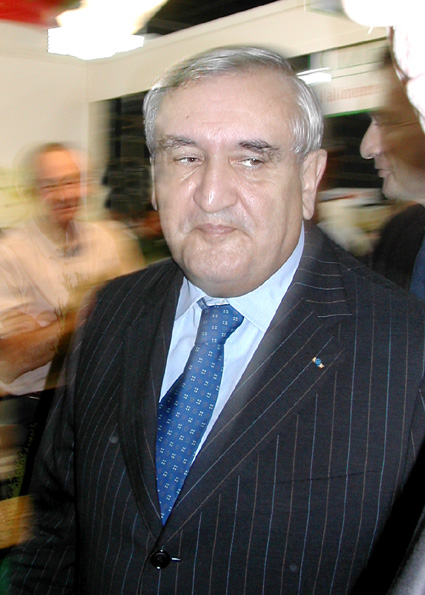
让-皮埃尔·拉法兰
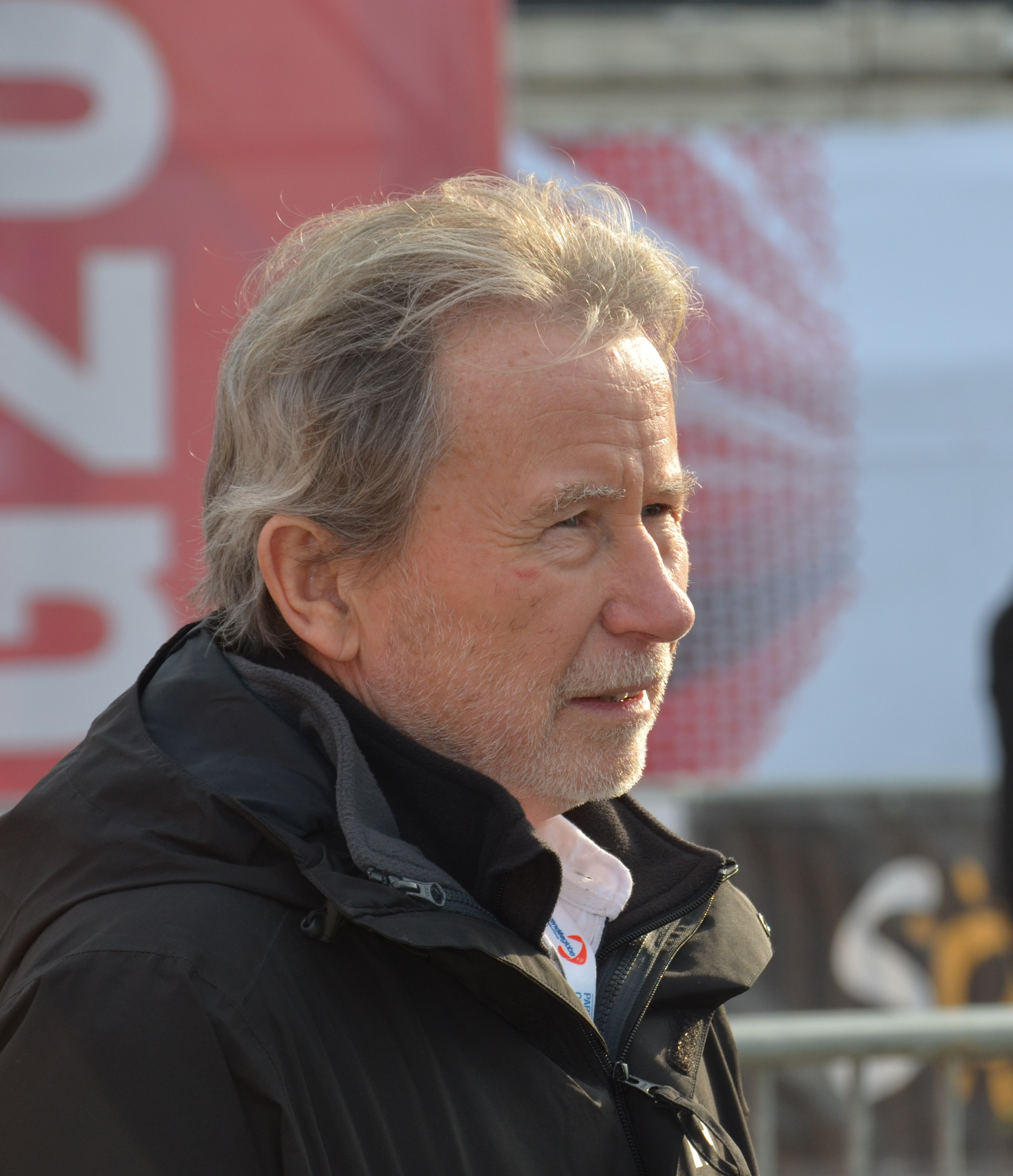
让-伊夫·肖夫（法语：Jean-Yves Chauve）
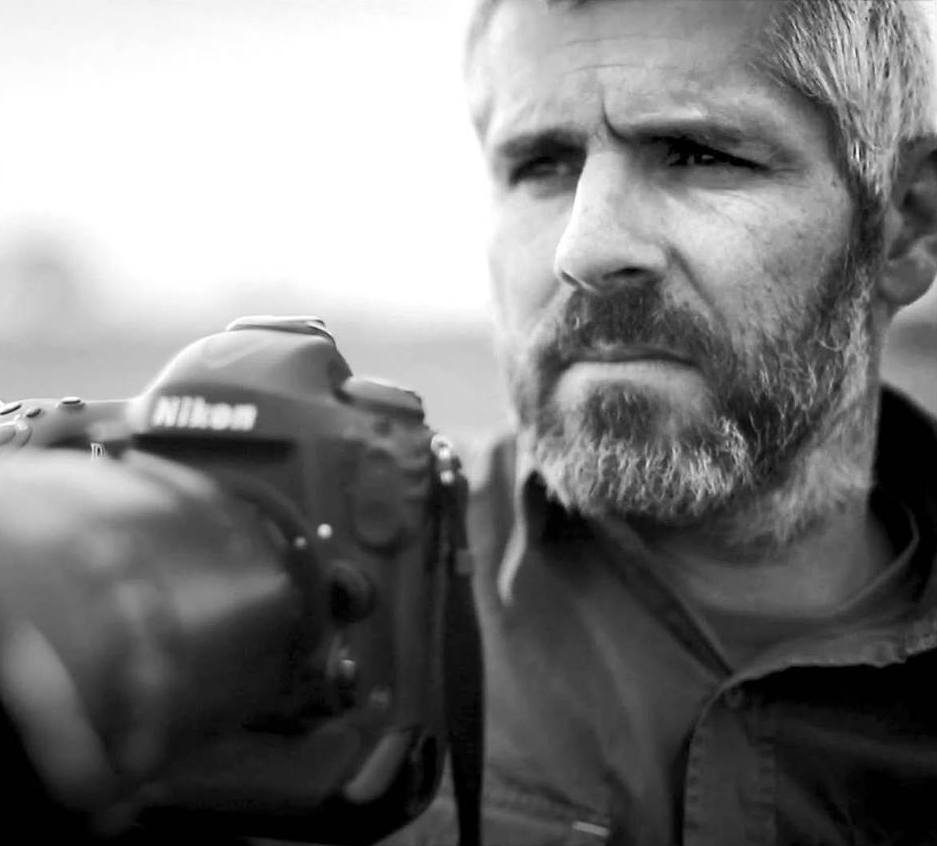
洛朗·巴厄（法语：Laurent Baheux）
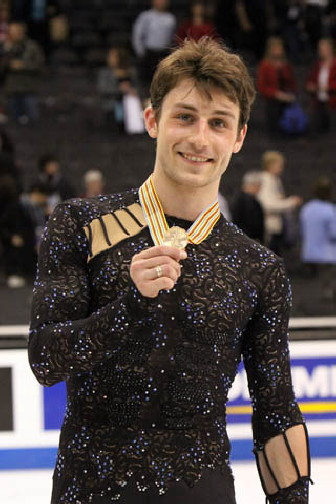
布莱恩·茹贝尔
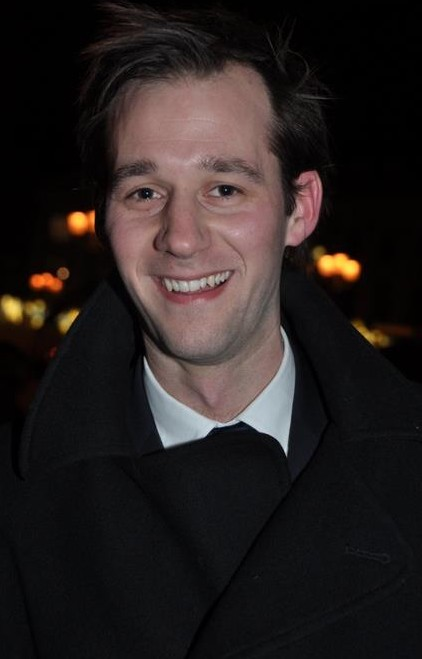
邦雅曼·拉韦尔纳（法语：Benjamin Lavernhe）
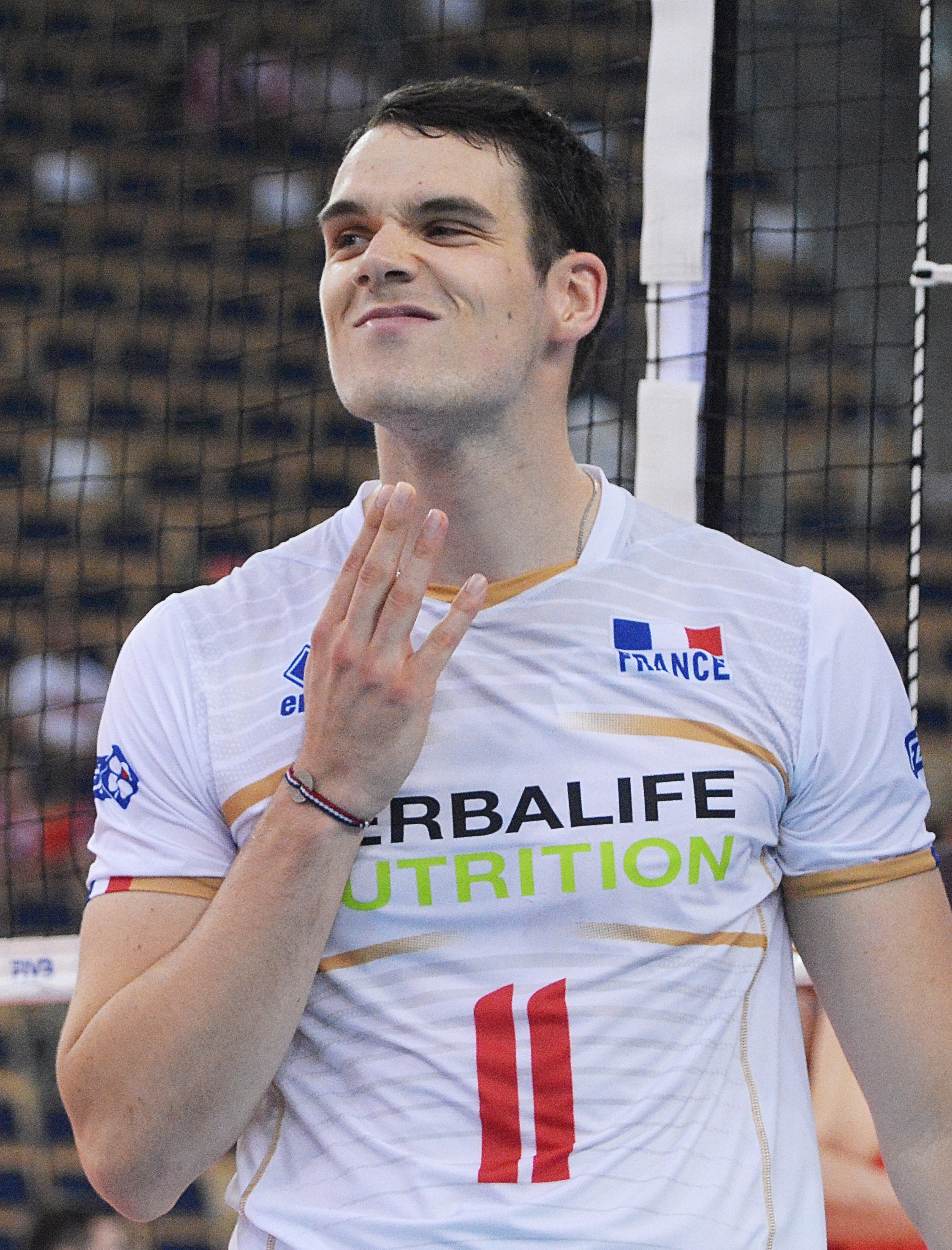
安托万·布里扎尔
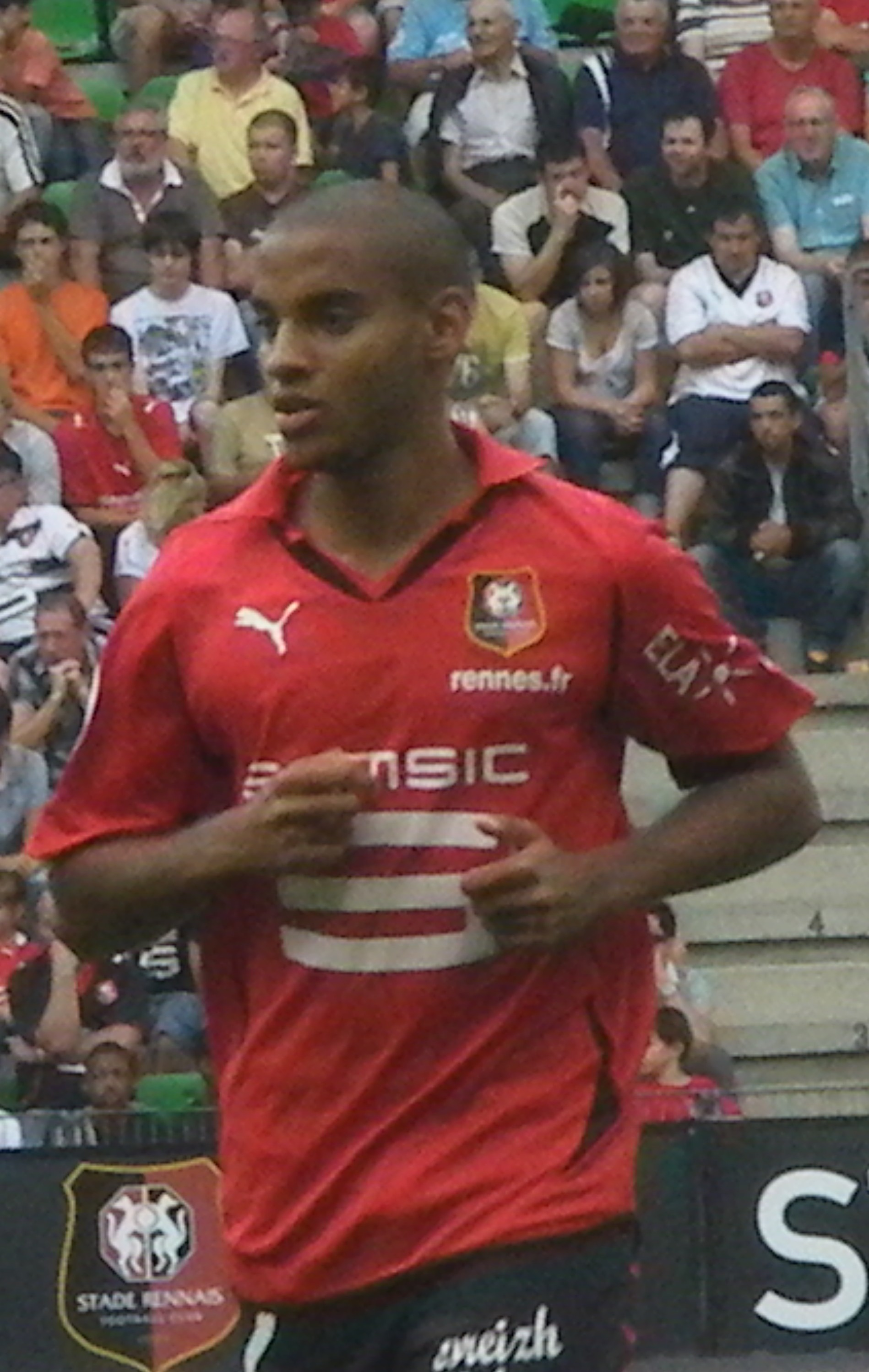
亚辛·热布尔（法语：Yassine Jebbour）

## 对外交流

### 领事馆
截止2024年6月，普瓦捷境内共有一座外国领事馆：
- 布吉納法索驻普瓦捷领事馆

### 友好城市
截止2024年3月，普瓦捷共与七座城市建立了友好城市关系：

| - 英格兰 北安普敦 - 德国 马尔堡 - 美国 拉斐特 - 蒙杜 | - 葡萄牙 科英布拉 - 俄羅斯 雅罗斯拉夫尔 - 羅馬尼亞 雅西 |

## 备注
1. ↑  原文：C'est une ville "sans industrie ni commerce, gueuse et misérable par que fainéante"
2. ↑  原文：Merci les Anciens, au revoir.

### 文献网站
- Jean HIERNARD; Jacques PASQUIER. . GEST. 2016. ISBN 978-2-36746-618-7 （法语）.
- INSEE. . insee.fr.   [2024-03-18]. （原始内容存档于2024-08-14） （法语）.

### 分类资料
历史类
1. ↑  Le Figaro. . lefigaro.fr. 2017-06-15  [2024-03-13]. （原始内容存档于2024-03-14） （法语）.
2. ↑  Ouest France. . ouest-france.fr. 2017-12-09  [2024-03-13]. （原始内容存档于2024-03-14） （法语）.
3. ↑  Xavier Delamarre; Pierre-Yves Lambert. . Hésperides. Paris: Errance. 2008-07. ISBN 2-87772-237-6 （法语）.
4. ↑  Grégor Marchand. . . CNRS. 2007  [2024-03-15]. （原始内容存档于2024-03-15） （法语）.
5. ↑  . lanouvellerepublique.fr. La Nouvelle République. 2016-02-10  [2024-03-15] （法语）.
6. ↑  . leparisien.fr. Le Parisien.   [2024-03-15]. （原始内容存档于2024-03-15） （法语）.
7. ↑  . lanouvellerepublique.fr. La Nouvelle République. 2019-08-11  [2024-03-15] （法语）.
8. ↑  . lanouvellerepublique.fr. La Nouvelle République. 2015-09-14  [2024-03-15] （法语）.
9. ↑  Jean HIERNARD, Jacques PASQUIER, HISTOIRE DE POITIERS, À l'origine, la capitale du peuple gaulois... sur les inscriptions, p17 （法文）
10. ↑  Jean HIERNARD, Jacques PASQUIER, HISTOIRE DE POITIERS, Nous apprenons en effet qu'en 56 av. notre ère...obligent les assaillants à lever le siège et libèrent Duratius et ses partisans, p17-18 （法文）
11. ↑  Gérard Coulon. . Hespérides. Paris: Errance. 2006: 21. ISBN 2-87772-331-3 （法语）.
12. ↑  . lanouvellerepublique.fr. La Nouvelle République. 2017-06-27  [2024-03-15] （法语）.
13. ↑  Jean HIERNARD, Jacques PASQUIER, HISTOIRE DE POITIERS, Une citivas Pictonum, régie depuis Limonum... dans la capitale fédérale des Trois Gaules, à Lyon., p19 （法文）
14. ↑  Jean HIERNARD, Jacques PASQUIER, HISTOIRE DE POITIERS, Un faubourg important a été nettement caractérisé au sud-est du pont Saint-Cyprien, p26 （法文）
15. ↑  . trinitepoitiers.fr.   [2024-03-15] （法语）.
16. ↑  Gustave Bardy. . . 1941  [2024-03-15]. （原始内容存档于2024-01-14） （法语）.
17. ↑  ville de Bordeaux. . bordeaux.fr.   [2024-03-15]. （原始内容存档于2024-05-25） （法语）.
18. ↑  France Archive. . francearchives.gouv.fr.   [2024-03-15]. （原始内容存档于2024-06-01） （法语）.
19. ↑  Jean HIERNARD, Jacques PASQUIER, HISTOIRE DE POITIERS, Son dégoût des moeurs en vigueur chez ses conquérants (en particulier mâles) lui fit quitter son époux et les pays du Nord pour se retirer à Poitiers, ville d'Hilaire et y fonder un monastère, p26 （法文）
20. ↑  Régine Pernoud. . Zodiaque. 1998. ISBN 2-7369-0239-4 （法语）.
21. ↑  . histoire-immigration.fr. 2011-02-08  [2024-03-15]. （原始内容存档于2023-04-05） （法语）.
22. ↑  Le Monde. . lemonde.fr. 2015-06-05  [2024-03-15]. （原始内容存档于2023-08-04） （法语）.
23. ↑  . herodote.net.   [2024-03-15] （法语）.
24. ↑  . lanouvellerepublique.fr. La Nouvelle République. 2018-06-03  [2024-03-15] （法语）.
25. ↑  Jean HIERNARD, Jacques PASQUIER, HISTOIRE DE POITIERS, 854: le premier comte de Poitiers, p43 （法文）
26. ↑  Michel Dillange. . Histoire. Geste. 1995. ISBN 2-910919-09-9 （法语）.
27. ↑  Jean HIERNARD, Jacques PASQUIER, HISTOIRE DE POITIERS, Venus de Scandinavie et des îles britanniques...subissaient toujours de graves dommages, p44 （法文）
28. ↑  Jean HIERNARD, Jacques PASQUIER, HISTOIRE DE POITIERS, détruite par les Normands, elle est reconstruite aussitôt et consacrée en 936., p45 （法文）
29. ↑  . lanouvellerepublique.fr. La Nouvelle République. 2014-07-08  [2024-03-16] （法语）.
30. ↑  . centre-presse.fr. 2017-04-15  [2024-03-16]. （原始内容存档于2024-03-16） （法语）.
31. ↑  . nouvelle-aquitaine-tourisme.com. 2019-11-25  [2024-03-15] （法语）.
32. ↑  . culture-nouvelle-aquitaine.fr. 2022-01-31  [2024-03-16]. （原始内容存档于2024-04-18） （法语）.
33. ↑  Jean HIERNARD, Jacques PASQUIER, HISTOIRE DE POITIERS, À la fin du règne... autour de Bordeaux, p72 （法文）
34. ↑  Jean HIERNARD, Jacques PASQUIER, HISTOIRE DE POITIERS, Il revint à Louis IX de récupérer l'ensemble du Poitou (traité de Paris, 1258)., p72 （法文）
35. ↑  Robert Favreau; Yves-Jean Riou. . . Mémoires de la Société des antiquaires de l'Ouest et des Musées de Poitiers VIII. Poitiers: Société des antiquaires de l'Ouest. 2002: 160. ISBN 2-9519441-0-1 （法语）.
36. ↑  Jean HIERNARD, Jacques PASQUIER, HISTOIRE DE POITIERS, Le 4 octobre 1346, au cour d'une chevauchée...Les Anglo-Gascons restent en Poitou jusqu'en 1351., p72 （法文）
37. ↑  . herodote.net. 2022-09-15  [2024-03-15]. （原始内容存档于2024-07-07） （法语）.
38. ↑  Jean HIERNARD, Jacques PASQUIER, HISTOIRE DE POITIERS, Le temps ne sont guère aux constructions d'églises ni à la fondation des couvents...au bas de la Grande-Rue, p78 （法文）
39. ↑  . la-guerre-de-cent-ans-et-nous.com. 2021-09-16  [2024-03-15]. （原始内容存档于2024-05-30） （法语）.
40. ↑  Jean HIERNARD, Jacques PASQUIER, HISTOIRE DE POITIERS, la ville bénéficie du mécénat du comte apanagiste Jean, duc de Berry...au dessus de l'aumônerie de Notre-Dame, p79-80 （法文）
41. ↑  Monique Morgat-Bonnet. . Institut d'histoire du droit Jean Gaudemet. 2002  [2024-03-15]. （原始内容存档于2024-03-15） （法语）.
42. ↑  Jean HIERNARD, Jacques PASQUIER, HISTOIRE DE POITIERS, Tel est le contexte historique troublé dans lequel Jeanne parvient à Poitiers... Jeanne d'Arc va pouvoir mener sa mission et entrer dans l'Histoire de France, p84-85 （法文）
43. ↑  .   [2019-12-19]. （原始内容存档于2021-02-02）.
44. ↑  Jean HIERNARD, Jacques PASQUIER, HISTOIRE DE POITIERS, Un désir de renouveau spirituel, né en Flandre et dans l'Empire... étatismes royaux ou princiers, p92 （法文）
45. ↑  Carrière Victor; Pierre Dez. . . 1938: 487  [2024-03-16]. ISSN 2109-9502. （原始内容存档于2024-03-19） （法语）.
46. ↑  . poitiers.epudf.org.   [2024-03-15]. （原始内容存档于2024-03-16） （法语）.
47. ↑  Jean HIERNARD, Jacques PASQUIER, HISTOIRE DE POITIERS, La ville est en train de basculer peu à peu dans l'hérésie (à partir de 1537)... du couvent des augustins, au Marché Vieil., p93 （法文）
48. ↑  Jean HIERNARD, Jacques PASQUIER, HISTOIRE DE POITIERS, Du 24 juillet au septembre 1569, Poitiers fut assiégé par une armée protestante...obligea Coligny à lever le siège, p93 （法文）
49. ↑  . . École nationale des chartes.   [2024-03-16]. （原始内容存档于2022-01-11） （法语）.
50. ↑  Jean HIERNARD, Jacques PASQUIER, HISTOIRE DE POITIERS, Les guerres de Religion sont terminées en ce début de XVIIe... peuplé de 20 à 25 000 habitants, p105 （法文）
51. ↑  Jean HIERNARD, Jacques PASQUIER, HISTOIRE DE POITIERS, Les troubles reflètent aussi la résistance de la ville...la révolte des Croquants dans les campagnes, p105 （法文）
52. ↑  . francearchives.gouv.fr.   [2024-03-17]. （原始内容存档于2024-03-17） （法语）.
53. ↑  Jean HIERNARD, Jacques PASQUIER, HISTOIRE DE POITIERS, Louis XIV et Anne d'Autriche, p113 （法文）
54. ↑  Jean HIERNARD, Jacques PASQUIER, HISTOIRE DE POITIERS, Quatre abbayes bénéfictines et cinq chapitres, p126 （法文）
55. ↑  Jean HIERNARD, Jacques PASQUIER, HISTOIRE DE POITIERS, Une statue de Louis XIV sur la place Royale, p115 （法文）
56. ↑  Jean HIERNARD, Jacques PASQUIER, HISTOIRE DE POITIERS, L'élevage des vers à soie, p145 （法文）
57. ↑  Jean HIERNARD, Jacques PASQUIER, HISTOIRE DE POITIERS, Cinq portes pour entrer dans la ville, p143 （法文）
58. ↑  Jean HIERNARD, Jacques PASQUIER, HISTOIRE DE POITIERS, Le Gros Horloge démoli, p151 （法文）
59. ↑  Jean HIERNARD, Jacques PASQUIER, HISTOIRE DE POITIERS, La construction du pont Neuf, p155 （法文）
60. ↑  Jean HIERNARD, Jacques PASQUIER, HISTOIRE DE POITIERS, Le soucis de l'hygiène grandit au fil du siècle... suscite des résistance., p150 （法文）
61. ↑  Jean HIERNARD, Jacques PASQUIER, HISTOIRE DE POITIERS, La diligence assure six liaisons aller-retour par semaine entre Paris et Poitiers., p143 （法文）
62. ↑  Jean HIERNARD, Jacques PASQUIER, HISTOIRE DE POITIERS, Bien que capitale provinciale du Poitou...sont beaucoup moins aisées., p143 （法文）
63. ↑  Jean HIERNARD, Jacques PASQUIER, HISTOIRE DE POITIERS, L'urbanisme poitevin en général est critiqué..."sale" et "mal bêtie"., p150 （法文）
64. ↑  Jean HIERNARD, Jacques PASQUIER, HISTOIRE DE POITIERS, Dès l'été 1789, Poitiers craint la disette...provoque "une alarme épouvantable"., p160 （法文）
65. ↑  Jean HIERNARD, Jacques PASQUIER, HISTOIRE DE POITIERS, Finalement, l'ancien Poitou donne naissance à trois départements...et d'un tribunal criminel., p161 （法文）
66. ↑  Cassini. . cassini.ehess.fr.   [2024-03-22]. （原始内容存档于2023-11-15） （法语）.
67. ↑  Cassini. . cassini.ehess.fr.   [2024-03-22]. （原始内容存档于2023-04-27） （法语）.
68. ↑  . svowebmaster.free.fr.   [2024-03-17]. （原始内容存档于2024-03-17） （法语）.
69. ↑  . svowebmaster.free.fr.   [2024-03-17]. （原始内容存档于2024-03-17） （法语）.
70. ↑  Université de Poitiers. . univ-poitiers.fr.   [2024-03-17]. （原始内容存档于2024-03-17） （法语）.
71. ↑  . lanouvellerepublique.fr. La Nouvelle République. 2022-10-05  [2024-03-17] （法语）.
72. ↑  . francearchives.gouv.fr.   [2024-03-17]. （原始内容存档于2024-03-17） （法语）.
73. ↑  Jean HIERNARD, Jacques PASQUIER, HISTOIRE DE POITIERS, Pour la nouvelle préfecture..."Du Guesclin délivrant Poitiers des Anglais en 1372", p188-196 （法文）
74. ↑  . amtuir.org.   [2024-03-17]. （原始内容存档于2024-03-17） （法语）.
75. ↑  France Bleu. . francebleu.fr. 2018-11-07  [2024-03-17]. （原始内容存档于2024-03-17） （法语）.
76. ↑  France 3. . france3-regions.francetvinfo.fr. 2017-08-15  [2024-03-17]. （原始内容存档于2024-03-17） （法语）.
77. ↑  . lanouvellerepublique.fr. La Nouvelle République. 2019-01-29  [2024-03-17] （法语）.
78. ↑  France Bleu. . francebleu.fr. 2013-06-18  [2024-03-17]. （原始内容存档于2024-03-17） （法语）.
79. ↑  Centre Presse.  (pdf). centre-presse.fr. 2013-06-13  [2024-03-17]. （原始内容存档 (PDF)于2024-03-17） （法语）.
80. ↑  . lanouvellerepublique.fr. La Nouvelle République. 2023-12-03  [2024-03-17] （法语）.
81. ↑  France Bleu. . francebleu.fr. 2021-09-05  [2024-03-17]. （原始内容存档于2024-03-17） （法语）.
82. ↑  Jean Robert. . . 1970  [2024-03-17]. （原始内容存档于2024-08-14） （法语）.
83. ↑  . legifrance.gouv.fr. 1956-12-06  [2024-03-17]. （原始内容存档于2024-06-14） （法语）.
84. ↑  Le Monde. . francebleu.fr. 1961-06-01  [2024-03-17]. （原始内容存档于2024-03-17） （法语）.
85. ↑  Jean HIERNARD, Jacques PASQUIER, HISTOIRE DE POITIERS, 26 000 étudiants à l'université... maison des étudiants, école d'ingénieur..., p230 （法文）
86. ↑  Jean HIERNARD, Jacques PASQUIER, HISTOIRE DE POITIERS, Le Futuroscope aux portes de Poitiers, p239 （法文）
87. ↑  . france3-regions.francetvinfo.fr. France 3. 2017-05-31  [2024-03-17] （法语）.
88. ↑  France 3. . france3-regions.francetvinfo.fr. 2019-01-22  [2024-03-17]. （原始内容存档于2024-03-17） （法语）.
89. ↑  . lanouvellerepublique.fr. La Nouvelle République. 2021-09-24  [2024-03-17]. （原始内容存档于2021-09-24） （法语）.
90. ↑  Université de Poitiers. . univ-poitiers.fr.   [2024-03-17]. （原始内容存档于2024-03-17） （法语）.
91. ↑  Centre Presse.  (pdf). centre-presse.fr. 2019-08-08  [2024-03-21]. （原始内容存档 (PDF)于2024-03-21） （法语）.
92. ↑  Dominique Larroque. . Histoire, économie & société. 1990  [2024-03-22]. （原始内容存档于2024-03-22） （法语）.
93. ↑  Jean ROBERT. . .   [2024-03-17]. （原始内容存档于2024-03-17） （法语）.

地理类
1. ↑  ville de Poitiers.  (pdf). poitiers.fr.   [2024-03-17]. （原始内容存档 (PDF)于2024-06-26） （法语）.
2. ↑  . hydro.eaufrance.fr.   [2024-03-17]. （原始内容存档于2024-03-17） （法语）.
3. ↑  ville de Poitiers. . poitiers.fr.   [2024-03-17]. （原始内容存档于2023-06-05） （法语）.
4. ↑  . lanouvellerepublique.fr. La Nouvelle République. 2022-12-11  [2024-03-17]. （原始内容存档于2022-12-11） （法语）.
5. ↑  ville de Poitiers. . poitiers.fr.   [2024-03-17]. （原始内容存档于2023-06-05） （法语）.
6. ↑  ville de Poitiers. . poitiers.fr.   [2024-03-17]. （原始内容存档于2023-06-05） （法语）.
7. ↑  Grand Poitiers.  (pdf). grandpoitiers.fr.   [2024-03-17]. （原始内容存档 (PDF)于2023-01-23） （法语）.
8. ↑  . lanouvellerepublique.fr. La Nouvelle République. 2023-10-05  [2024-03-17] （法语）.
9. ↑  poitiers.fr (编). .   [2019-12-19]. （原始内容存档于2021-02-04） （法语）.
10. ↑  ville de Poitiers. . poitiers.fr.   [2024-03-18]. （原始内容存档于2023-09-25） （法语）.
11. ↑  collectivites-locales.gouv.fr. . collectivites-locales.gouv.fr.   [2022-09-10]. （原始内容存档于2022-06-21） （法语）.
12. ↑  sig.ville.gouv.fr. . sig.ville.gouv.fr.   [2024-03-18]. （原始内容存档于2023-01-29） （法语）.
13. ↑  INSEE. . insee.fr.   [2024-03-18]. （原始内容存档于2021-06-07） （法语）.
14. ↑  INSEE. . insee.fr.   [2024-03-18]. （原始内容存档于2023-02-06） （法语）.
15. ↑  INSEE. . insee.fr.   [2024-03-18]. （原始内容存档于2018-07-24） （法语）.
16. ↑  insee.fr. . insee.fr.   [2019-12-19]. （原始内容存档于2021-03-10） （法语）.
17. ↑  INSEE. . insee.fr.   [2024-03-18]. （原始内容存档于2020-11-10） （法语）.
18. ↑  INSEE. . insee.fr.   [2024-03-18]. （原始内容存档于2023-08-13） （法语）.
19. ↑  INSEE. . insee.fr.   [2024-01-09]. （原始内容存档于2023-10-18） （法语）.
20. ↑   (pdf). grandpoitiers.fr.   [2024-03-18]. （原始内容存档 (PDF)于2023-01-23） （法语）.
21. ↑  INSEE. . insee.fr.   [2024-03-18]. （原始内容存档于2023-12-20） （法语）.
22. ↑  INSEE. . insee.fr.   [2024-03-18] （法语）.
23. ↑  . transports.nouvelle-aquitaine.fr.   [2024-03-17]. （原始内容存档于2024-02-22） （法语）.
24. ↑  . remi-centrevaldeloire.fr.   [2024-03-17]. （原始内容存档于2023-11-23） （法语）.
25. ↑  Grand Poitiers. . grandpoitiers.fr.   [2024-03-17]. （原始内容存档于2024-03-17） （法语）.
26. ↑  . linternaute.com.   [2024-03-19]. （原始内容存档于2021-02-03） （法语）.
27. ↑  . linternaute.com.   [2024-03-19]. （原始内容存档于2024-03-17） （法语）.
28. ↑  ville de Poitiers. . poitiers.fr.   [2024-03-17]. （原始内容存档于2024-01-27） （法语）.
29. ↑  . lanouvellerepublique.fr. La Nouvelle République. 2021-09-24  [2024-03-17]. （原始内容存档于2021-09-24） （法语）.
30. ↑  . lanouvellerepublique.fr. La Nouvelle République. 2019-04-19  [2024-03-17] （法语）.
31. ↑  TER Nouvelle-Aquitaine. . ter.sncf.fr.   [2024-03-19]. （原始内容存档于2024-03-17） （法语）.
32. ↑  ressources.data.sncf.com. . ressources.data.sncf.com.   [2023-03-17]. （原始内容存档于2021-01-31） （法语）.
33. ↑  Département de la Vienne. . lavienne86.fr.   [2024-03-21]. （原始内容存档于2024-06-29） （法语）.
34. ↑  La Nouvelle République. . lanouvellerepublique.fr. 2024-01-04  [2024-03-21] （法语）.
35. ↑  . lanouvellerepublique.fr. La Nouvelle République. 2024-02-05  [2024-03-22] （法语）.
36. ↑  Grand Poitiers. . grandpoitiers.fr.   [2024-03-22]. （原始内容存档于2024-04-21） （法语）.
37. ↑  vitalis-poitiers.fr. . vitalis-poitiers.fr.   [2019-12-19]. （原始内容存档于2021-03-24） （法语）.
38. ↑  France Bleu. . francebleu.fr. 2023-11-08  [2024-03-22]. （原始内容存档于2024-03-22） （法语）.
39. ↑  Grand Poitiers. . grandpoitiers.fr.   [2024-03-24]. （原始内容存档于2024-09-05） （法语）.
40. ↑  ville de Poitiers. . poitiers.fr.   [2024-03-22]. （原始内容存档于2023-06-09） （法语）.
41. ↑  . linternaute.fr.   [2024-03-19]. （原始内容存档于2024-03-18） （法语）.
42. ↑  insee.fr. . insee.fr.   [2024-03-19]. （原始内容存档于2021-05-01） （法语）.
43. ↑  Commune de Poitiers (86194) - commune actuelle（法文）
44. ↑  Université de Poitiers. . univ-poitiers.fr.   [2024-03-19]. （原始内容存档于2024-03-19） （法语）.
45. ↑  Grand Poitiers. . grandpoitiers.fr.   [2024-03-17]. （原始内容存档于2024-08-26） （法语）.

社科类
1. ↑  Grand Poitiers. [hhttps://www.grandpoitiers.fr/habitat-urbanisme/voirie ]. grandpoitiers.fr.   [2024-03-17]. （原始内容存档于2024-04-21） （法语）.
2. ↑  ville de Poitiers. . poitiers.fr.   [2024-03-17]. （原始内容存档于2023-03-30） （法语）.
3. ↑  leparisien.fr. . leparisien.fr. 2020-06-29  [2020-06-29]. （原始内容存档于2021-03-24） （法语）.
4. ↑  Ministère de l'Intérieur (编). . mobile.interieur.gouv.fr.   [2024-03-19]. （原始内容存档于2024-03-19） （法语）.
5. ↑  Francetvinfo. . francetvinfo.fr.   [2019-12-19]. （原始内容存档于2021-03-28） （法语）.
6. ↑  . election-europeenne.linternaute.com.   [2024-03-19]. （原始内容存档于2024-04-27） （法语）.
7. ↑  . election-departementale.linternaute.com.   [2024-03-19]. （原始内容存档于2024-03-19） （法语）.
8. ↑  . election-regionale.linternaute.com.   [2024-03-19]. （原始内容存档于2024-05-21） （法语）.
9. ↑  . poitiers.cci.fr.   [2024-03-18] （法语）.
10. ↑  . demarchesadministratives.fr.   [2024-03-18]. （原始内容存档于2024-03-18） （法语）.
11. ↑  Jean HIERNARD, Jacques PASQUIER, HISTOIRE DE POITIERS, Des champs et des vignes, p61 （法文）
12. ↑  La Nouvelle République. . lanouvellerepublique.fr. 2018-03-28  [2024-03-18] （法语）.
13. ↑  La Nouvelle République. . lanouvellerepublique.fr. 2013-12-21  [2024-03-18] （法语）.
14. ↑  ville de Poitiers. . poitiers.fr.   [2024-03-18]. （原始内容存档于2023-03-09） （法语）.
15. ↑  Manageo (编). . manageo.fr.   [2024-06-15]. （原始内容存档于2024-03-18） （法语）.
16. ↑  Le Figaro (编). . entreprises.lefigaro.fr.   [2024-03-18]. （原始内容存档于2023-10-01） （法语）.
17. ↑  . societe.com.   [2024-03-18]. （原始内容存档于2024-03-18） （法语）.
18. ↑  . entreprises.lefigaro.fr.   [2024-03-18]. （原始内容存档于2024-03-18） （法语）.
19. ↑  . entreprises.lefigaro.fr.   [2024-03-18] （法语）.
20. ↑  . entreprises.lefigaro.fr.   [2024-03-18]. （原始内容存档于2024-03-18） （法语）.
21. ↑  . entreprises.lefigaro.fr.   [2024-03-18]. （原始内容存档于2024-03-18） （法语）.
22. ↑  . entreprises.lefigaro.fr.   [2024-03-18]. （原始内容存档于2024-03-18） （法语）.
23. ↑  . entreprises.lefigaro.fr.   [2024-03-18]. （原始内容存档于2024-03-18） （法语）.
24. ↑  . annuaire-entreprises.data.gouv.fr.   [2024-03-22] （法语）.
25. ↑  JDN (编). . journaldunet.fr.   [2024-03-19]. （原始内容存档于2021-02-05） （法语）.
26. ↑  JDN (编). . journaldunet.fr.   [2024-03-19]. （原始内容存档于2024-03-18） （法语）.
27. ↑  JDN (编). . journaldunet.fr.   [2024-03-18]. （原始内容存档于2024-04-27） （法语）.
28. ↑  INSEE. . insee.fr.   [2024-03-18]. （原始内容存档于2023-10-19） （法语）.
29. ↑  JDN (编). . journaldunet.fr.   [2024-03-18]. （原始内容存档于2021-02-02） （法语）.
30. ↑  Académie de Poitiers. . ac-poitiers.fr.   [2022-01-01]. （原始内容存档于2021-12-31） （法语）.
31. ↑  . linternaute.com.   [2024-03-19]. （原始内容存档于2024-03-19） （法语）.
32. ↑  . prepas.org.   [2024-03-19]. （原始内容存档于2024-03-19） （法语）.
33. ↑  . villedata.fr.   [2024-03-19]. （原始内容存档于2021-02-03） （法语）.
34. ↑  . linternaute.com.   [2024-03-19]. （原始内容存档于2024-03-19） （法语）.
35. ↑  chu-poitiers.fr. . chu-poitiers.fr.   [2019-12-19]. （原始内容存档于2021-01-20） （法语）.
36. ↑  FHF. . etablissements.fhf.fr.   [2024-03-19]. （原始内容存档于2023-08-13） （法语）.
37. ↑  FHF. . etablissements.fhf.fr.   [2024-03-19]. （原始内容存档于2024-03-19） （法语）.
38. ↑  . elsan.care.   [2024-03-19]. （原始内容存档于2024-04-23） （法语）.
39. ↑  . collectivites-locales.gouv.fr.   [2024-03-19]. （原始内容存档于2024-06-19） （法语）.
40. ↑  Grand Poitiers. . grandpoitiers.fr.   [2024-03-19]. （原始内容存档于2024-03-19） （法语）.
41. ↑  . linternaute.com.   [2024-03-19]. （原始内容存档于2021-02-02） （法语）.
42. ↑  . lanouvellerepublique.fr. La Nouvelle République. 2021-10-26  [2024-03-17] （法语）.
43. ↑  . lavienne86.fr.   [2021-11-29]. （原始内容存档于2021-11-30） （法语）.
44. ↑  Centre Presse. . centre-presse.fr.   [2024-03-20]. （原始内容存档于2024-09-05） （法语）.
45. ↑  La Nouvelle République. . lanouvellerepublique.fr.   [2024-03-20] （法语）.
46. ↑  . francebleu.fr.   [2024-03-20]. （原始内容存档于2024-03-20） （法语）.
47. ↑  France 3 Nouvelle-Aquitaine (编). . france3-regions.francetvinfo.fr.   [2024-03-20]. （原始内容存档于2023-10-03） （法语）.
48. ↑  . frequence-radio.com.   [2024-03-20]. （原始内容存档于2024-04-24） （法语）.
49. ↑  ville de Poitiers. . poitiers.fr.   [2024-03-20]. （原始内容存档于2023-09-25） （法语）.
50. ↑  ville de Poitiers. . poitiers.fr.   [2024-03-20]. （原始内容存档于2024-08-01） （法语）.
51. ↑  Grand Poitiers. . grandpoitiers.fr.   [2024-03-19]. （原始内容存档于2024-04-21） （法语）.
52. ↑  Grand Poitiers. . grandpoitiers.fr.   [2024-03-19]. （原始内容存档于2024-08-26） （法语）.
53. ↑  Grand Poitiers. . grandpoitiers.fr.   [2024-03-19]. （原始内容存档于2024-07-02） （法语）.
54. ↑  Grand Poitiers. . grandpoitiers.fr.   [2024-03-19]. （原始内容存档于2024-04-21） （法语）.
55. ↑  . lanouvellerepublique.fr. La Nouvelle République. 2023-12-07  [2024-03-17] （法语）.
56. ↑  . linternaute.com.   [2024-03-19]. （原始内容存档于2024-03-19） （法语）.
57. ↑  . linternaute.com.   [2024-03-19]. （原始内容存档于2024-03-19） （法语）.
58. ↑  . lannuaire.service-public.fr.   [2024-03-19]. （原始内容存档于2024-03-19） （法语）.
59. ↑  . lannuaire.service-public.fr.   [2024-03-19]. （原始内容存档于2024-03-19） （法语）.
60. ↑  . linternaute.com.   [2024-03-19]. （原始内容存档于2021-02-02） （法语）.
61. ↑  Grand Poitiers. . grandpoitiers.fr.   [2024-03-20]. （原始内容存档于2024-04-21） （法语）.
62. ↑  ville de Chasseneuil-du-Poitou. . ville-chasseneuil-du-poitou.fr.   [2024-03-20]. （原始内容存档于2024-05-22） （法语）.

文化类
1. ↑  France 3. . france3-regions.francetvinfo.fr. 2023-03-04  [2024-03-13]. （原始内容存档于2024-03-14） （法语）.
2. ↑  Frederic P. Miller; Agnes F. Vandome; McBrewster. . Alphascript Publishing. 2010. ISBN 978-6130753818 （英语）.
3. ↑  . kartenn.openstreetmap.bzh.   [2024-03-13]. （原始内容存档于2021-12-07） （奥克语）.
4. ↑  环球网. . 扬子晚报. 2021-07-25  [2024-03-13]. （原始内容存档于2024-03-14） （中文）.
5. ↑  新文学史料. . 中国作家网. 2020-06-16  [2024-03-13]. （原始内容存档于2024-03-14） （中文）.
6. ↑  . 澎湃新闻. 2021-05-23  [2024-03-13]. （原始内容存档于2024-06-17） （中文）.
7. ↑  . 新浪网. 中国日报. 2004-03-09  [2024-03-21]. （原始内容存档于2024-03-21） （中文）.
8. ↑  Grand Poitiers. . grandpoitiers.fr.   [2024-03-19]. （原始内容存档于2024-03-19） （法语）.
9. ↑  . nouvelle-aquitaine-tourisme.com. 2021-03-04  [2024-03-21] （法语）.
10. ↑  Académie de Poitiers. . ac-poitiers.fr.   [2024-03-19]. （原始内容存档于2024-03-19） （法语）.
11. ↑  l'Etudiant. . letudiant.fr.   [2024-03-19]. （原始内容存档于2024-09-06） （法语）.
12. ↑  l'Etudiant. . letudiant.fr.   [2024-03-19]. （原始内容存档于2024-04-15） （法语）.
13. ↑  Université de Poitiers. . univ-poitiers.fr.   [2024-03-19]. （原始内容存档于2024-03-22） （法语）.
14. ↑  l'Etudiant. . letudiant.fr.   [2024-03-22]. （原始内容存档于2024-03-22） （法语）.
15. ↑  . lanouvellerepublique.fr. La Nouvelle République. 2018-04-25  [2024-03-17] （法语）.
16. ↑  ville de Poitiers. . poitiers.fr.   [2024-03-20] （法语）.
17. ↑  Jean Robert. . Norois. 1954: 23  [2024-03-21]. （原始内容存档于2024-03-21） （法语）.
18. ↑  D. GROLEAU.  (PDF). REVISION - EXTENSION DU SECTEUR SAUVEGARDE DE POITIERS. Grand Poitiers.   [2024-03-21]. （原始内容存档 (PDF)于2023-01-23） （法语）.
19. ↑  La Nouvelle République. . lanouvellerepublique.fr. 2021-07-12  [2024-03-21] （法语）.
20. ↑  ville de Poitiers. . poitiers.fr.   [2024-03-17]. （原始内容存档于2024-02-13） （法语）.
21. ↑  Grand Poitiers. . grandpoitiers.fr.   [2024-03-21]. （原始内容存档于2024-08-26） （法语）.
22. ↑  Grand Poitiers. . grandpoitiers.fr.   [2024-03-21]. （原始内容存档于2024-08-26） （法语）.
23. ↑  Monumentum. . monumentum.fr.   [2024-03-20]. （原始内容存档于2024-04-24） （法语）.
24. ↑  Ministère de la Culture. . pop.culture.gouv.fr.   [2024-03-20]. （原始内容存档于2024-05-27） （法语）.
25. ↑  Ministère de la Culture. . pop.culture.gouv.fr.   [2024-03-20]. （原始内容存档于2023-10-03） （法语）.
26. ↑  Ministère de la Culture. . pop.culture.gouv.fr.   [2024-03-20]. （原始内容存档于2023-11-24） （法语）.
27. ↑  Ministère de la Culture. . pop.culture.gouv.fr.   [2024-03-20]. （原始内容存档于2024-02-03） （法语）.
28. ↑  France Bleu. . francebleu.fr. 2021-08-09  [2024-03-20]. （原始内容存档于2024-03-20） （法语）.
29. ↑  Ministère de la Culture. . pop.culture.gouv.fr.   [2024-03-20]. （原始内容存档于2024-02-04） （法语）.
30. ↑  France 3. . france3-regions.francetvinfo.fr. 2019-08-10  [2024-03-20]. （原始内容存档于2024-03-20） （法语）.
31. ↑  Centre Presse. . centre-presse.fr. 2023-08-18  [2024-03-20]. （原始内容存档于2024-03-20） （法语）.
32. ↑  Grand Poitiers. . grandpoitiers.fr.   [2024-03-20]. （原始内容存档于2024-03-20） （法语）.
33. ↑  ville de Poitiers. . poitiers.fr.   [2024-03-20]. （原始内容存档于2023-06-09） （法语）.
34. ↑  . poitiers.catholique.fr.   [2024-03-20]. （原始内容存档于2024-06-20） （法语）.
35. ↑  . paroissebsemarielouise.fr.   [2024-03-20]. （原始内容存档于2023-03-23） （法语）.
36. ↑  . eglise.catholique.fr.   [2024-03-20]. （原始内容存档于2024-03-20） （法语）.
37. ↑  . annuaire-entreprises.data.gouv.fr.   [2024-03-20] （法语）.
38. ↑  France 3. . france3-regions.francetvinfo.fr. 2018-09-29  [2024-03-20] （法语）.
39. ↑  Le Journal du Dimanche. . lejdd.fr. 2012-10-20  [2024-03-20]. （原始内容存档于2024-03-20） （法语）.
40. ↑  Valeurs Actuelles. . valeursactuelles.com. 2018-07-05  [2024-03-20]. （原始内容存档于2024-06-23） （法语）.
41. ↑  Centre Presse. . centre-presse.fr. 2015-02-02  [2024-03-20]. （原始内容存档于2024-03-20） （法语）.
42. ↑  La Nouvelle République. . lanouvellerepublique.fr. 2022-10-02  [2024-03-20]. （原始内容存档于2022-10-02） （法语）.
43. ↑  Centre Presse. . centre-presse.fr. 2023-02-21  [2024-03-20] （法语）.
44. ↑  . visitpoitiers.fr.   [2024-03-20]. （原始内容存档于2024-04-16） （法语）.
45. ↑  actu.fr. . actu.fr. 2022-11-21  [2024-03-20]. （原始内容存档于2024-03-20） （法语）.
46. ↑  . parcs-france.com. 2024-01-05  [2024-03-20]. （原始内容存档于2024-08-19） （法语）.
47. ↑  La Nouvelle République. . lanouvellerepublique.fr. 2023-01-09  [2024-03-20]. （原始内容存档于2023-01-09） （法语）.
48. ↑  FÉDÉRATION FRANÇAISE DE FOOTBALL - LIGUE DE FOOTBALL NOUVELLE-AQUITAINE (编). . lfna.fff.fr.   [2024-06-15]. （原始内容存档于2024-03-19） （法语）.
49. ↑  FÉDÉRATION FRANÇAISE DE FOOTBALL - LIGUE DE FOOTBALL NOUVELLE-AQUITAINE (编). . lfna.fff.fr.   [2024-06-15]. （原始内容存档于2024-03-19） （法语）.
50. ↑  ville de Poitiers. . poitiers.fr.   [2024-03-19]. （原始内容存档于2024-07-10） （法语）.
51. ↑  France 3. . france3-regions.francetvinfo.fr. 2019-05-05  [2024-03-19]. （原始内容存档于2024-03-19） （法语）.
52. ↑  . lanouvellerepublique.fr. La Nouvelle République. 2021-05-14  [2024-03-17] （法语）.
53. ↑  . lnv.fr.   [2024-03-19]. （原始内容存档于2024-04-14） （法语）.
54. ↑  . pb86.fr.   [2024-03-19]. （原始内容存档于2023-07-02） （法语）.
55. ↑  L'Equipe. . lequipe.fr.   [2024-03-19]. （原始内容存档于2017-07-06） （法语）.
56. ↑  . liguenouvelleaquitaine.ffr.fr.   [2024-03-19]. （原始内容存档于2024-03-19） （法语）.
57. ↑  . ledicodutour.com.   [2024-03-19]. （原始内容存档于2024-03-19） （法语）.
58. ↑  . marathons.fr.   [2024-03-19] （法语）.
59. ↑  France Bleu. . francebleu.fr. 2023-10-08  [2024-03-21]. （原始内容存档于2024-03-21） （法语）.
60. ↑  . culture-nouvelle-aquitaine.fr.   [2024-03-21]. （原始内容存档于2024-03-21） （法语）.
61. ↑  Université de Poitiers. . univ-poitiers.fr.   [2024-03-21]. （原始内容存档于2024-03-21） （法语）.
62. ↑  ville de Poitiers. . poitiers.fr.   [2024-03-21]. （原始内容存档于2024-05-27） （法语）.
63. ↑  Charente Libre. . charentelibre.fr. 2014-04-15  [2024-03-21]. （原始内容存档于2024-03-21） （法语）.
64. ↑  La Nouvelle République. . lanouvellerepublique.fr. 2023-09-08  [2024-03-21] （法语）.
65. ↑  ville de Poitiers. . poitiers.fr.   [2024-03-21]. （原始内容存档于2024-05-12） （法语）.
66. ↑  . tourisme-vienne.com.   [2024-03-21]. （原始内容存档于2024-08-06） （法语）.
67. ↑  . vinsvaldeloire.fr.   [2024-03-21]. （原始内容存档于2024-03-21） （法语）.
68. ↑  Michelin Guide. . guide.michelin.com.   [2024-03-21]. （原始内容存档于2024-03-21） （法语）.
69. ↑  La Nouvelle République. . lanouvellerepublique.fr. 2021-04-01  [2024-03-21] （法语）.
70. ↑  La Nouvelle République. . lanouvellerepublique.fr. 2018-08-22  [2024-03-21] （法语）.
71. ↑  ville de Poitiers. . poitiers.fr.   [2024-03-21]. （原始内容存档于2023-09-30） （法语）.
72. ↑  . annuaire-entreprises.data.gouv.fr.   [2024-03-21] （法语）.
73. ↑  La Nouvelle République. . lanouvellerepublique.fr. 2023-02-21  [2024-03-21]. （原始内容存档于2023-03-19） （法语）.
74. ↑  . metalorgie.com.   [2024-03-22]. （原始内容存档于2024-03-22） （法语）.
75. ↑  France Bleu. . francebleu.fr. 2021-11-06  [2024-03-21]. （原始内容存档于2024-03-21） （法语）.
76. ↑  Radio France. . .radiofrance.fr. 2017-10-23  [2024-03-22]. （原始内容存档于2024-03-22） （法语）.
77. ↑  La Nouvelle République. . lanouvellerepublique.fr. 2012-04-06  [2024-03-22] （法语）.
78. ↑  . tourisme-vienne.com.   [2024-03-22]. （原始内容存档于2024-03-22） （法语）.
79. ↑  . ge86.fr.   [2024-03-22]. （原始内容存档于2024-03-22） （法语）.
80. ↑  Molinier Auguste. . . Paris: A. Picard et fils. 1904  [2024-03-22]. （原始内容存档于2024-03-22） （法语）.
81. ↑  . diplomatie.gouv.fr.   [2024-06-15]. （原始内容存档于2023-02-14） （法语）.
82. ↑  Ville de Poitiers. . poitiers.fr.   [2024-03-22]. （原始内容存档于2023-03-18） （法语）.

综合类
1. 1 2 3  communes.com. . communes.com.   [2024-03-19]. （原始内容存档于2021-01-30） （法语）.
2. 1 2 3 4 5 6 7 8 9 10 11 12 13 14 15 16 17 18 19 20 21 22 23 24 25 26 27 28 29  Géoportail. . geoportail.fr.   [2024-03-19]. （原始内容存档于2024-03-23） （法语）.
3. 1 2 3  Jean HIERNARD, Jacques PASQUIER, HISTOIRE DE POITIERS, La ville rentre ensuite dans le rang sous le règne de Louis XIV... du logement des gens de guerre, p105 （法文）
4. 1 2  Cassini. . cassini.ehess.fr.   [2024-03-19] （法语）.
5. 1 2 3  Jean HIERNARD, Jacques PASQUIER, HISTOIRE DE POITIERS, Le télégraphe optique inventé par Chappe permet aux poitevins...devient l'empereur Napoléon III, p173 （法文）
6. 1 2 3 4 5 6 7  Jean HIERNARD, Jacques PASQUIER, HISTOIRE DE POITIERS, LA DEUXIÈME GUERRE MONDIALE, p216 （法文）
7. 1 2 3 4  Jean HIERNARD, Jacques PASQUIER, HISTOIRE DE POITIERS, À l'invitation du conseil municipal..."Merci les Anciens, au revoir., p227 （法文）
8. 1 2  . linternaute.fr.   [2024-03-17]. （原始内容存档于2021-02-02） （法语）.
9. 1 2  BRGM. . brgm.fr.   [2024-03-17]. （原始内容存档于2017-04-23） （法语）.
10. 1 2 3 4  BRGM.  (pdf). ficheinfoterre.brgm.fr.   [2024-03-17]. （原始内容存档 (PDF)于2024-07-04） （法语）.
11. 1 2 3  . linternaute.fr.   [2024-03-17]. （原始内容存档于2021-02-11） （法语）.
12. 1 2 3 4  infoclimat.fr. . infoclimat.fr.   [2024-03-16]. （原始内容存档于2020-08-04） （法语）.
13. 1 2  Gares & Connexions. . garesetconnexions.sncf.   [2024-03-17]. （原始内容存档于2024-03-17） （法语）.
14. 1 2 3 4 5 6  Le Monde (编). . lemonde.fr.   [2024-03-19]. （原始内容存档于2024-05-01） （法语）.
15. 1 2 3  INSEE, Dossier complet - Commune de Poitiers (86194), RES T1 - Établissements actifs employeurs par secteur d'activité agrégé et taille fin 2021 （法文）
16. 1 2  . linternaute.com.   [2024-03-19]. （原始内容存档于2021-02-02） （法语）.
17. 1 2  . linternaute.com.   [2024-03-19]. （原始内容存档于2021-02-02） （法语）.
18. 1 2  . sdis86.fr.   [2019-12-19]. （原始内容存档于2020-11-28） （法语）.
19. 1 2 3  . linternaute.com.   [2024-03-19]. （原始内容存档于2021-01-30） （法语）.
20. 1 2 3  Ginette Palier. . Norois. Institut de géographie de Poitiers. 1959: 279  [2024-03-21]. （原始内容存档于2024-06-06） （法语）.
21. 1 2  ville de Poitiers. . poitiers.fr.   [2024-03-21]. （原始内容存档于2023-09-25） （法语）.